# Esa Piironen
 (novembre 2020).
Il peut être nécessaire de l'améliorer pour respecter le principe de neutralité de point de vue. Veuillez consulter la page de discussion pour plus de détails.

Esa Erkki Piironen (né le 25 octobre 1943 à Turku) est un architecte finlandais.

## Biographie
En 1962, Esa Piironen passe son baccalauréat au lycée de Turku.
En 1970, il obtient son diplôme d'architecte de l'école supérieure Aalto d'art, de design et d'architecture d'Helsinki.
En 1971 et 1972, il étudie l'urbanisme et l’architecture à l'Université de Caroline du Nord et y obtient un Master en architecture. 
Depuis 2012, il est professeur invité à l'École des arts et du design  de l'Université de Technologie de Guangdong (en)

## Ouvrages principaux

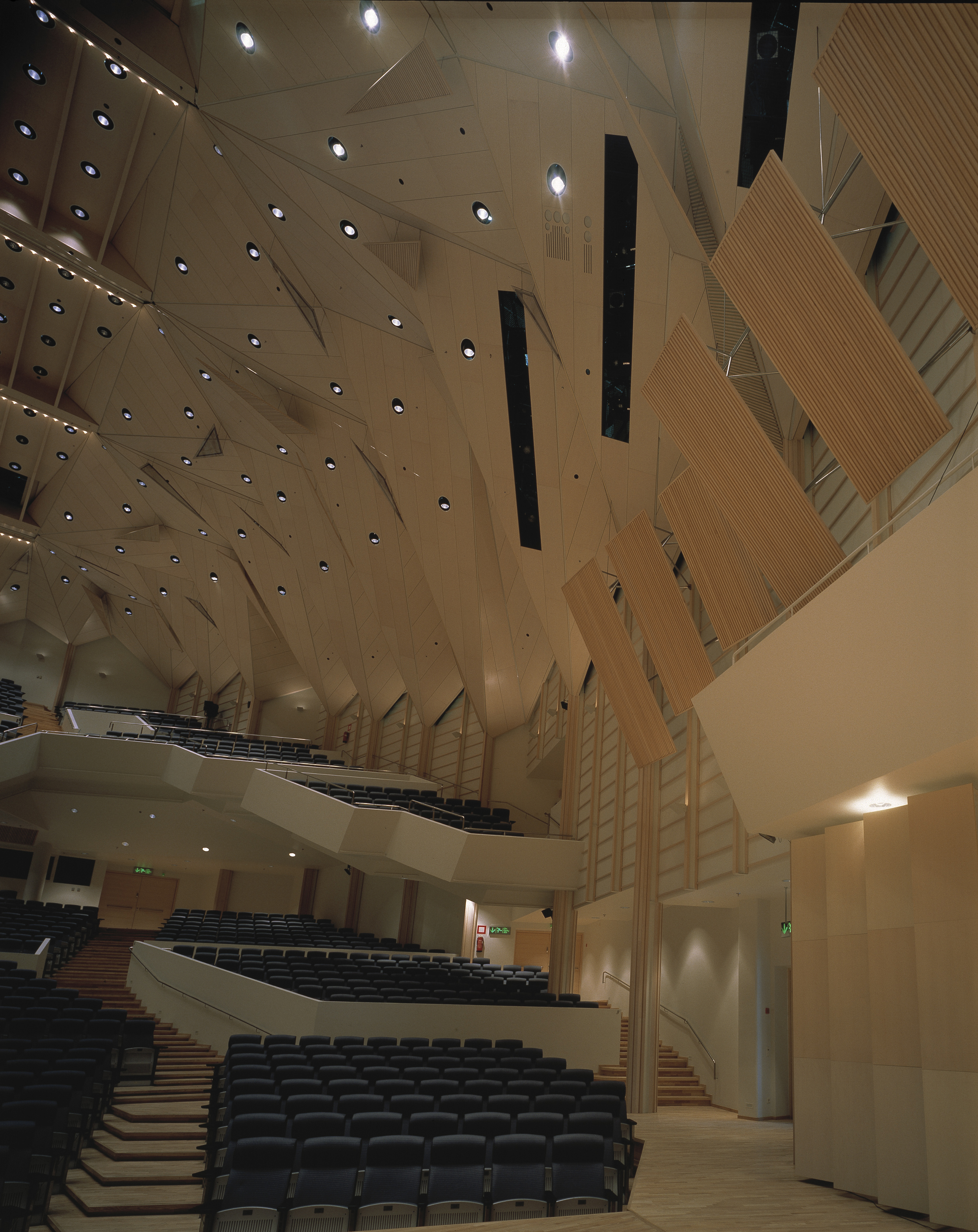
Grande salle de la Maison de Tampere, 1990

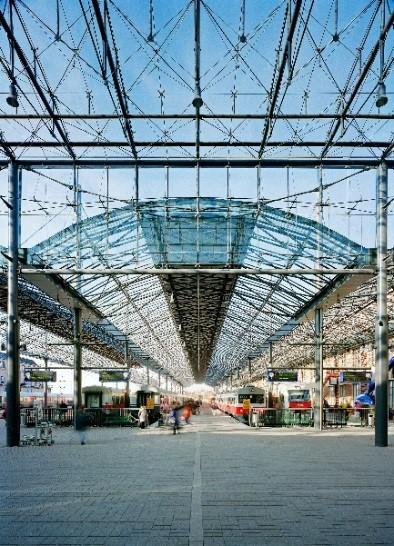
Couverture de la cour de la gare centrale d'Helsinki, 2001

Les principaux ouvrages d'Esa Piironen sont :
- Maison Koivikko, Helsinki, 1985
- Établissement d'enseignement de Kauhajoki, 1992

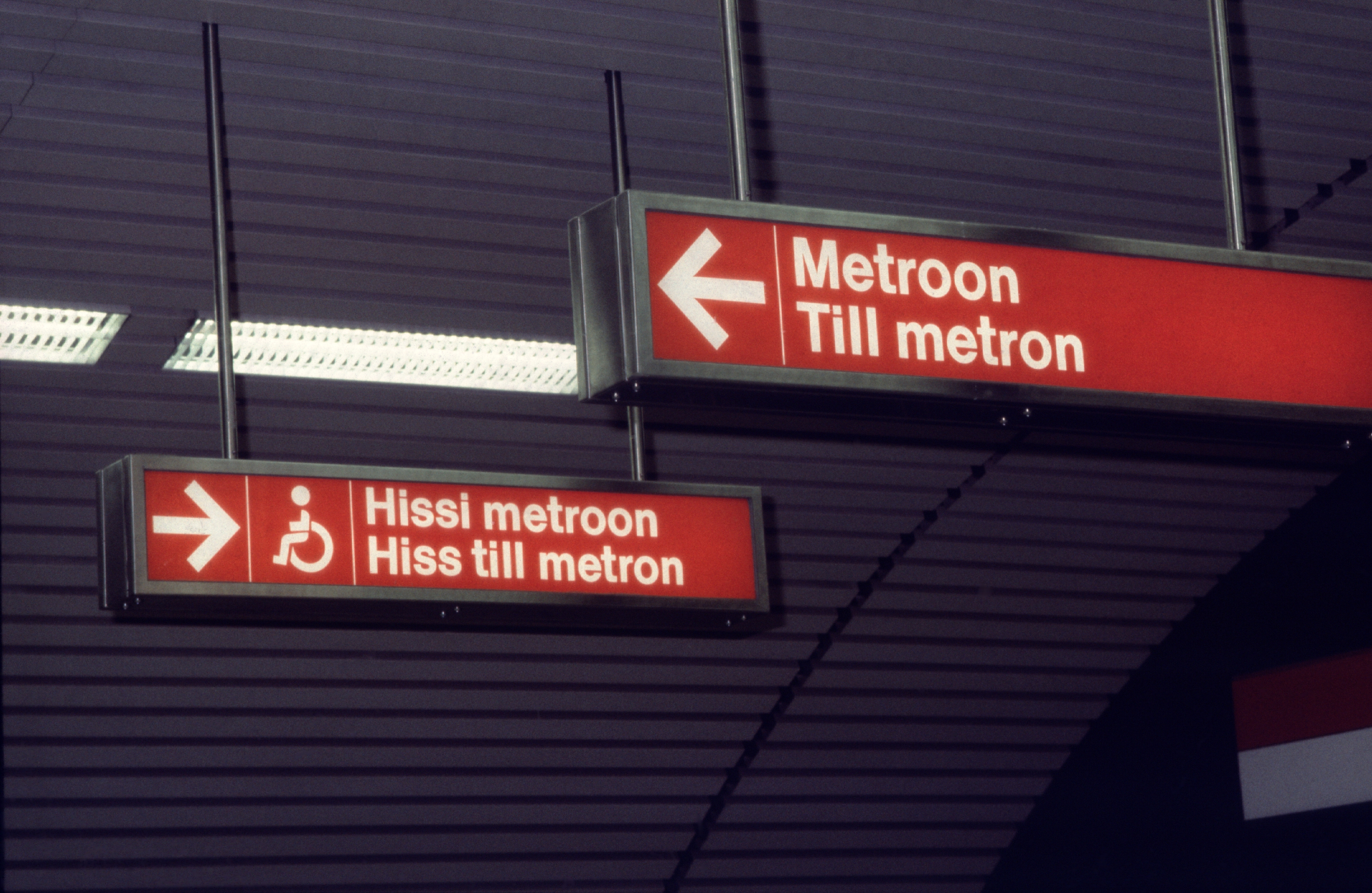
Signalisation du métro, G4, 1970-82
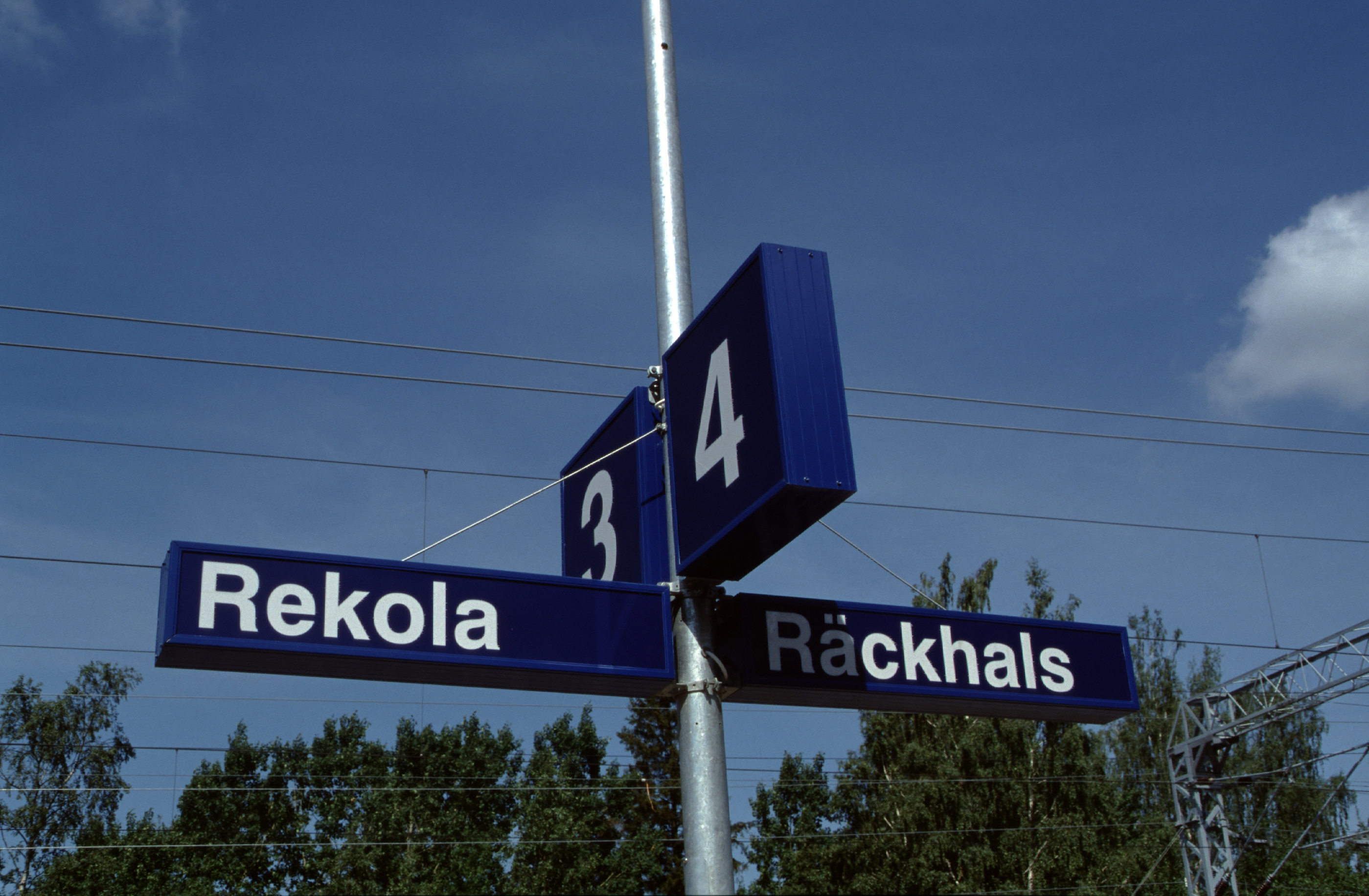
Signalisation des chemins de fer, G4, 1976-82
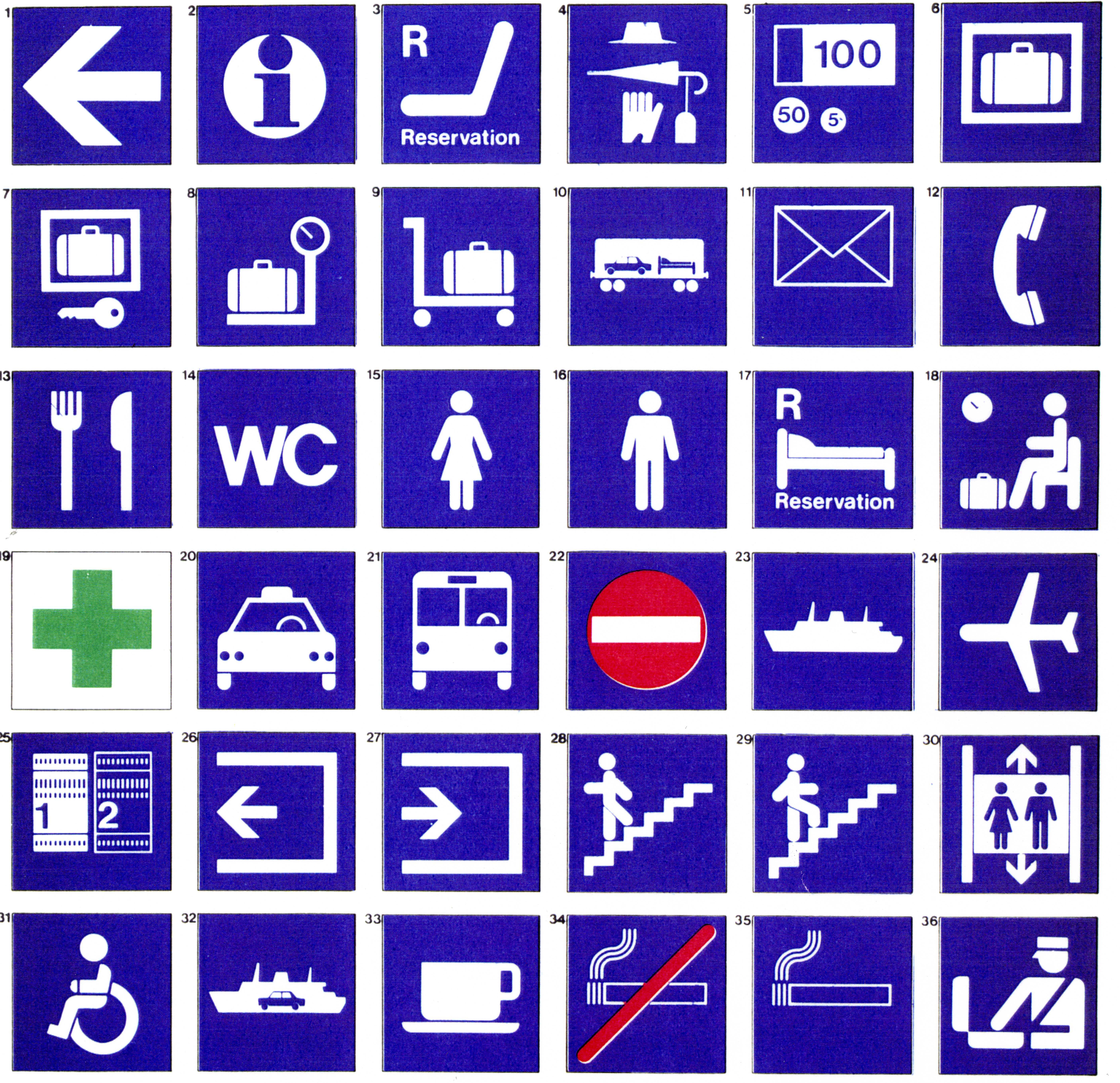
Signalisation des chemins de fer, G4, 1976-82
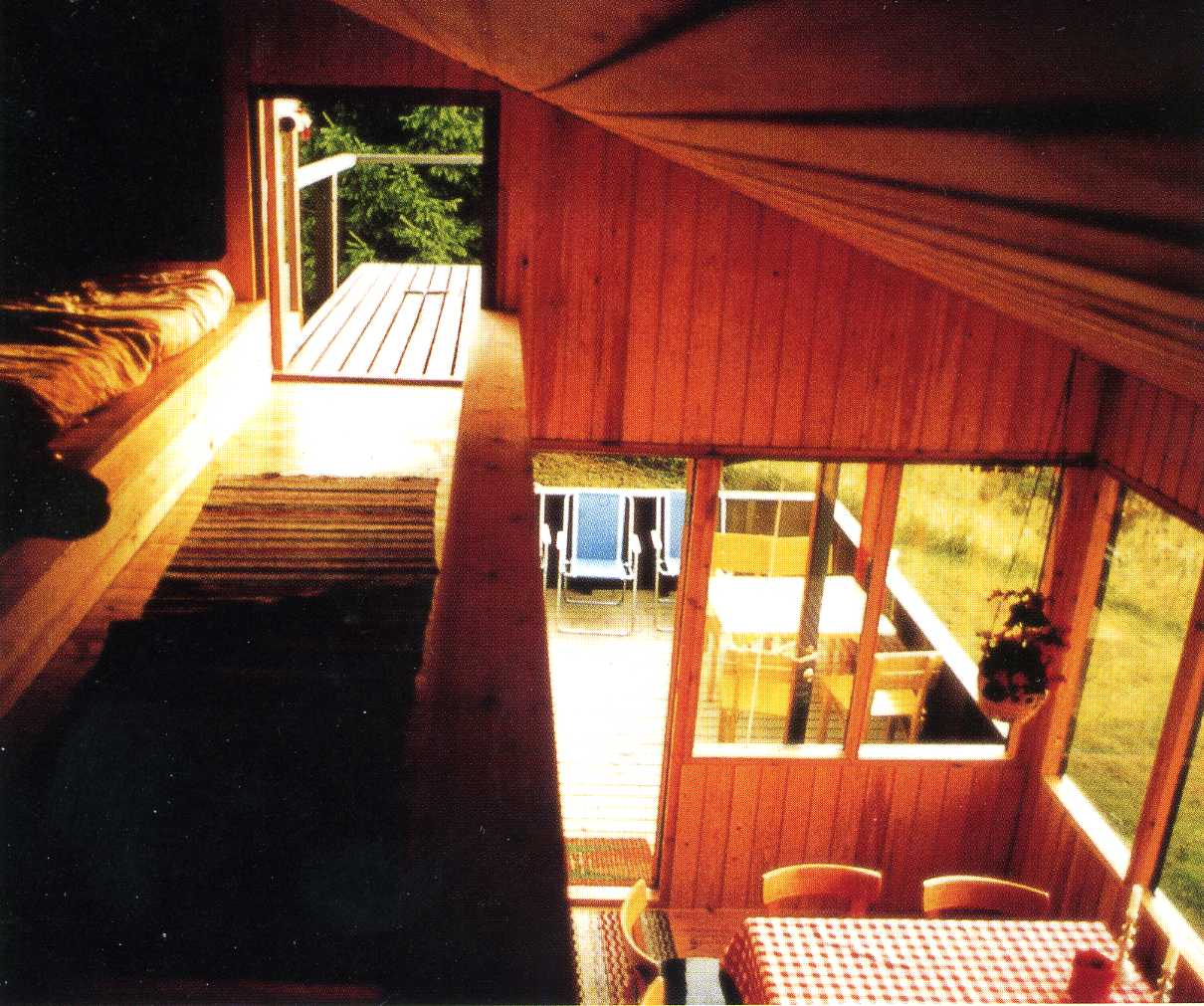
Villa Björköholmen, Parainen, extension, 1974
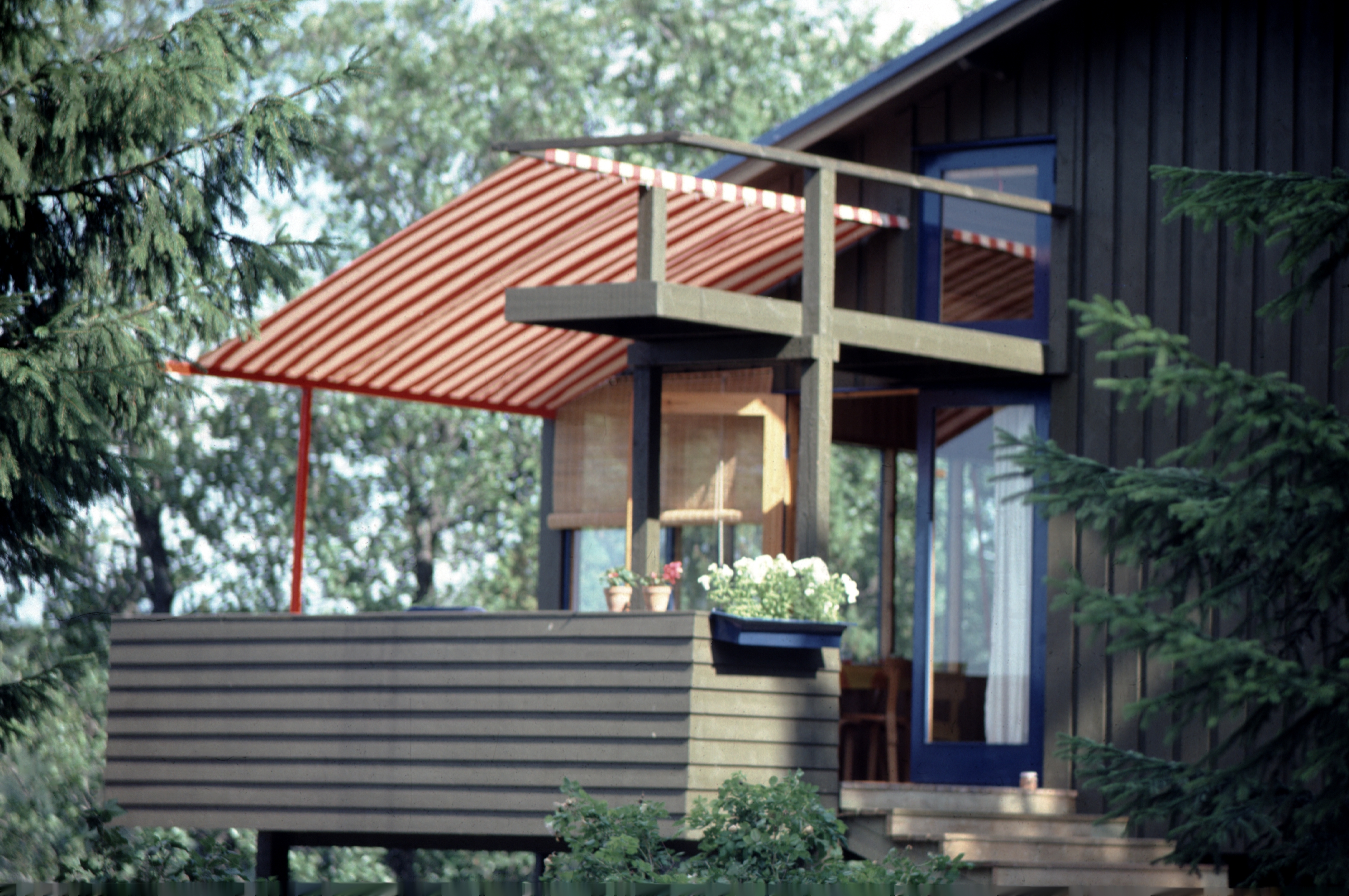
Villa Björköholmen, Parainen, extension1 1974
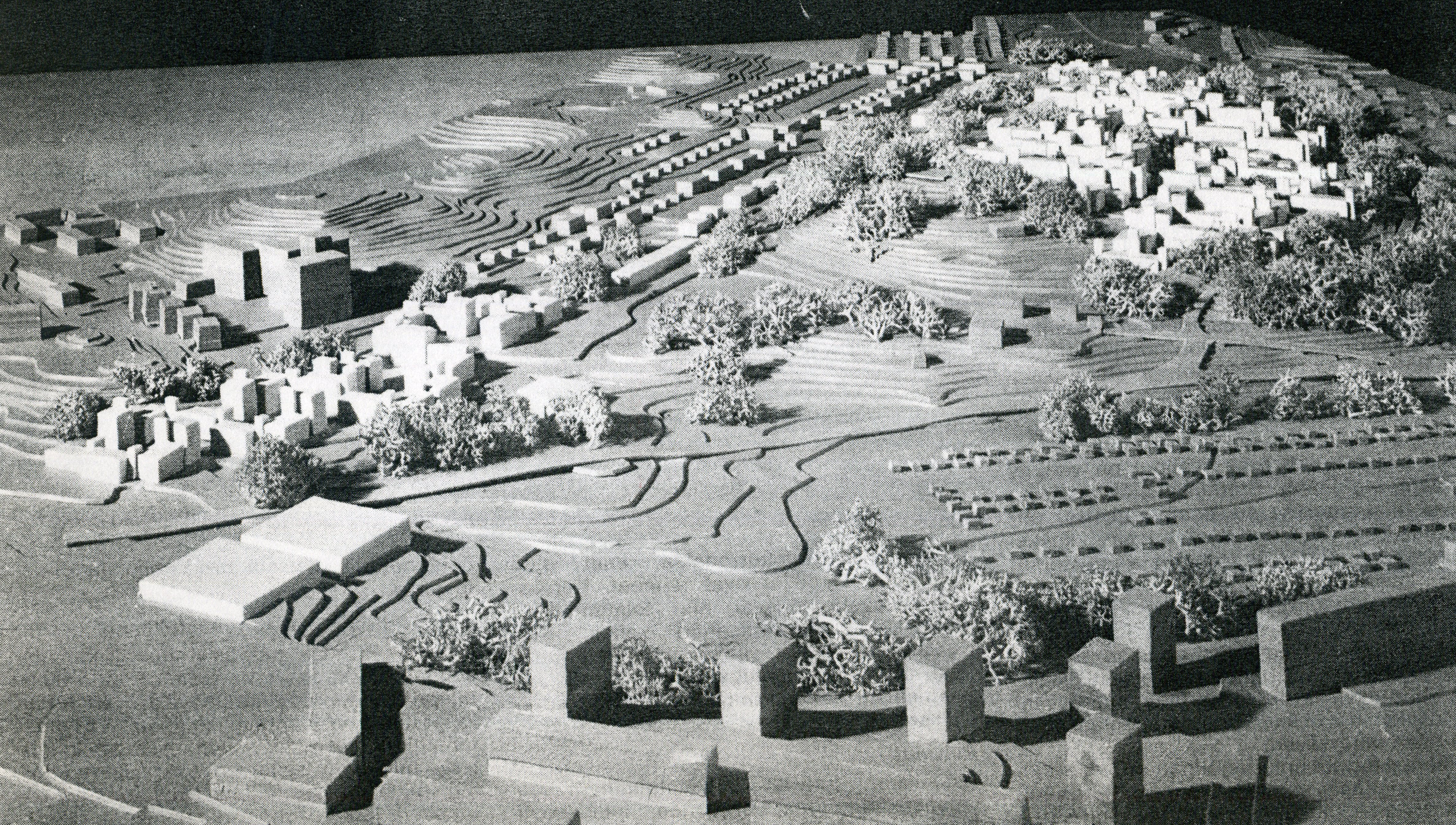
Concours pour la zone universitaire de Kumpula, A+P, 1978
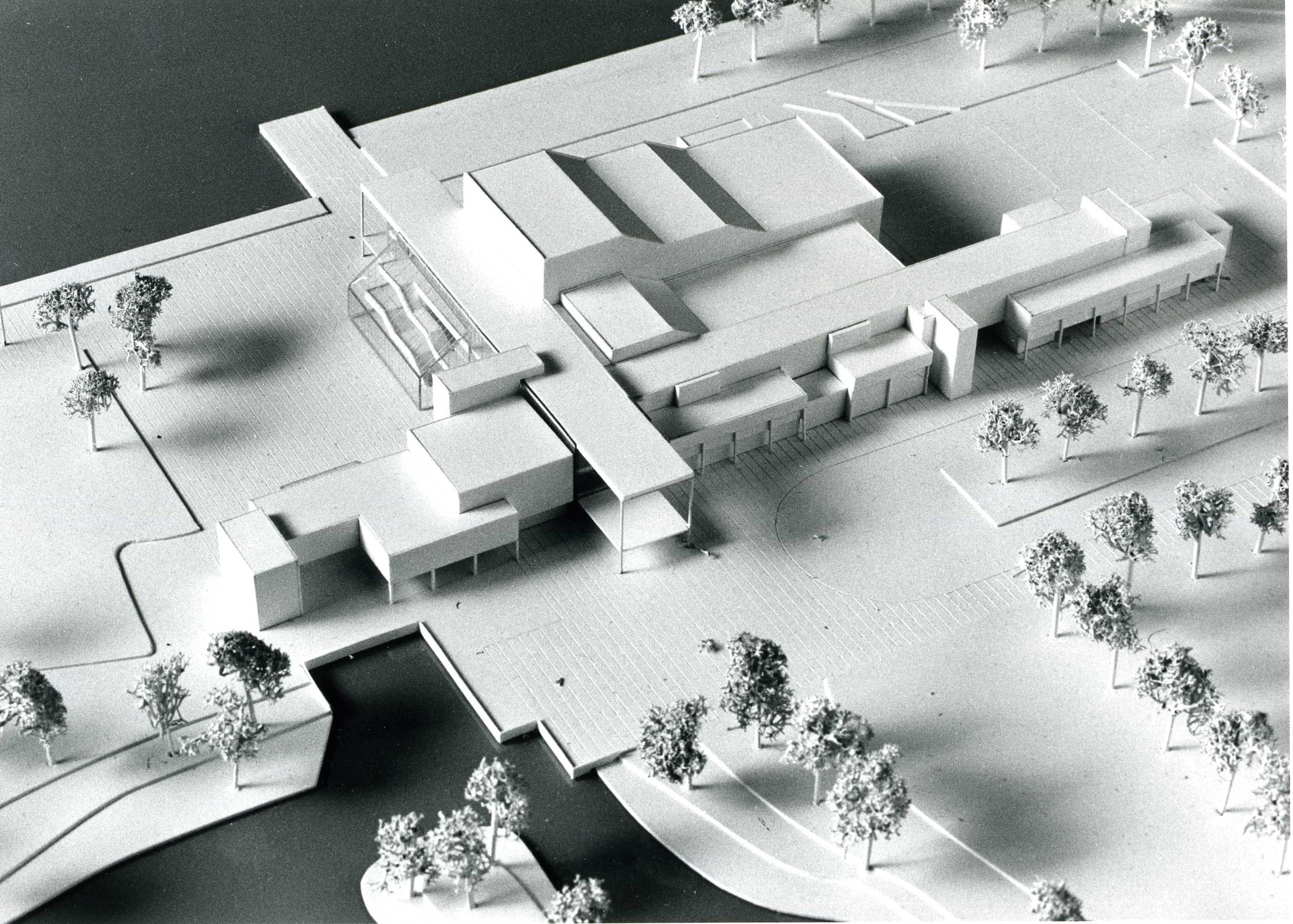
Concours pour le palais des congrès de Pori, A+P, 1981
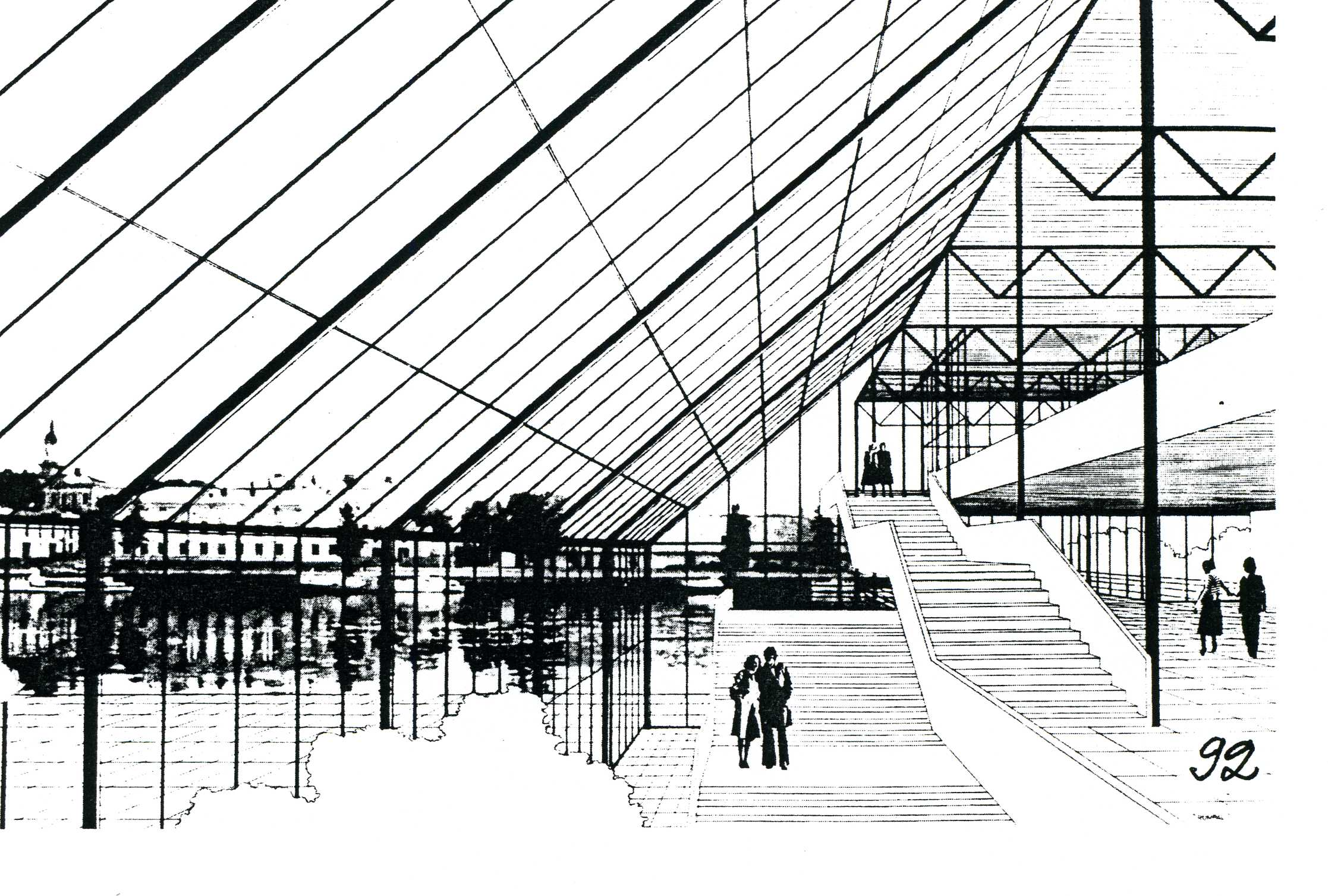
Concours pour le palais des congrès de Pori, A+P, 1981
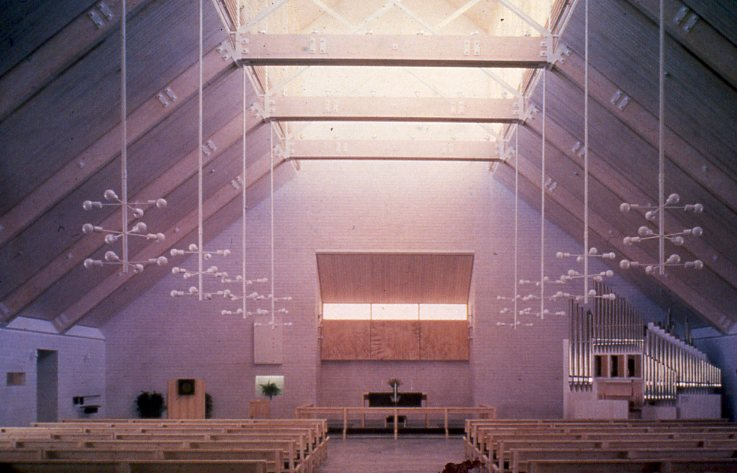
Église de Rautavaara, A+P 1982
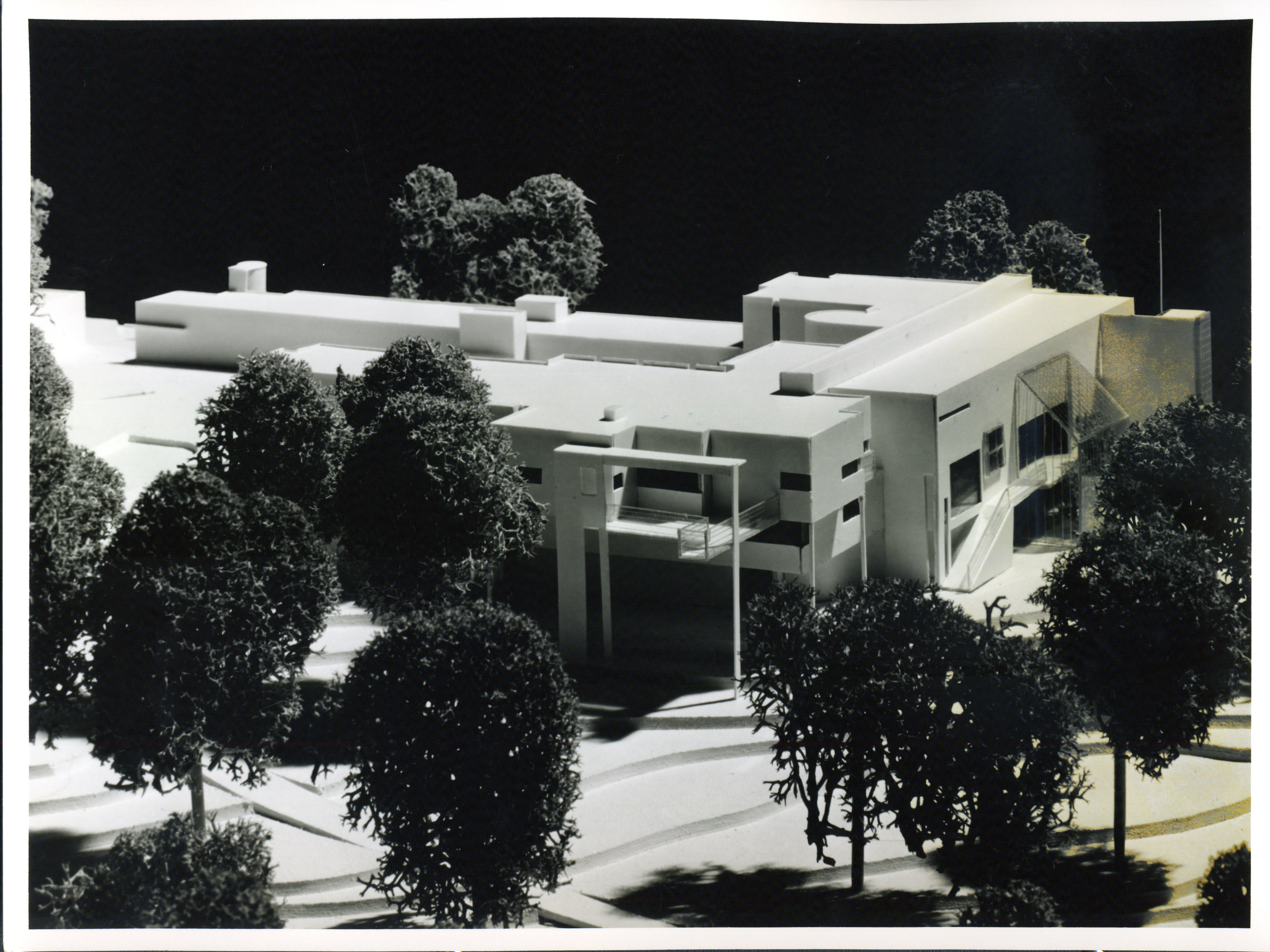
Concours pour le logement officiel du Président de la République finlandaise, A+P, 1983
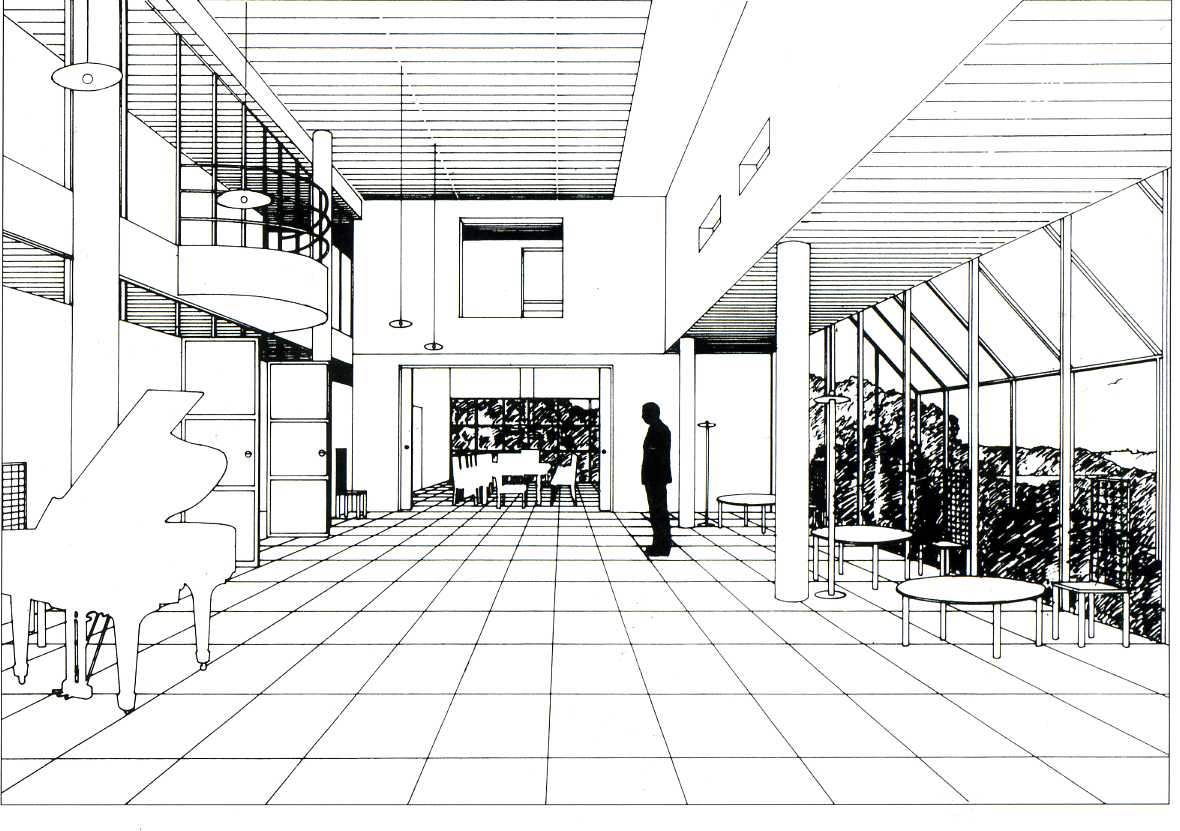
Concours pour le logement officiel du Président de la République finlandaise, A+P, 1983
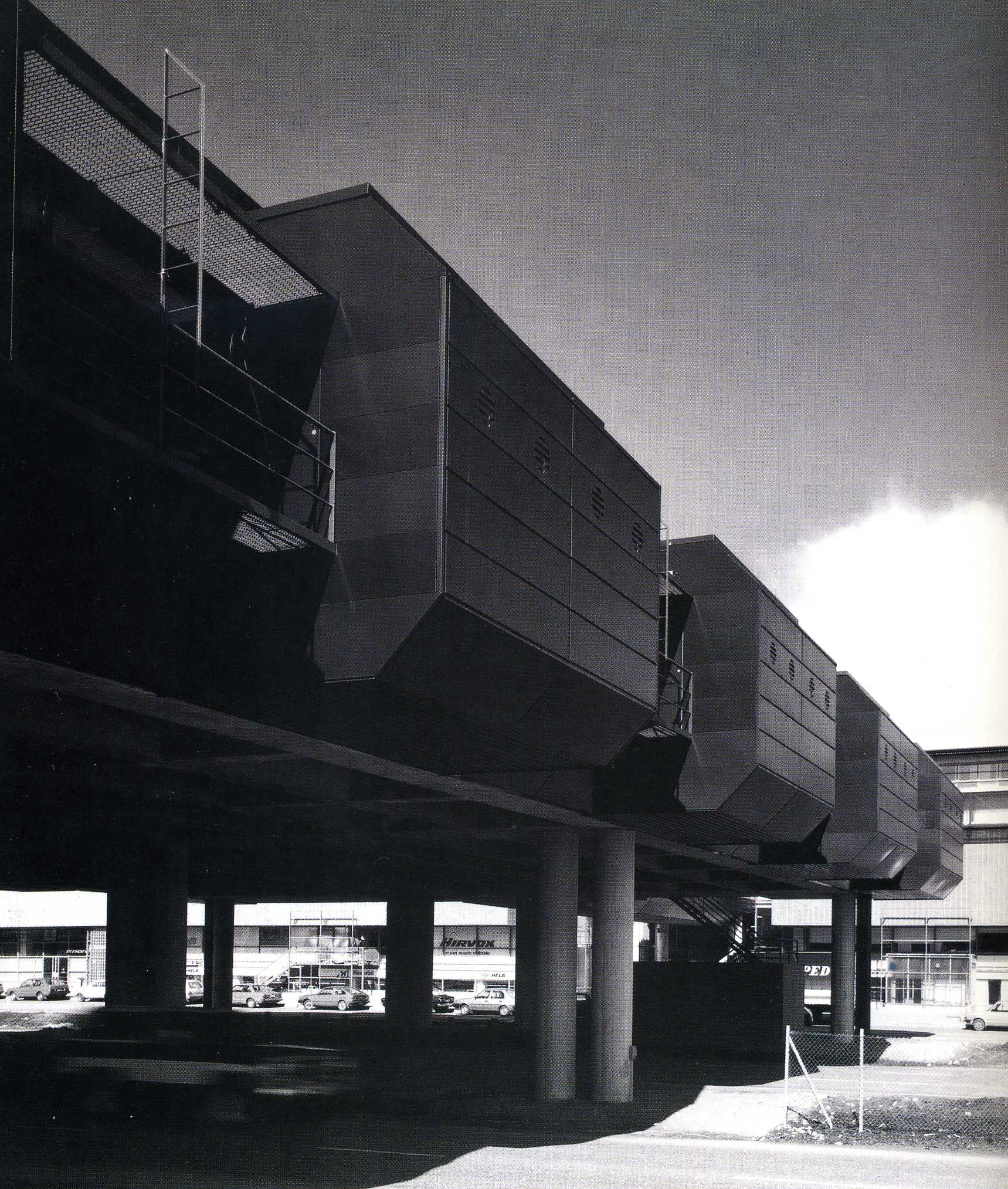
Hansasilta, Helsinki, A+P, 1984
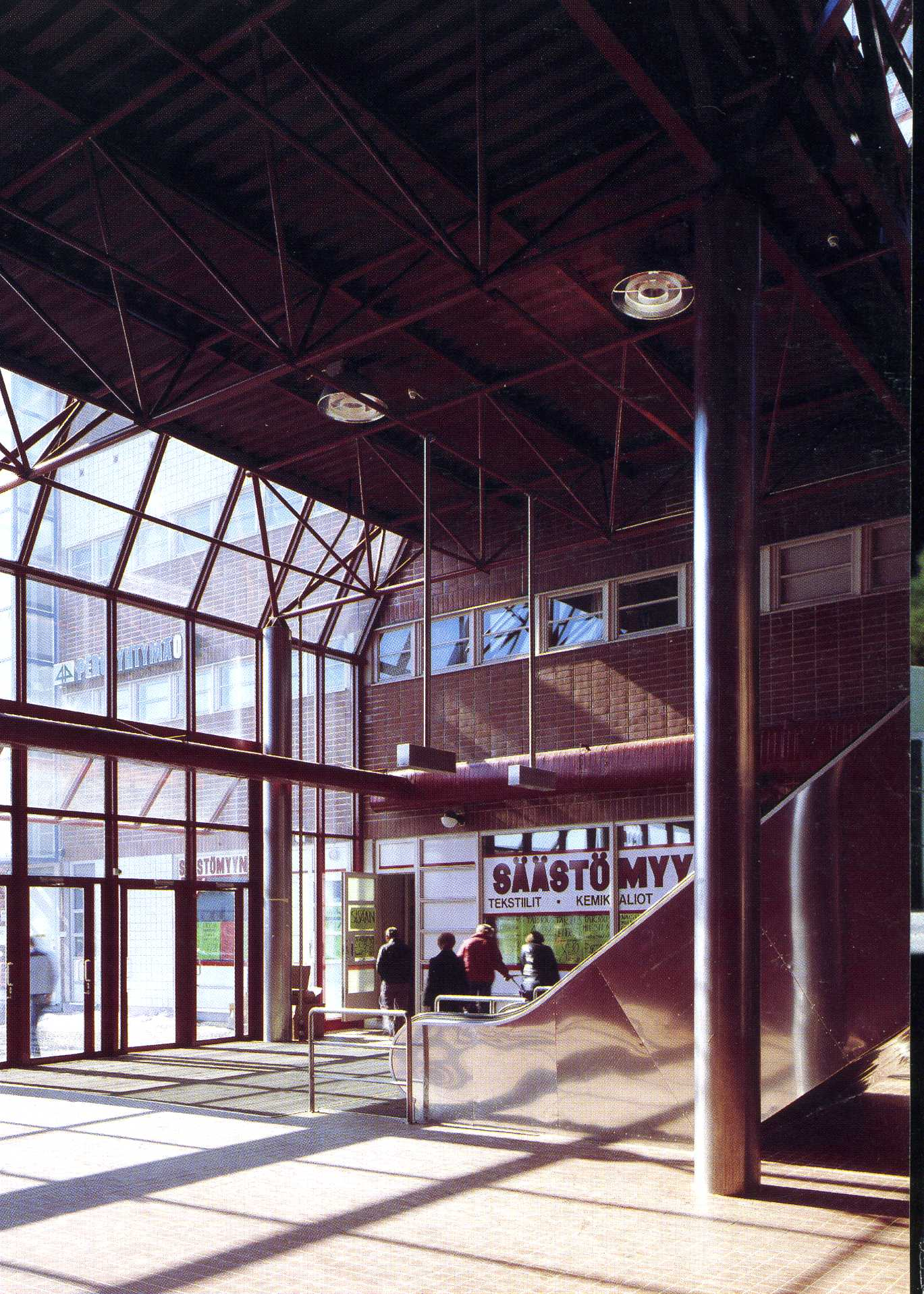
Hansasilta, Helsinki, A+P, 1984
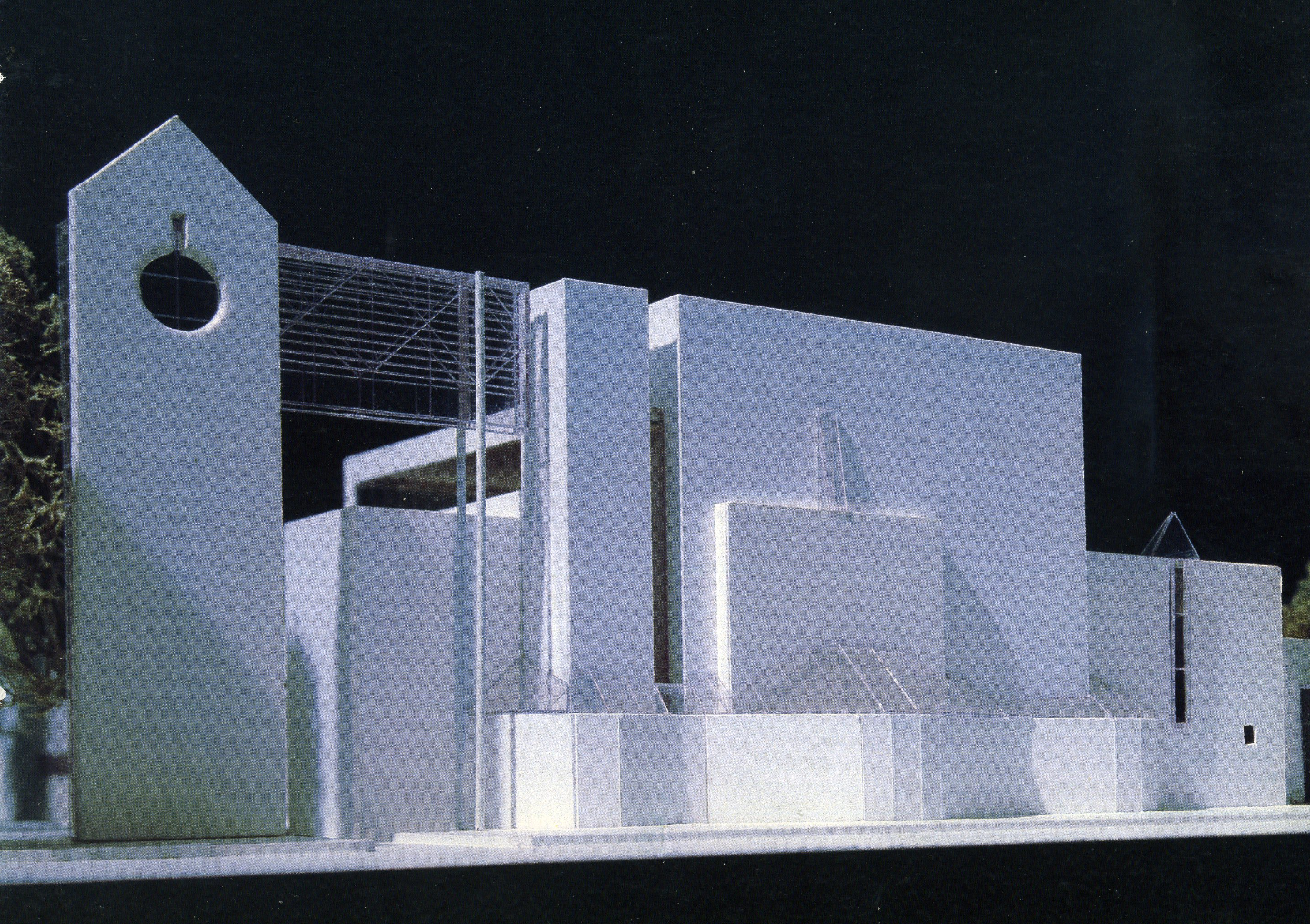
Concours pour l'église de Laajasalo, Helsinki, A+P, 1984
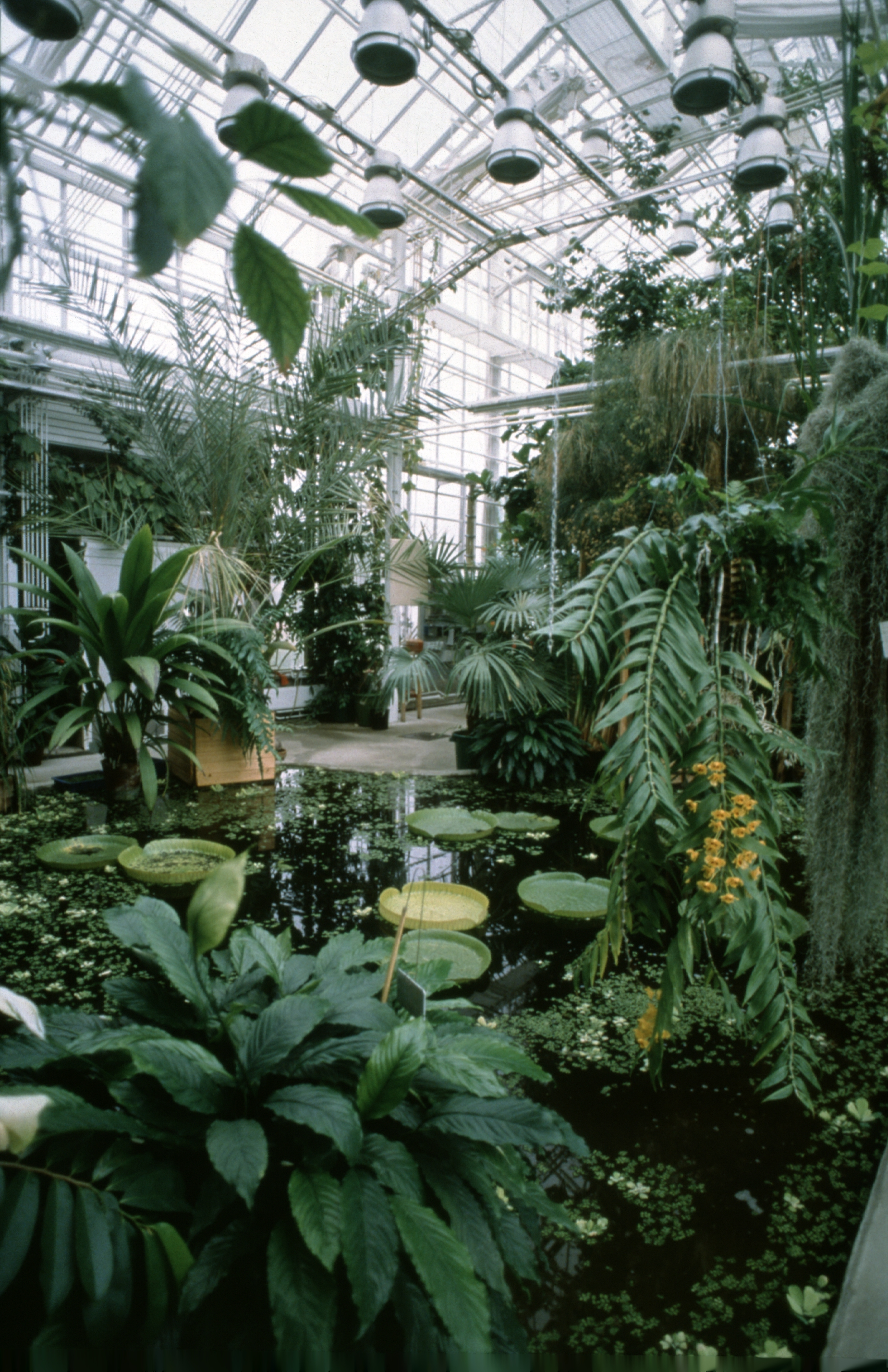
Jardin botanique et serre, Université de Joensuu, A+P, 1985
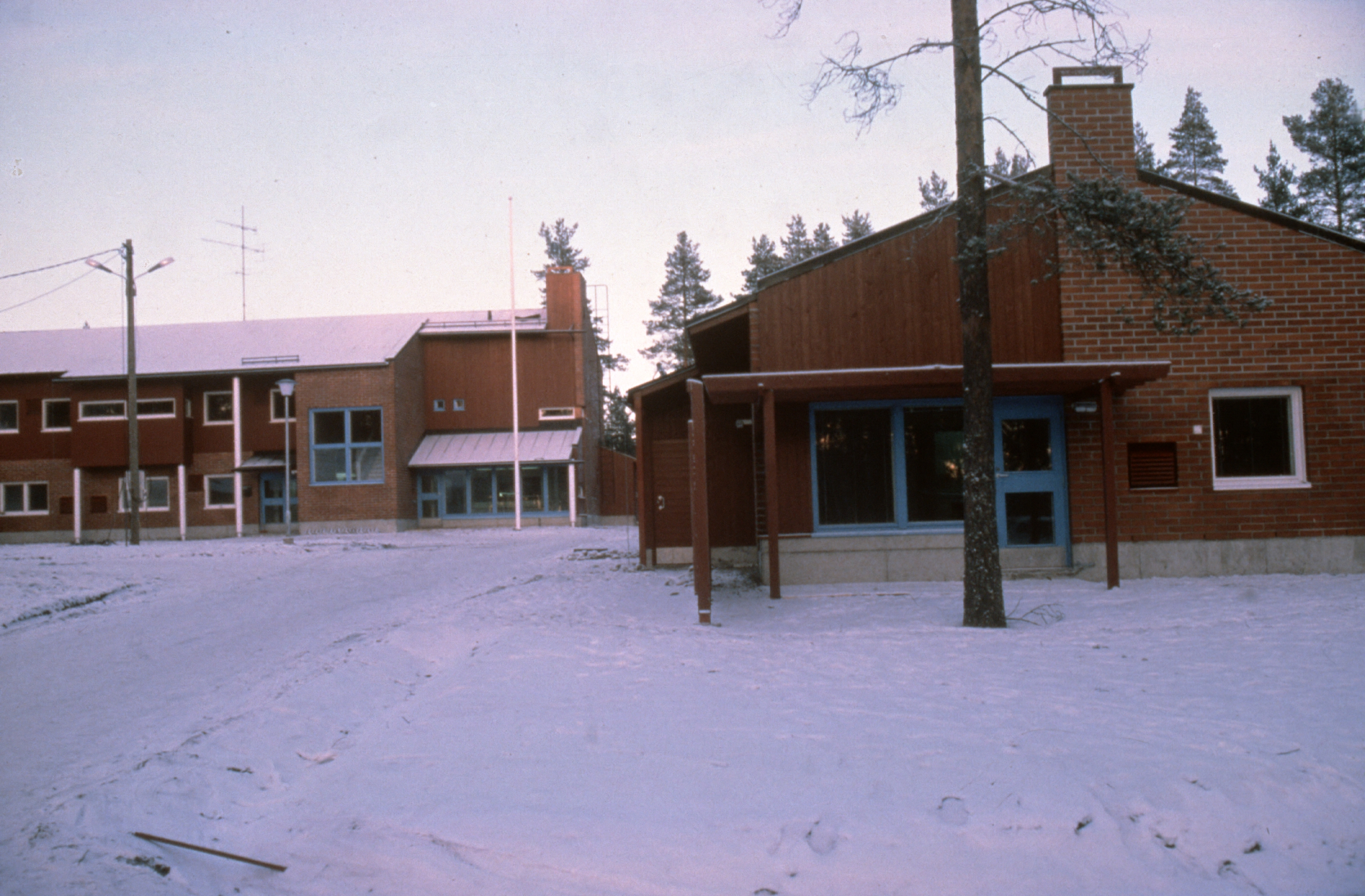
Centre de recherche forestière, Kannus, A+P 1985
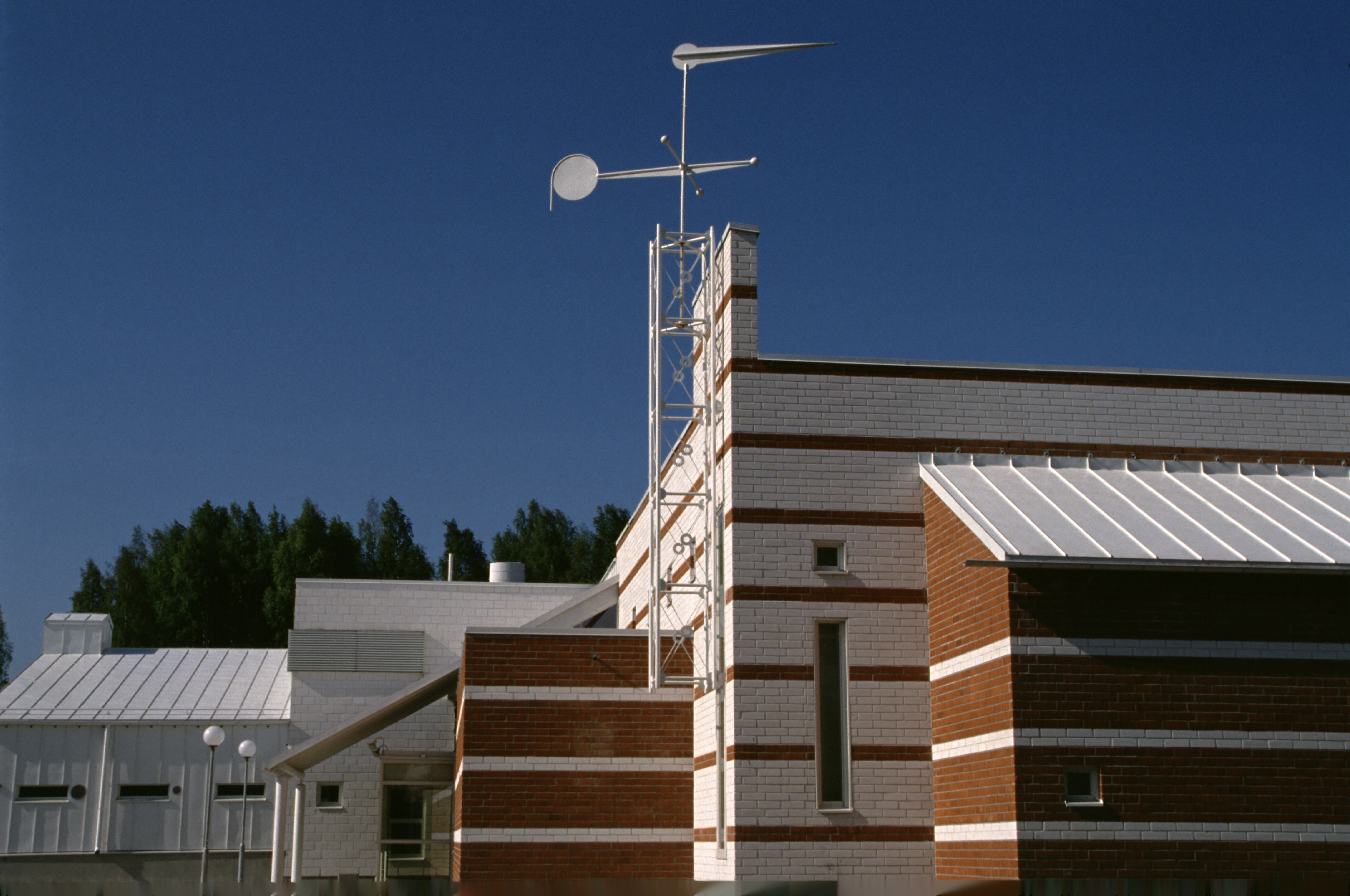
Maison polyvalente de Kurkimäki, Helsinki, A+P, 1989
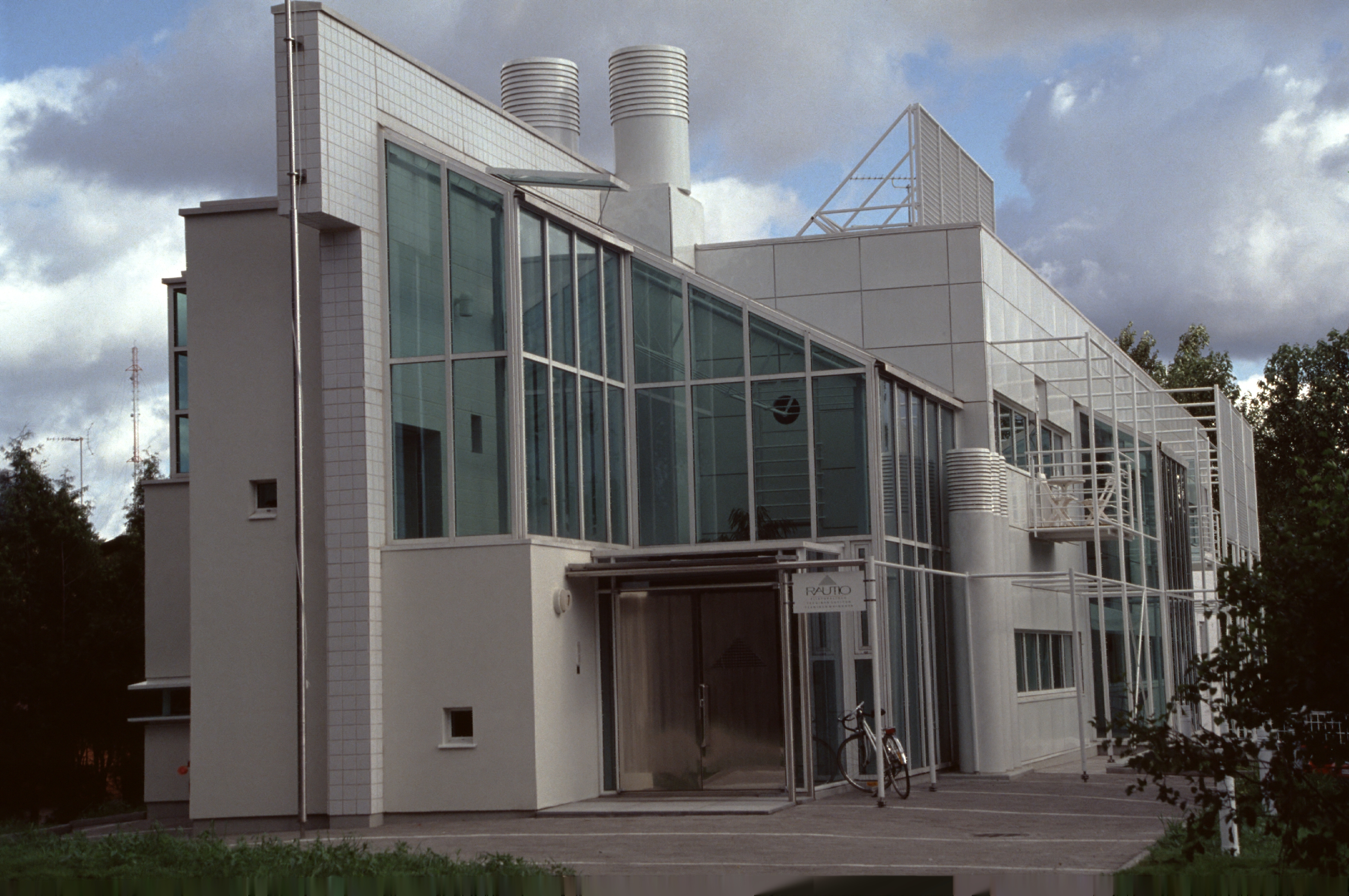
Immeuble de bureaux Rautio, Espoo, A+P, 1990
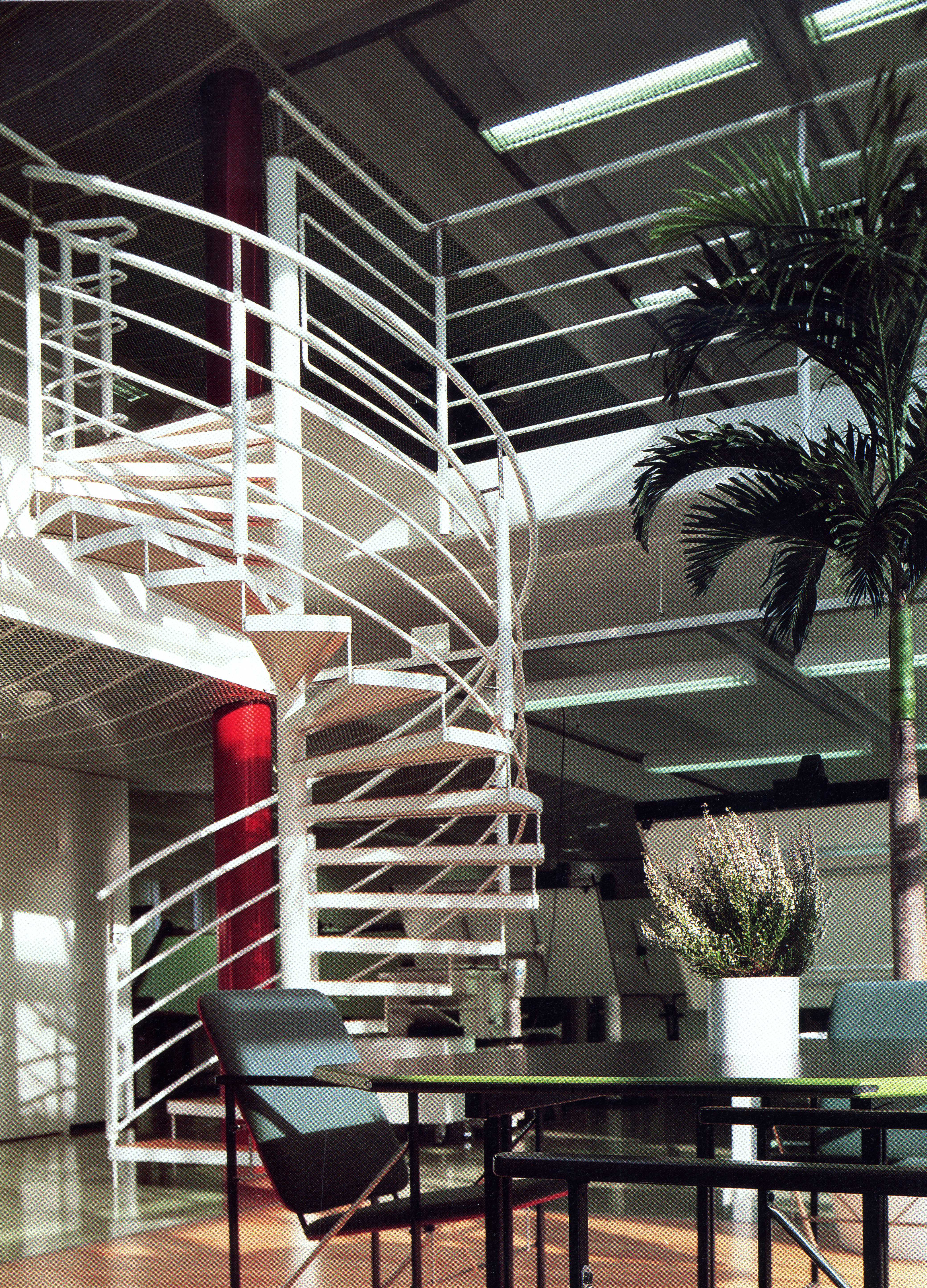
Immeuble de bureaux Rautio, Espoo, A+P, 1990
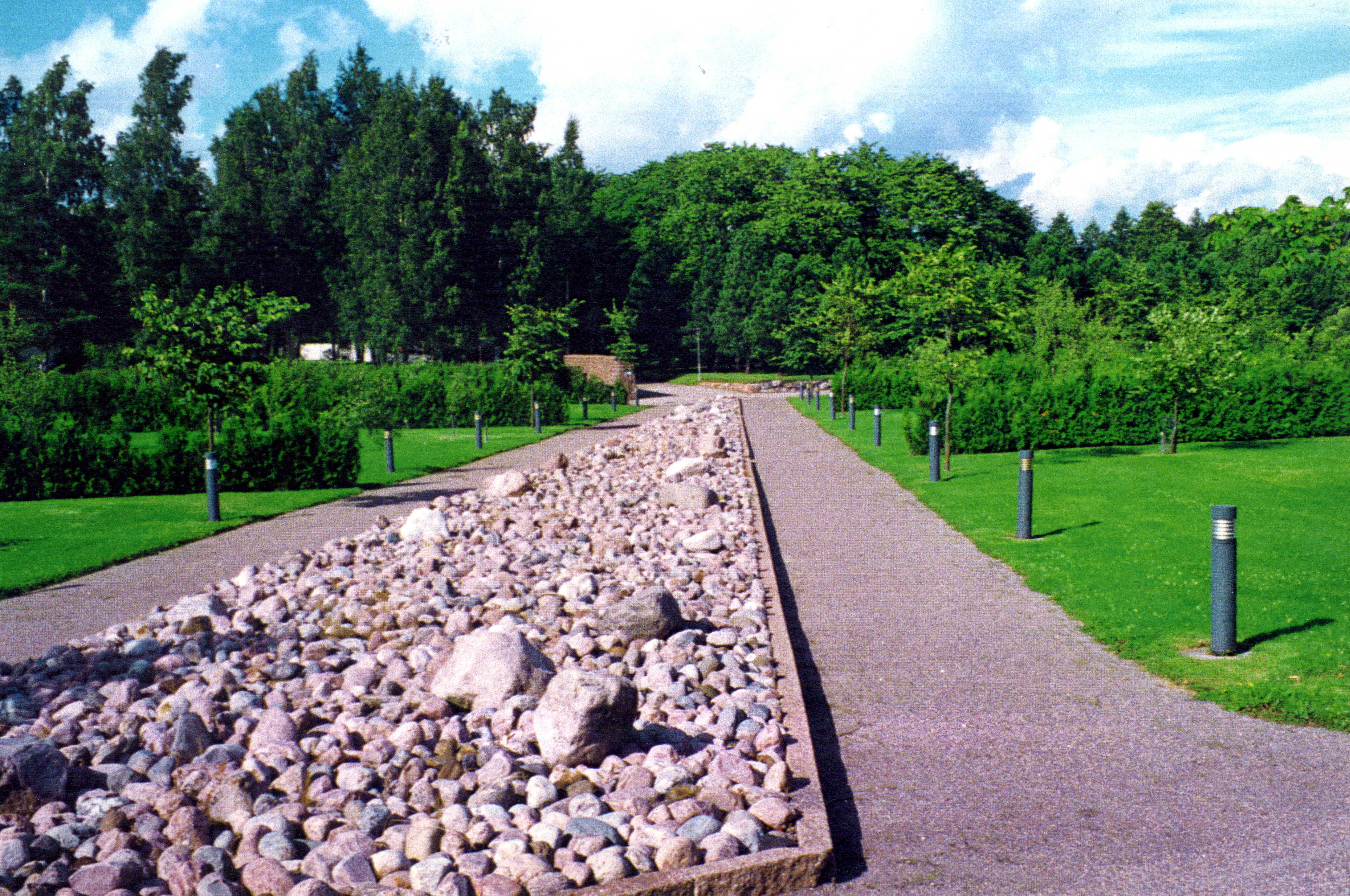
Cimetière de Viikki, Helsinki, avec Leena Lisakkila, A+P, 1990
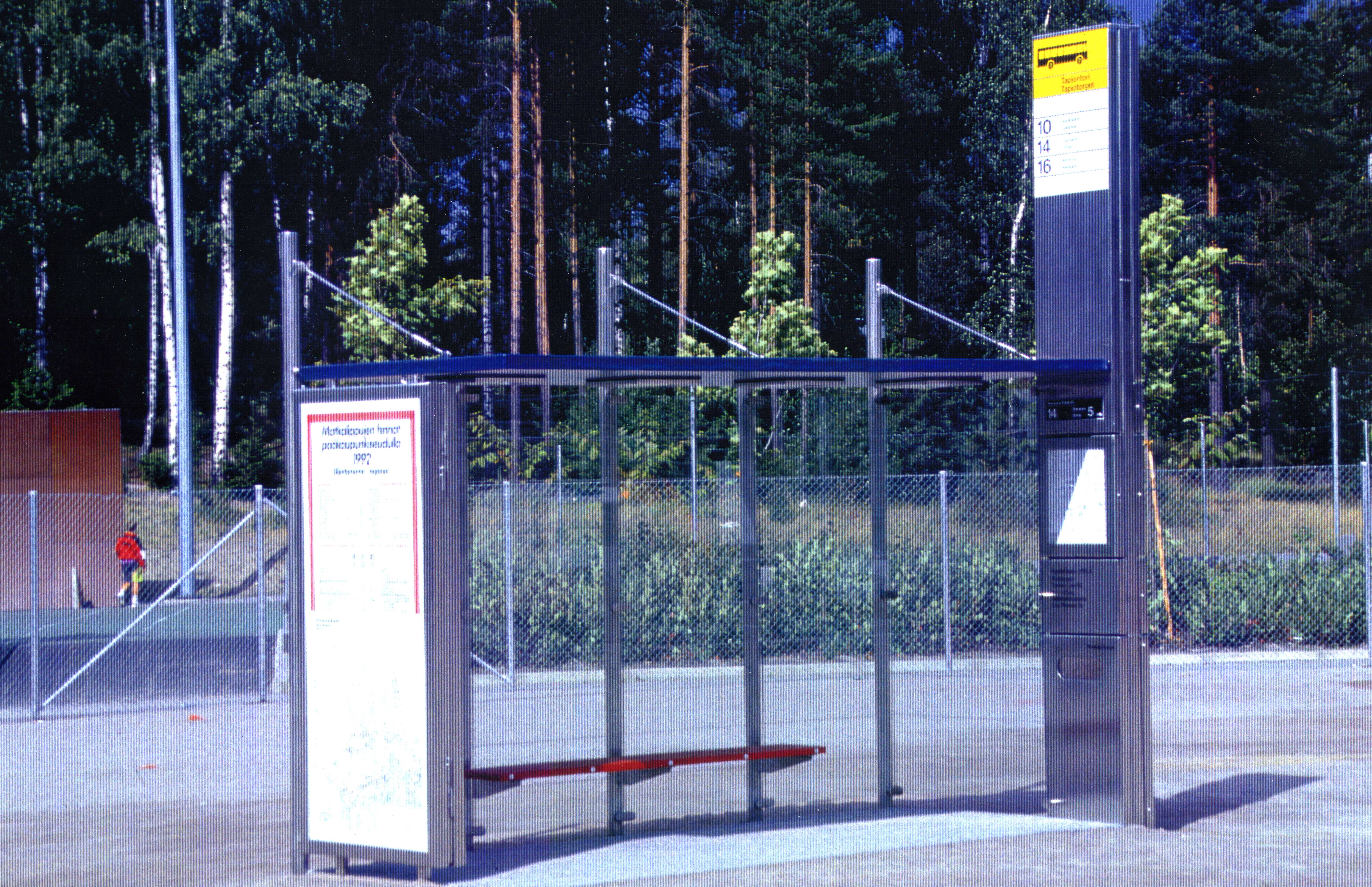
Abribus, Public Design '92, Espoo, 1992
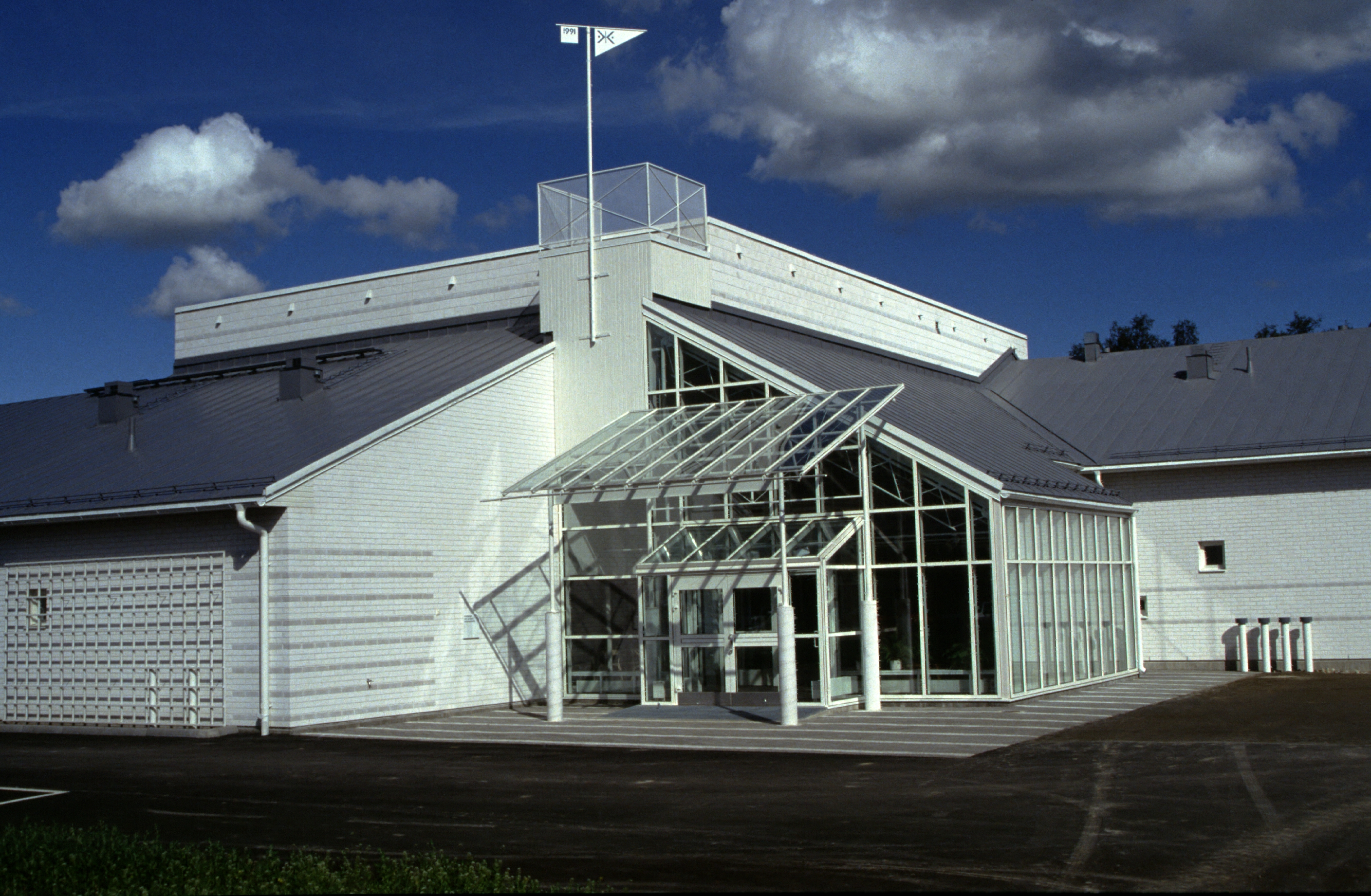
Kauhajoki School of Domestic Economics, renovation and annex, 1992
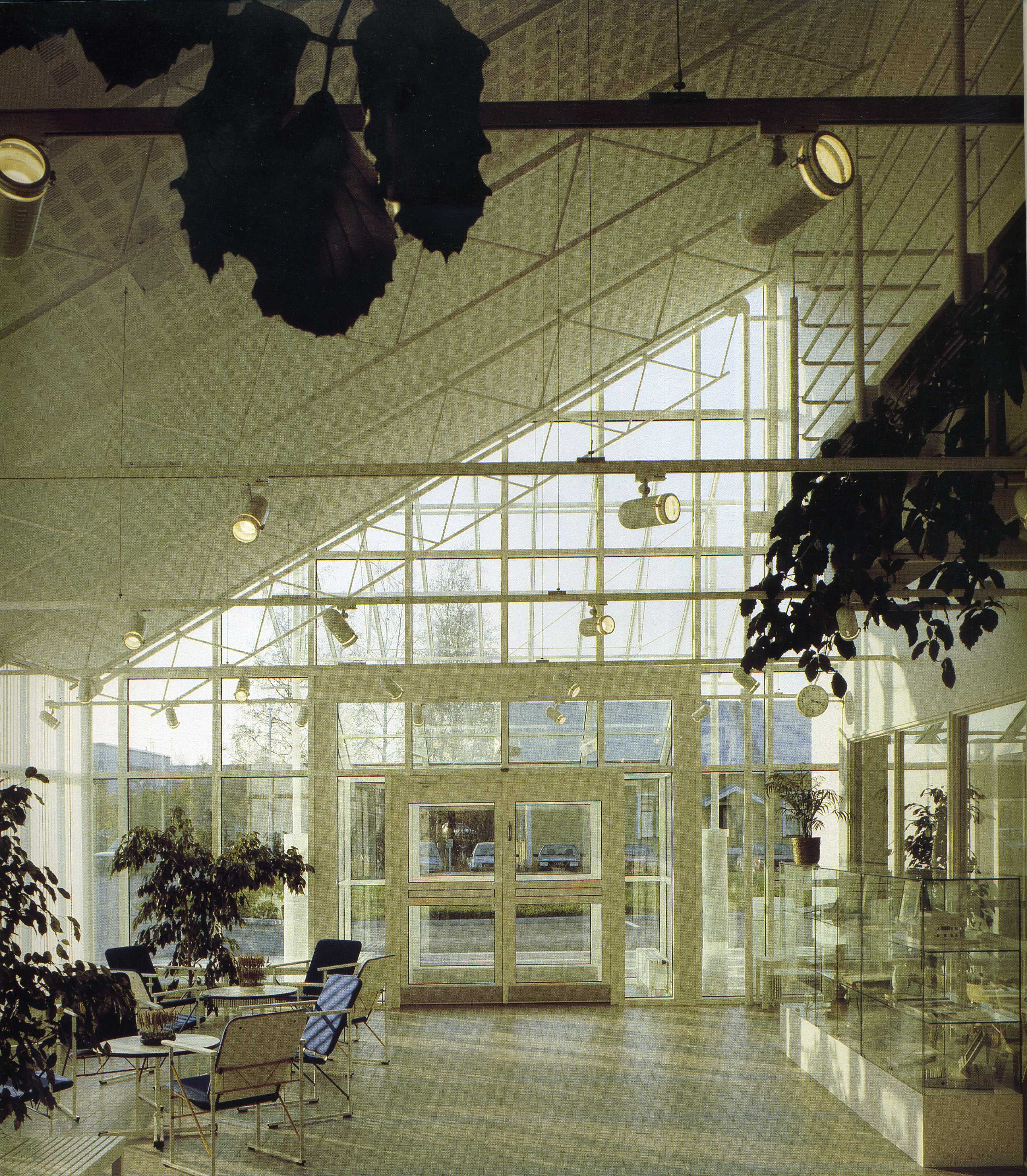
Kauhajoki School of Domestic Economics, renovation and annex, 1992
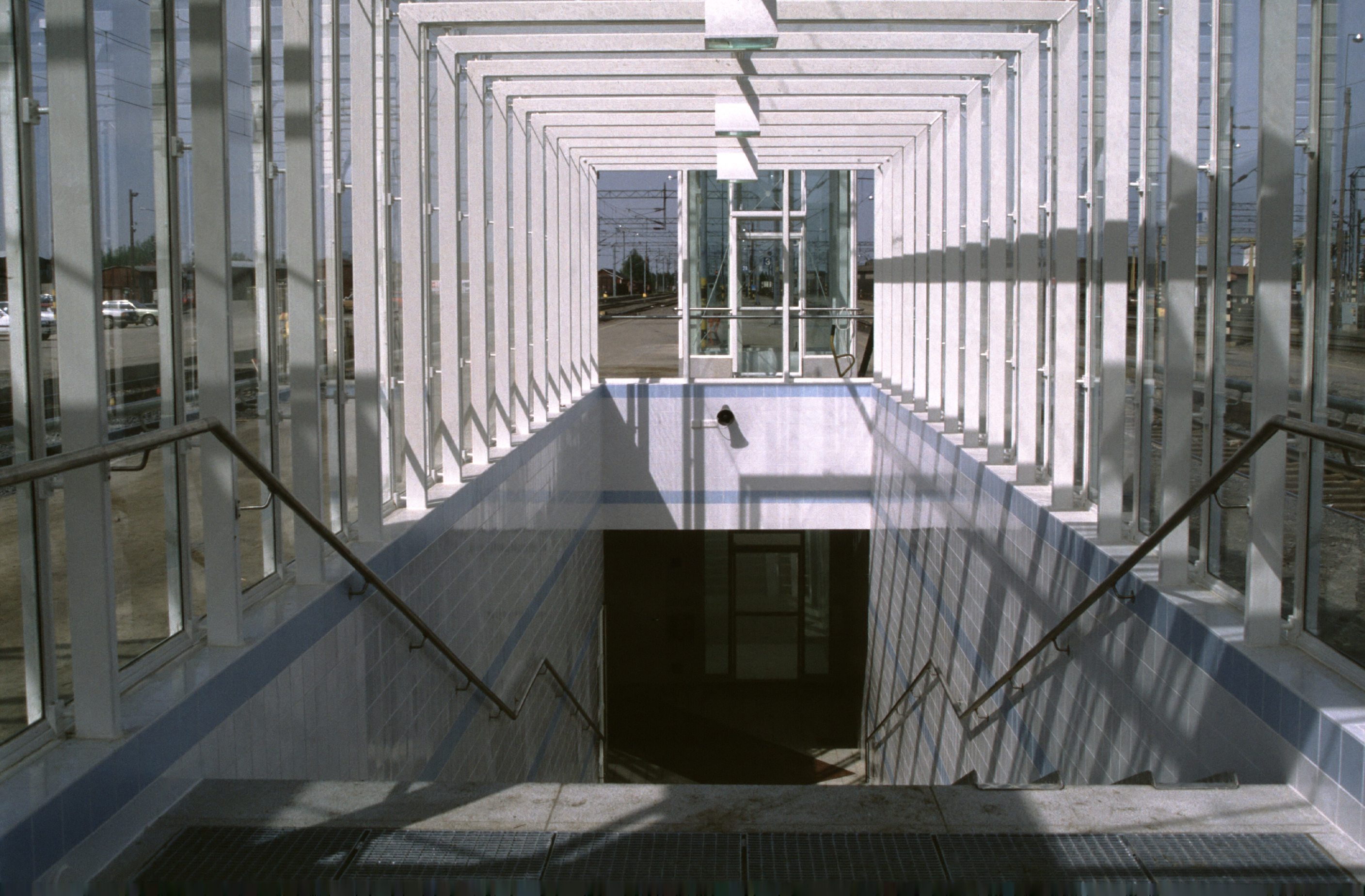
Tunnel et couverture des quais de la gare de Seinäjoki, 1993
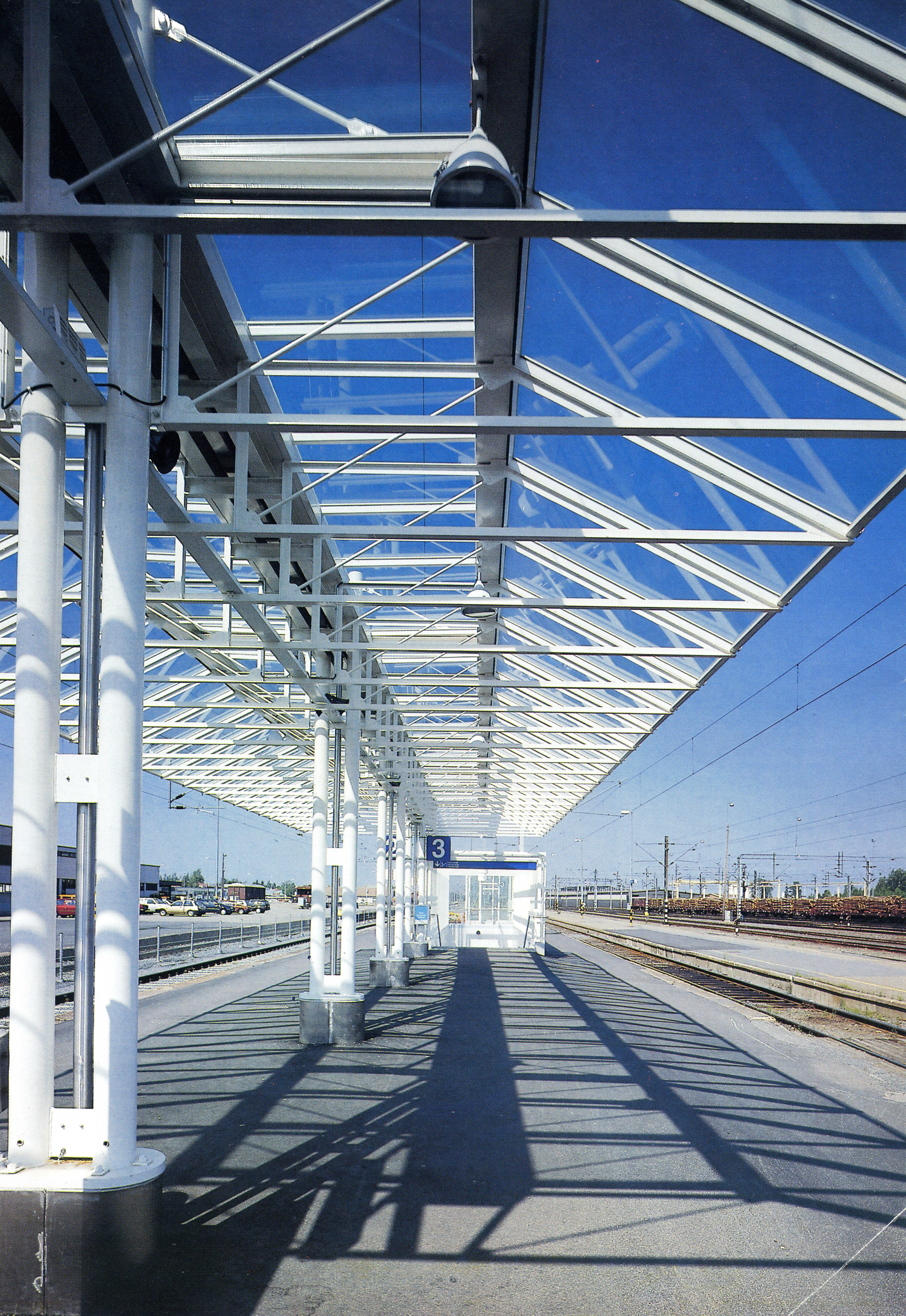
Gare de Seinäjoki, tunnel piétonnier et abris sur les quais, 1993
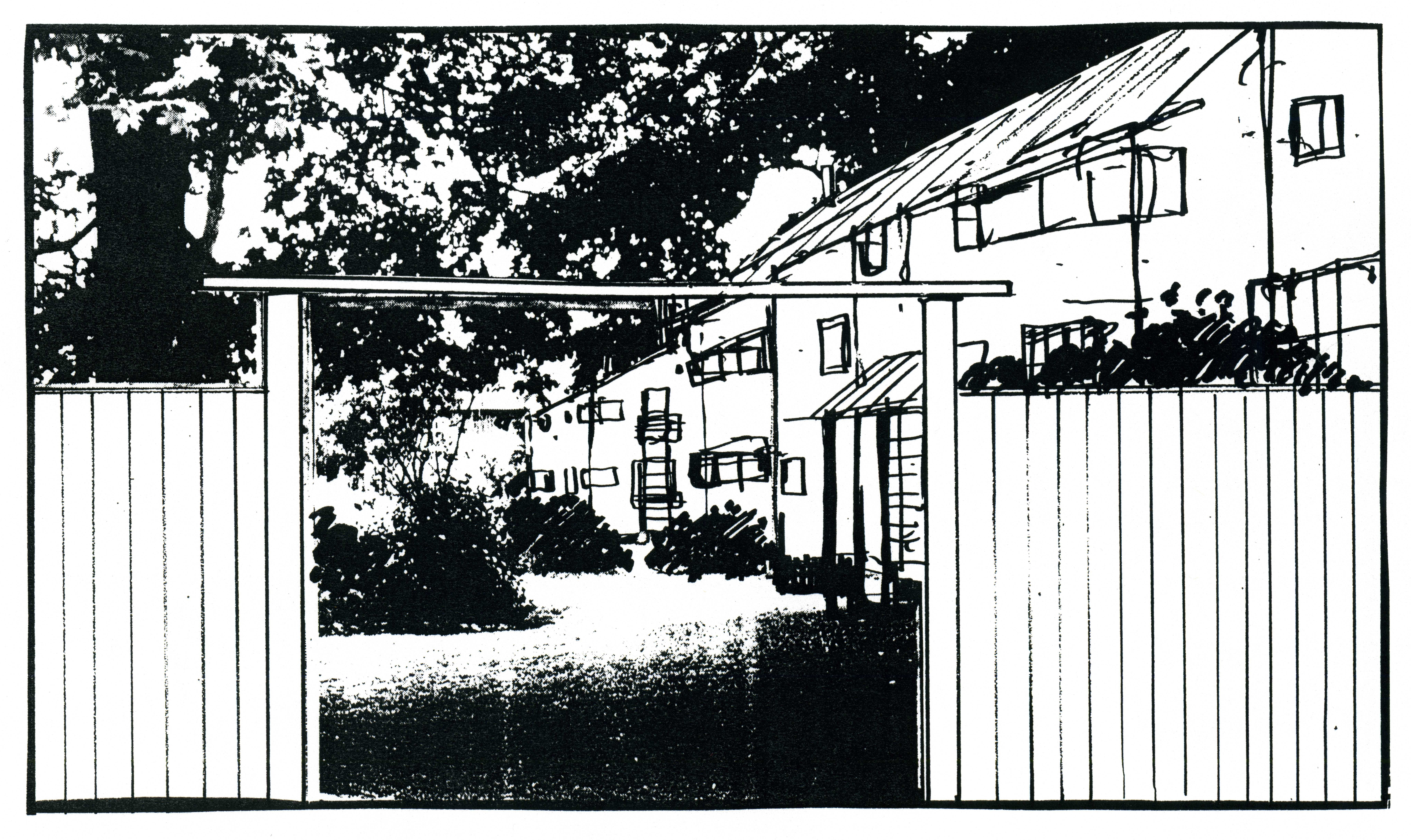
Concours pour la zone d'habitation de Luuniemi, 1993
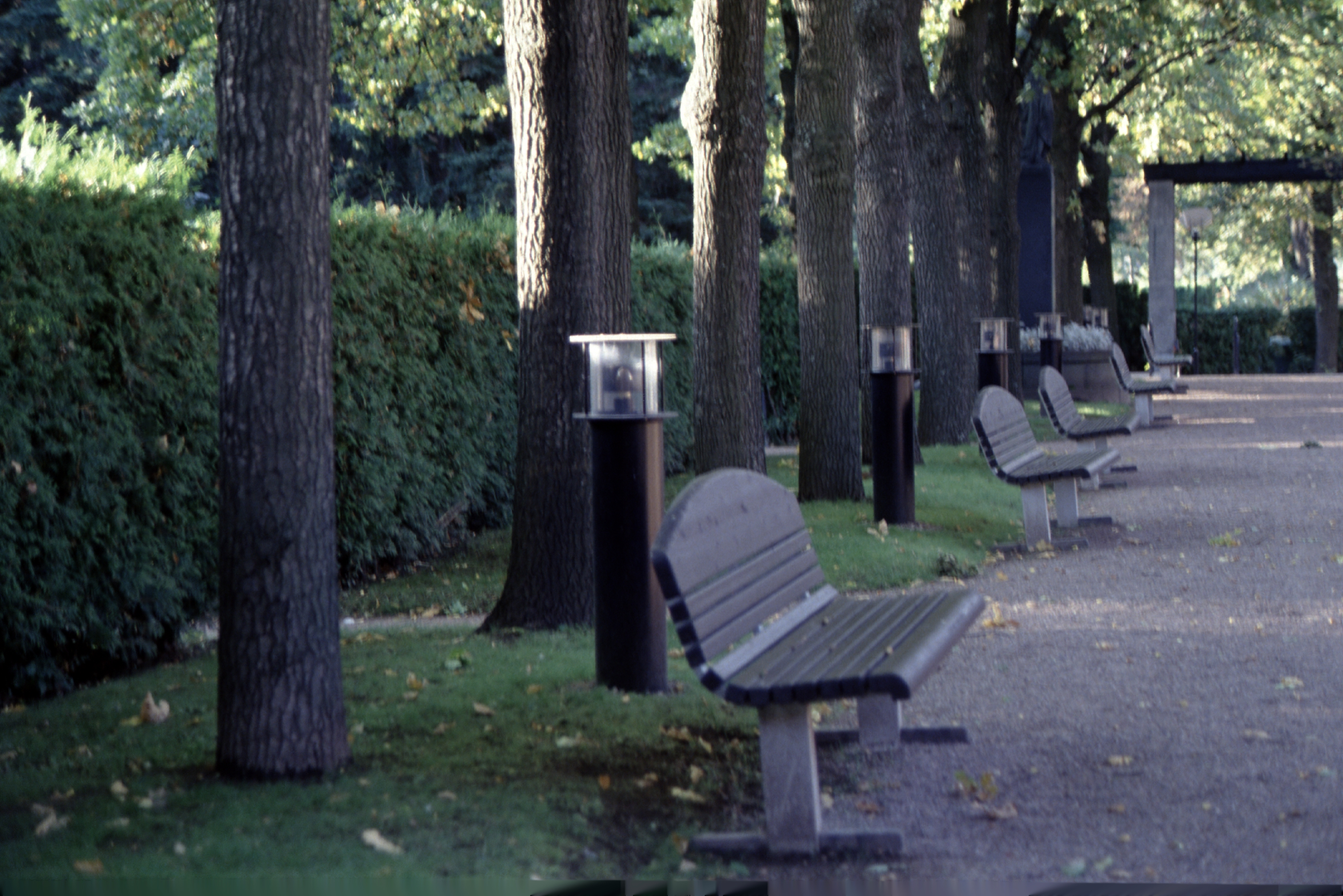
Cimetière d'Hietaniemi, Helsinki, éclairage 1993
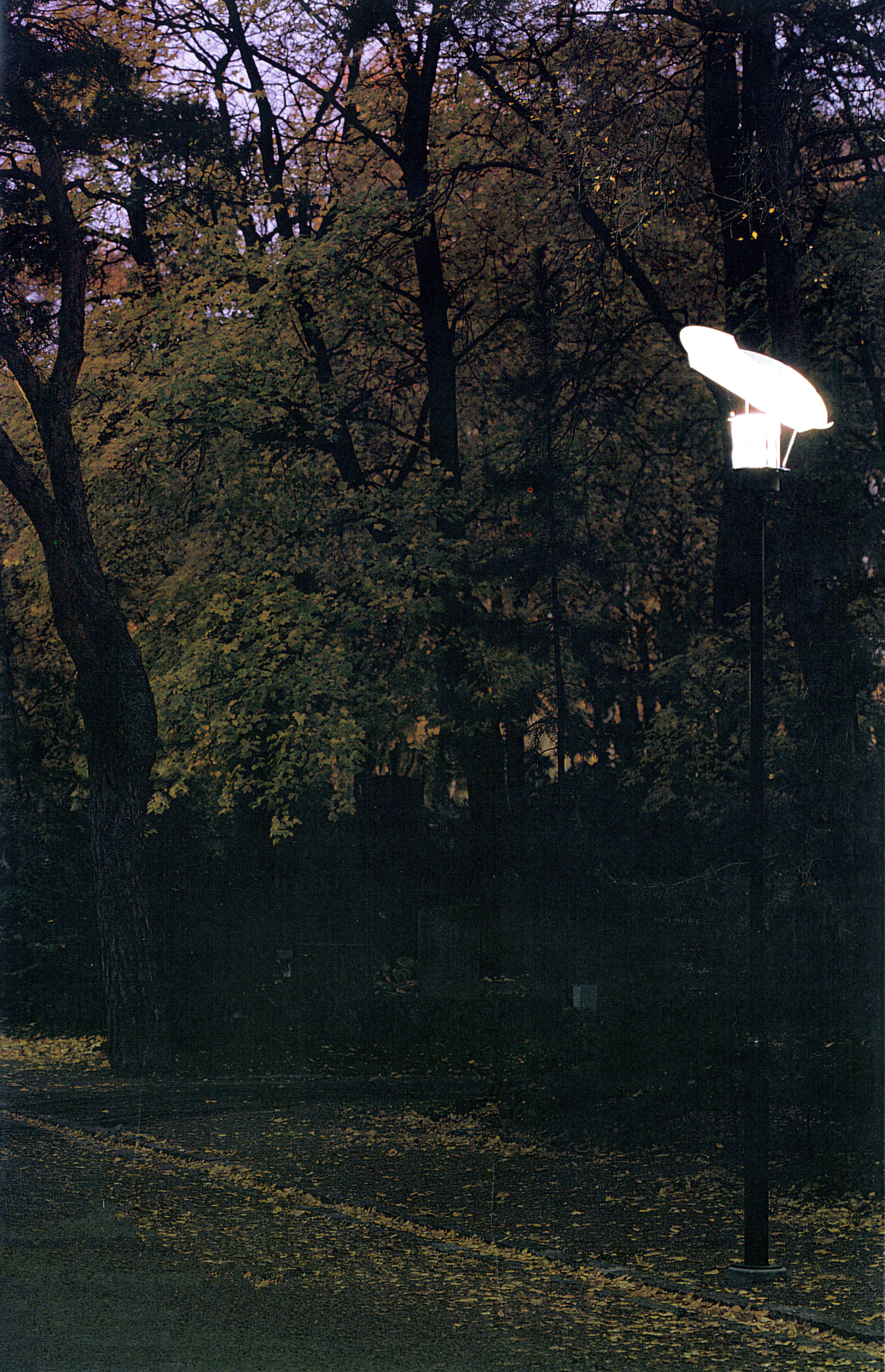
Cimetière d'Hietaniemi, Helsinki, éclairage 1993
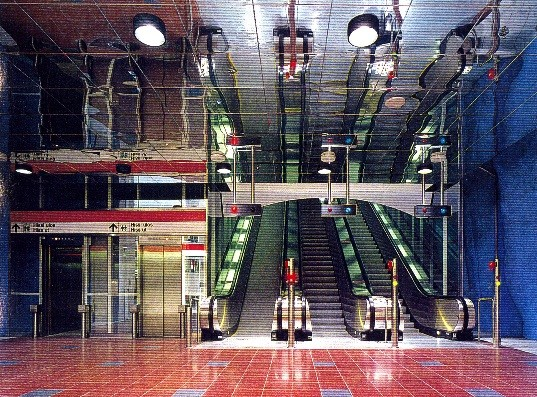
Salle des quais de la Station de Kaisaniemi (renommée depuis Helsingin yliopisto) , Helsinki, 1995
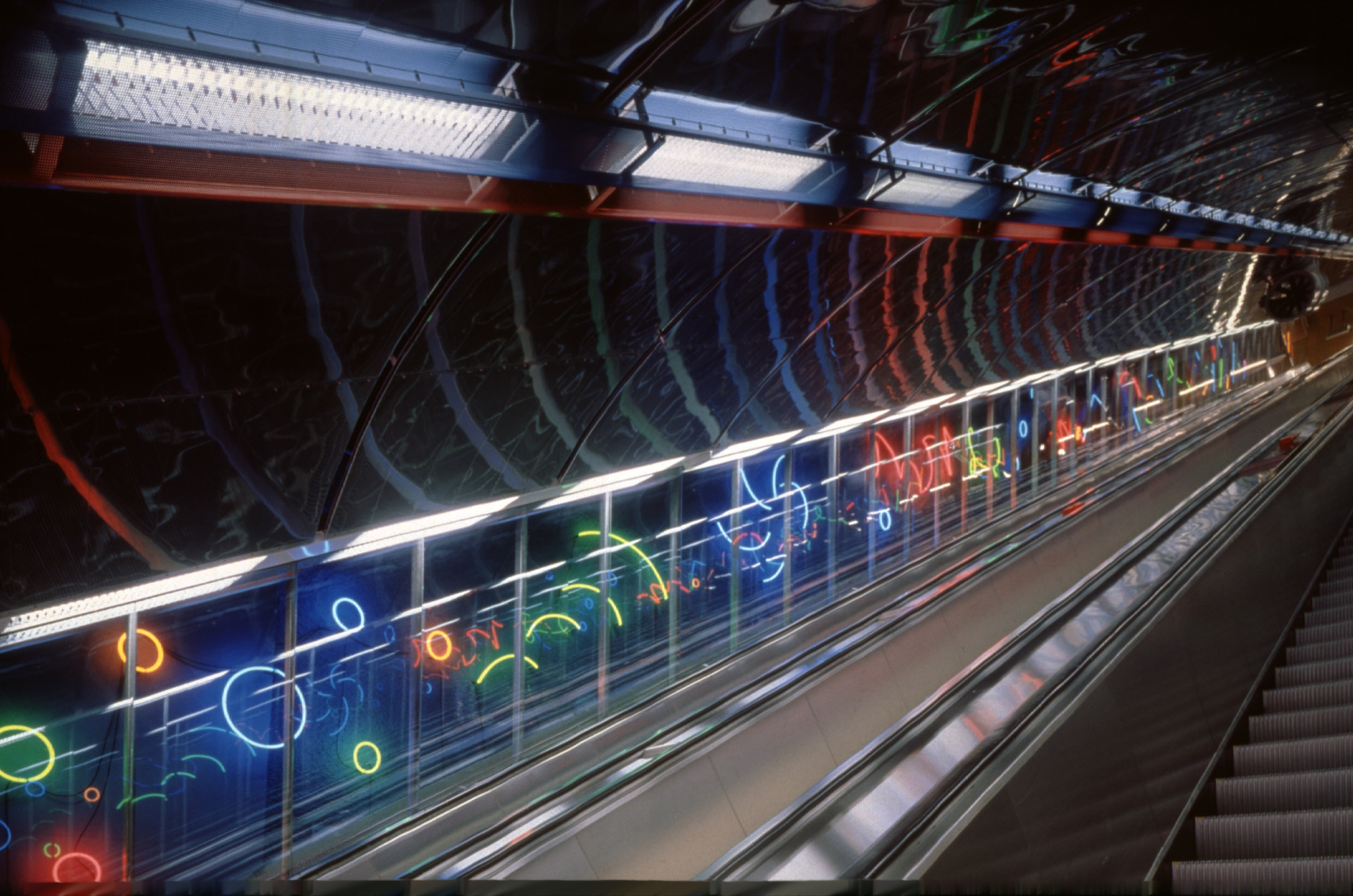
Station de Kaisaniemi, hall, 1995
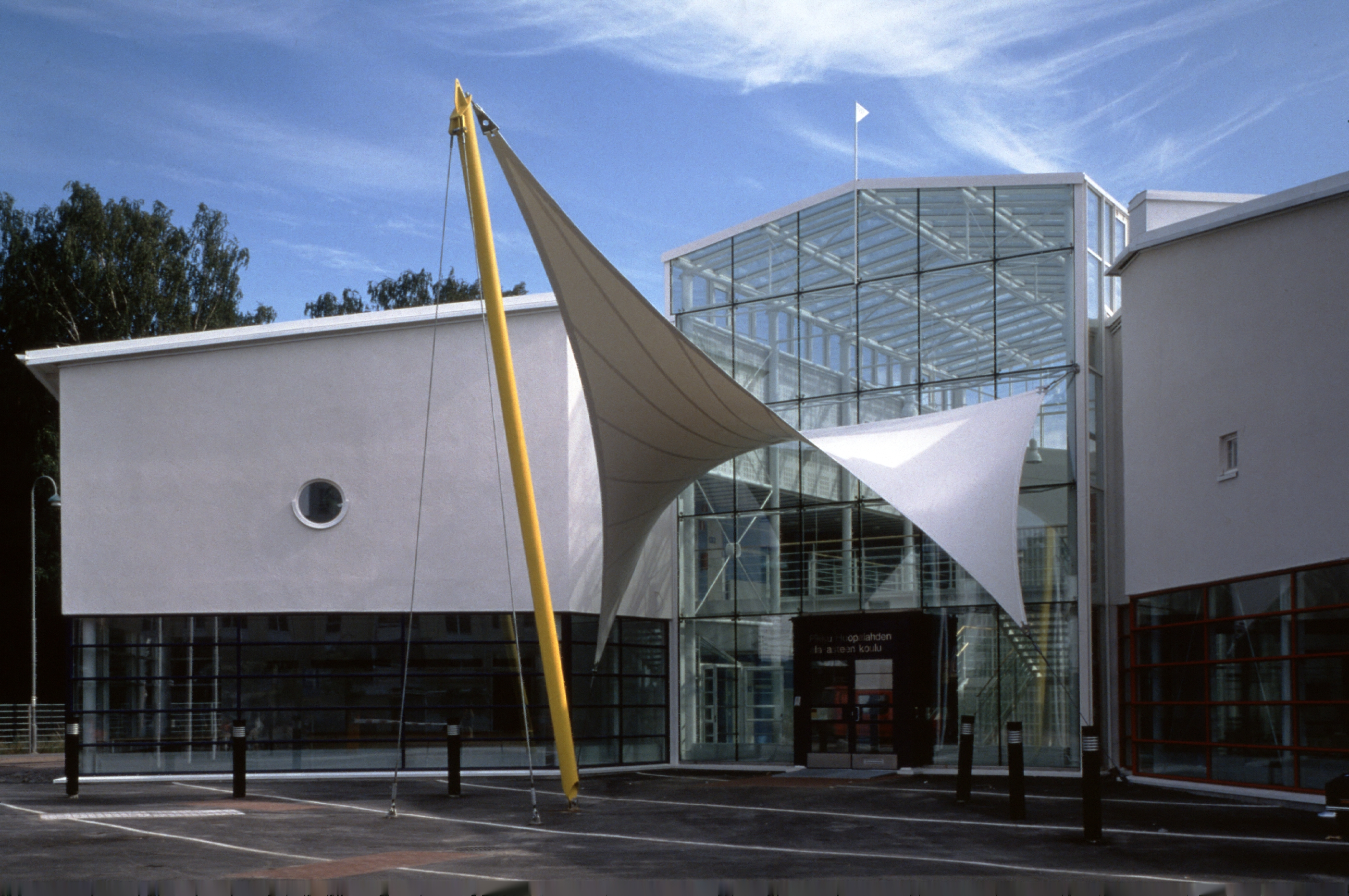
Maison de quartier de Pikku Huopalahti, Helsinki, 1997
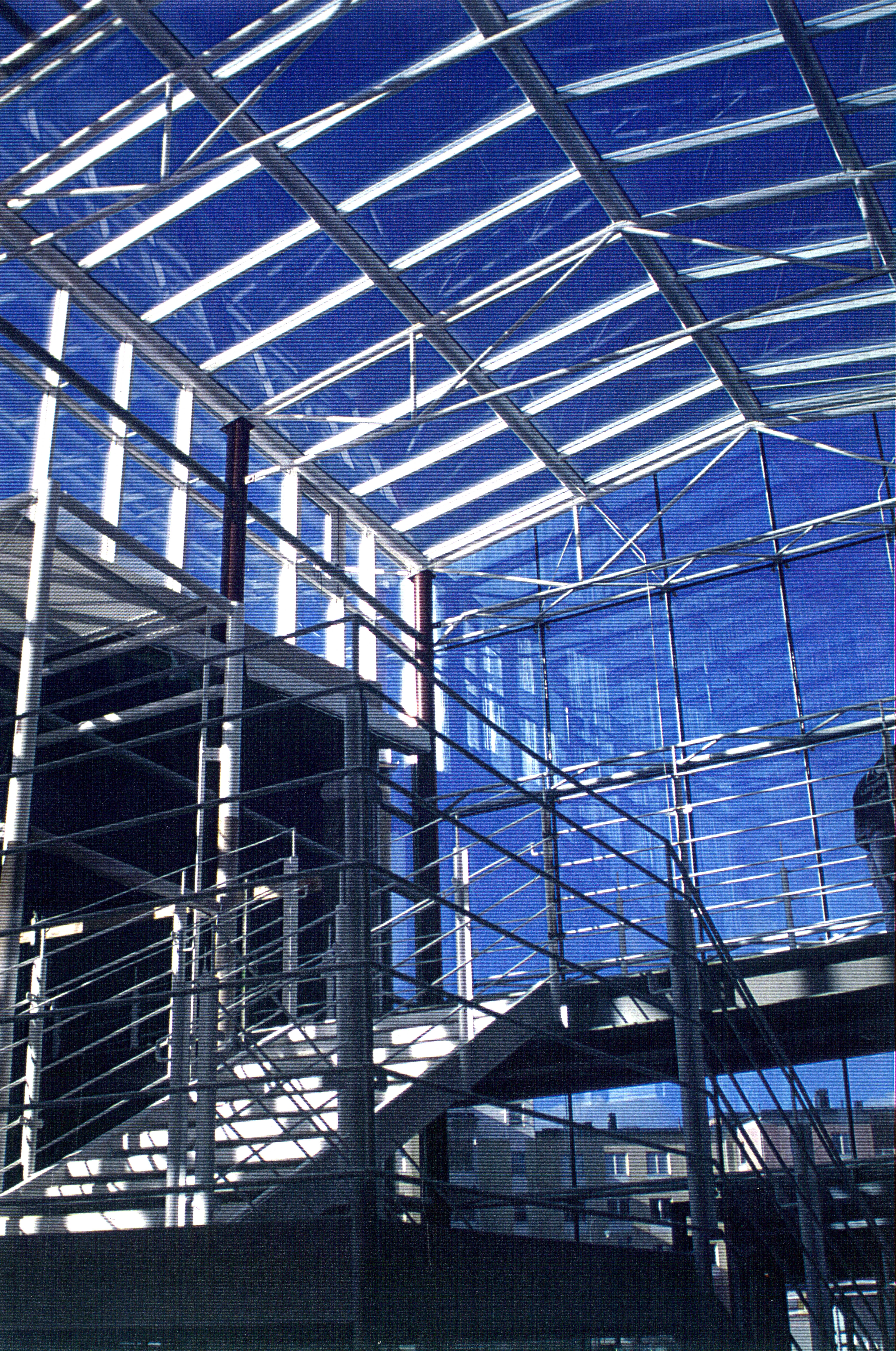
Maison polyvalente, Pikku Huopalahti, Helsinki, 1997

- Tunnel de la gare, Pori, 1998
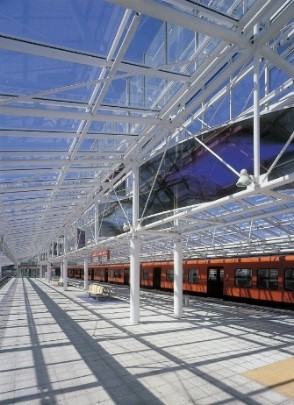
Station de Vuosaari, Helsinki, 1998
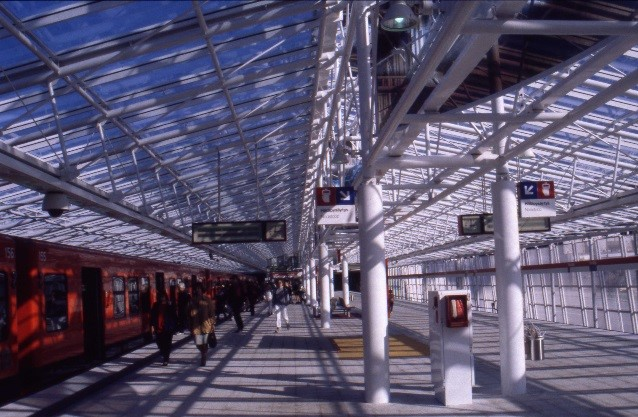
Station de Vuosaari, 1998
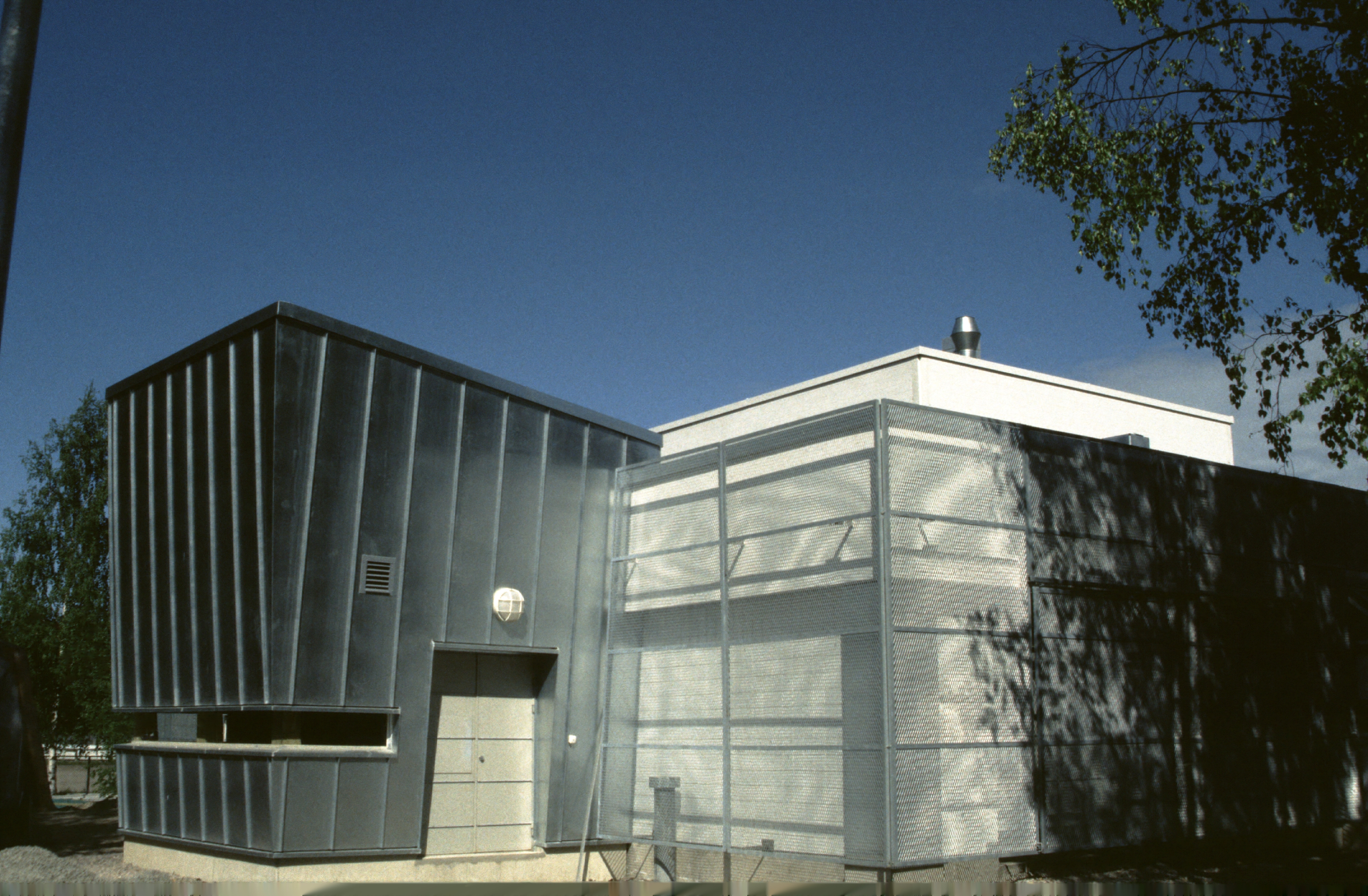
Helsinki 2nd Training School rénovation et extensions 1999
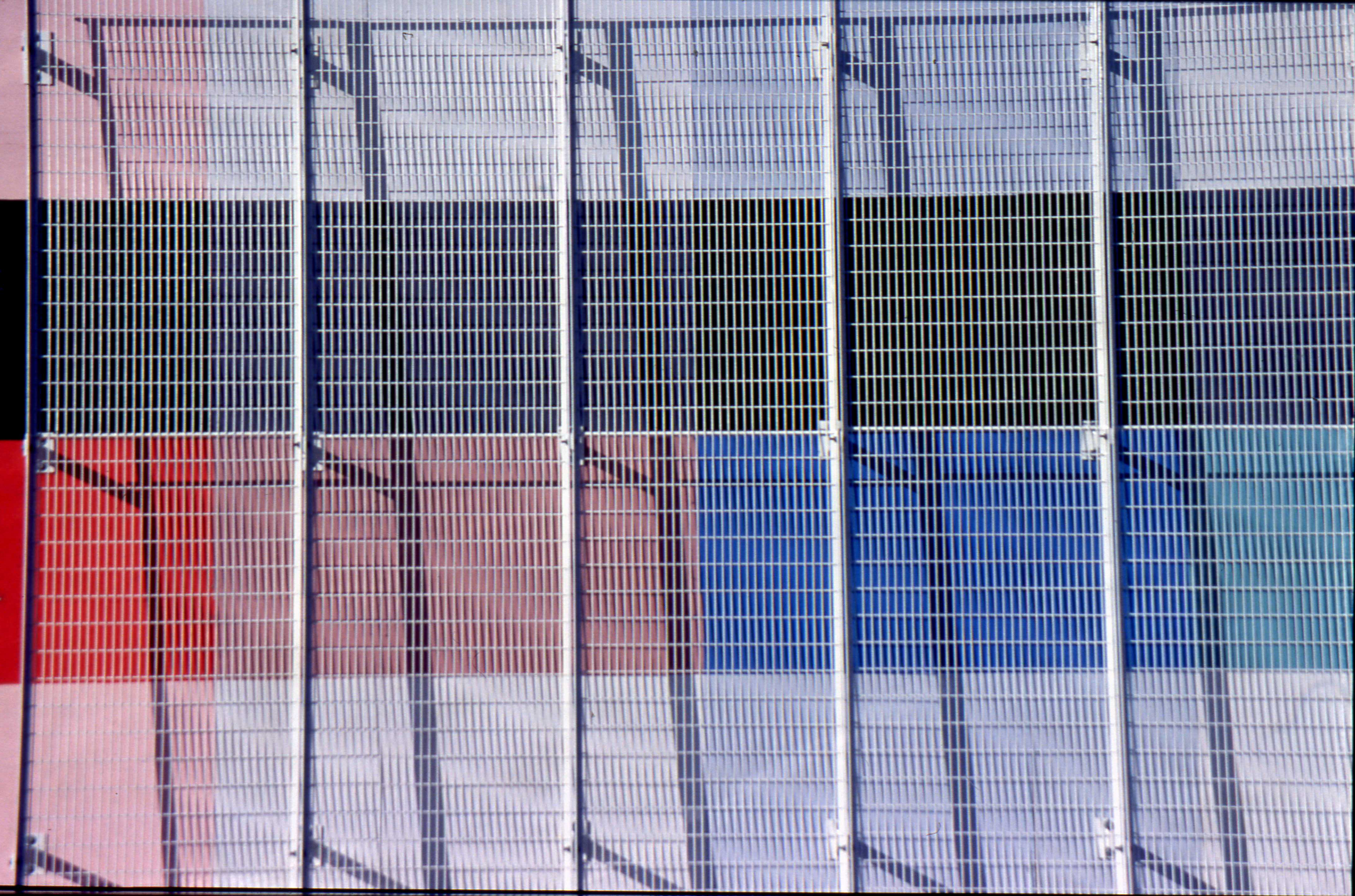
Barrières anti-bruit du Kehä I, Kannelmäki-Lassila, Helsinki 2002
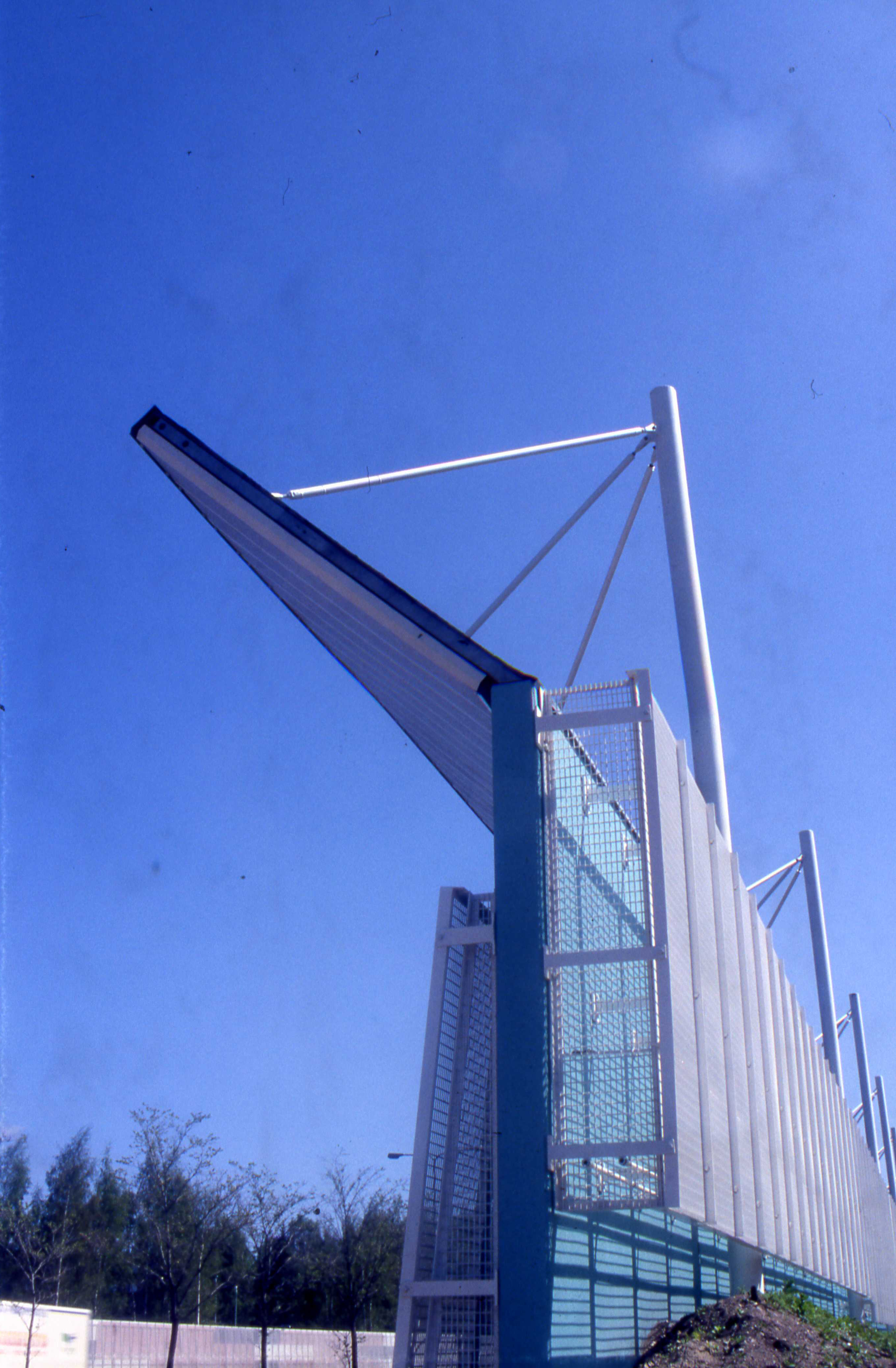
Barrières anti-bruit du Kehä I, Kannelmäki-Lassila, Helsinki 2002

- Couverture de la cour de la gare centrale d'Helsinki, Helsinki, 2001
- Rénovation et extension de l'école de Nöykkiönlaakso, Espoo, 2001
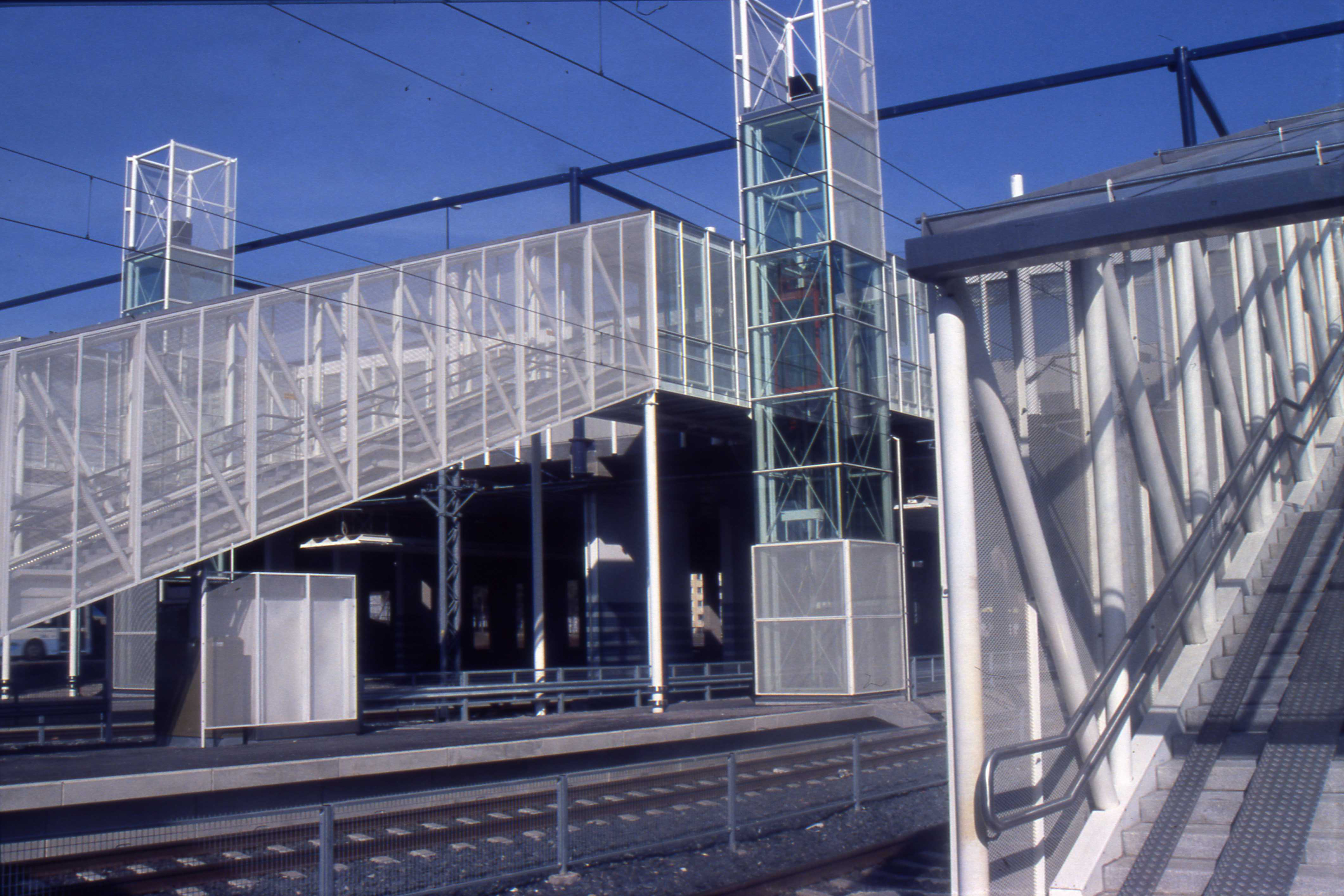
Échangeur de Leppävaara, Espoo, 2002
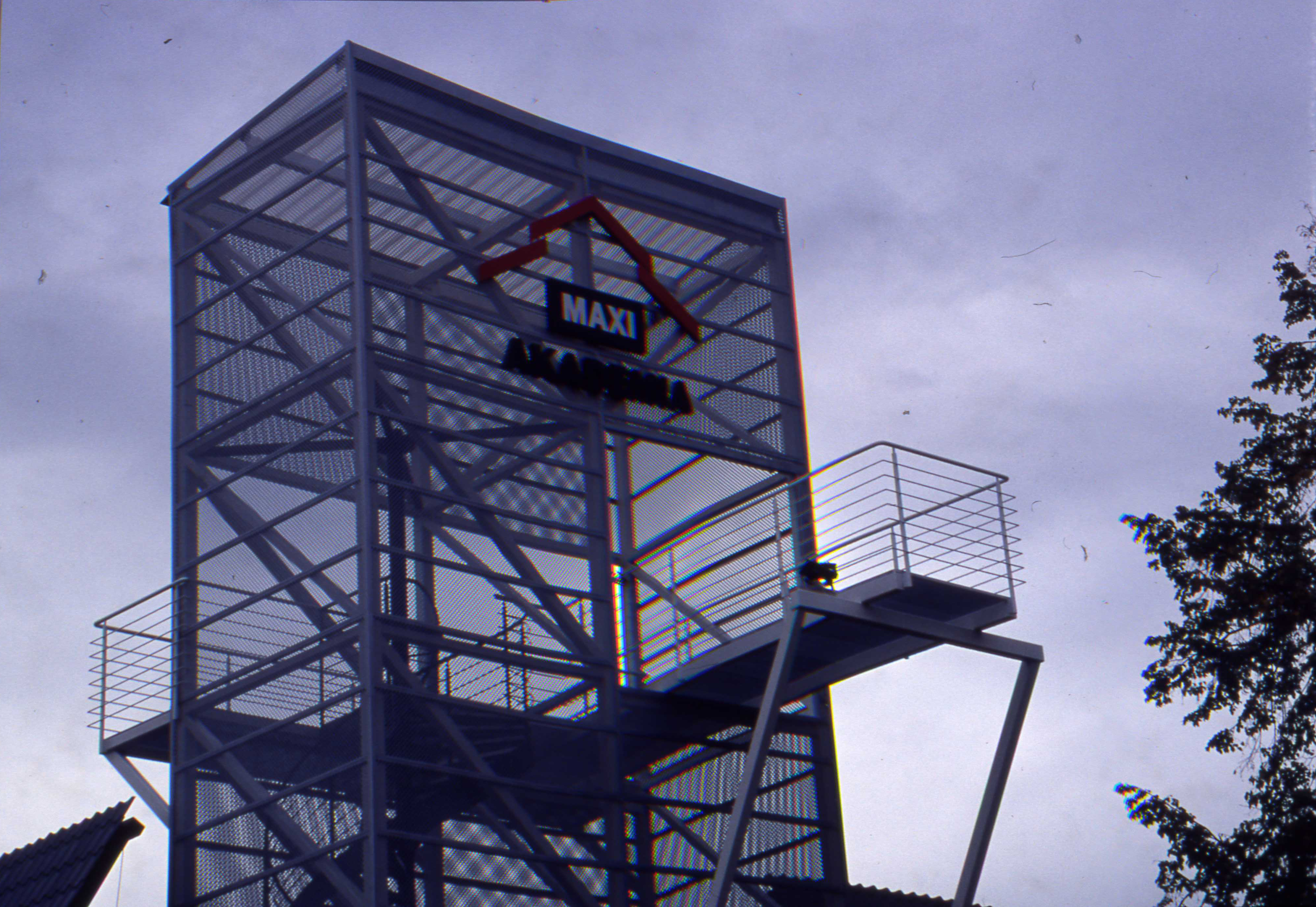
Centre technologique de Rautaruukki-Pologne, Zyrardow, 2002
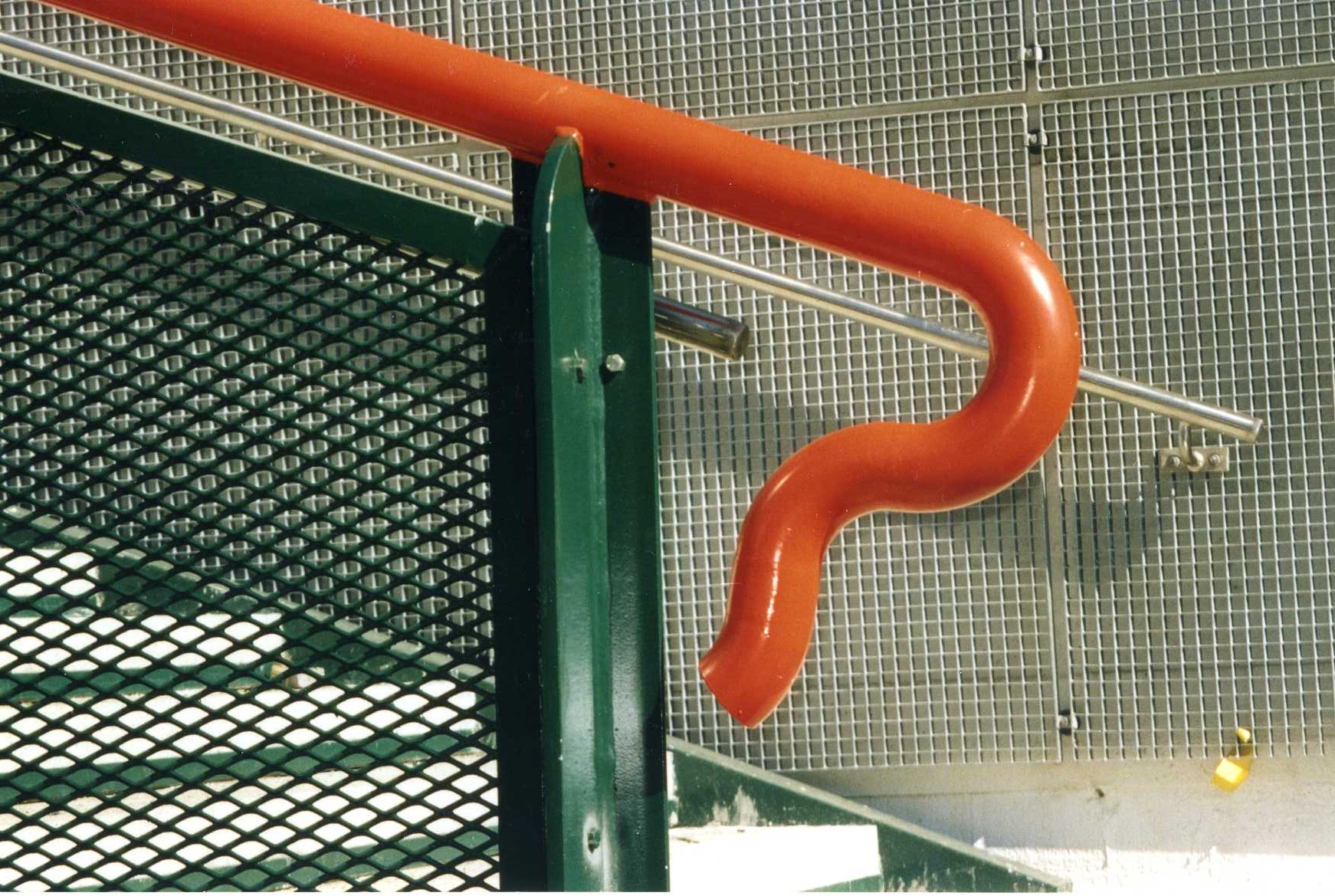
Runkolinja 550, Oulunkylä-Viikki, Helsinki 2003
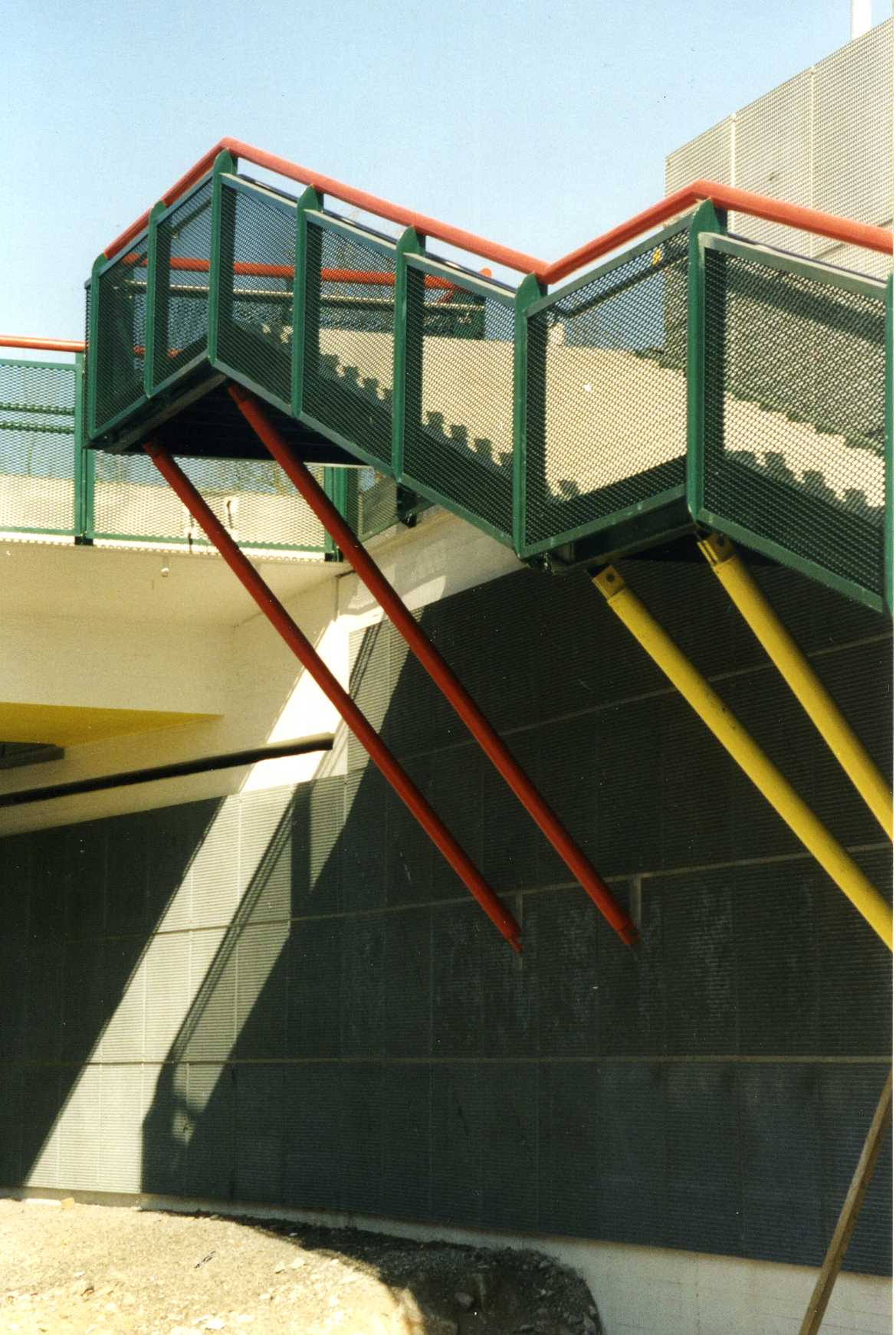
Runkolinja 550, Oulunkylä-Viikki, Helsinki 2003

- Rénovation de l'immeuble de bureaux du Kallio, Helsinki, 2003
- Gare de Koivukylä, Vantaa, 2004
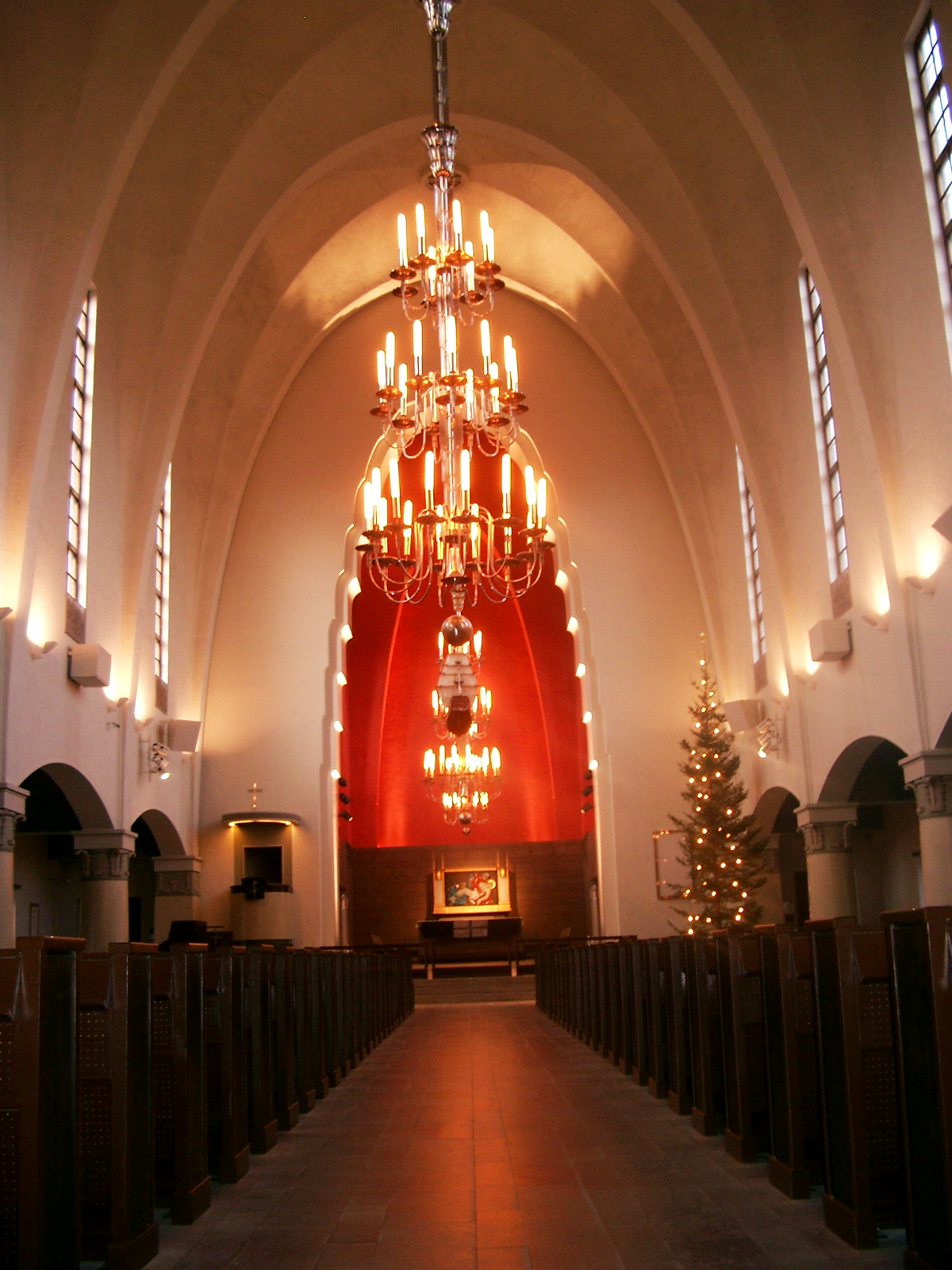
Rénovation de l'église Mikael Agricola, Helsinki, 2004
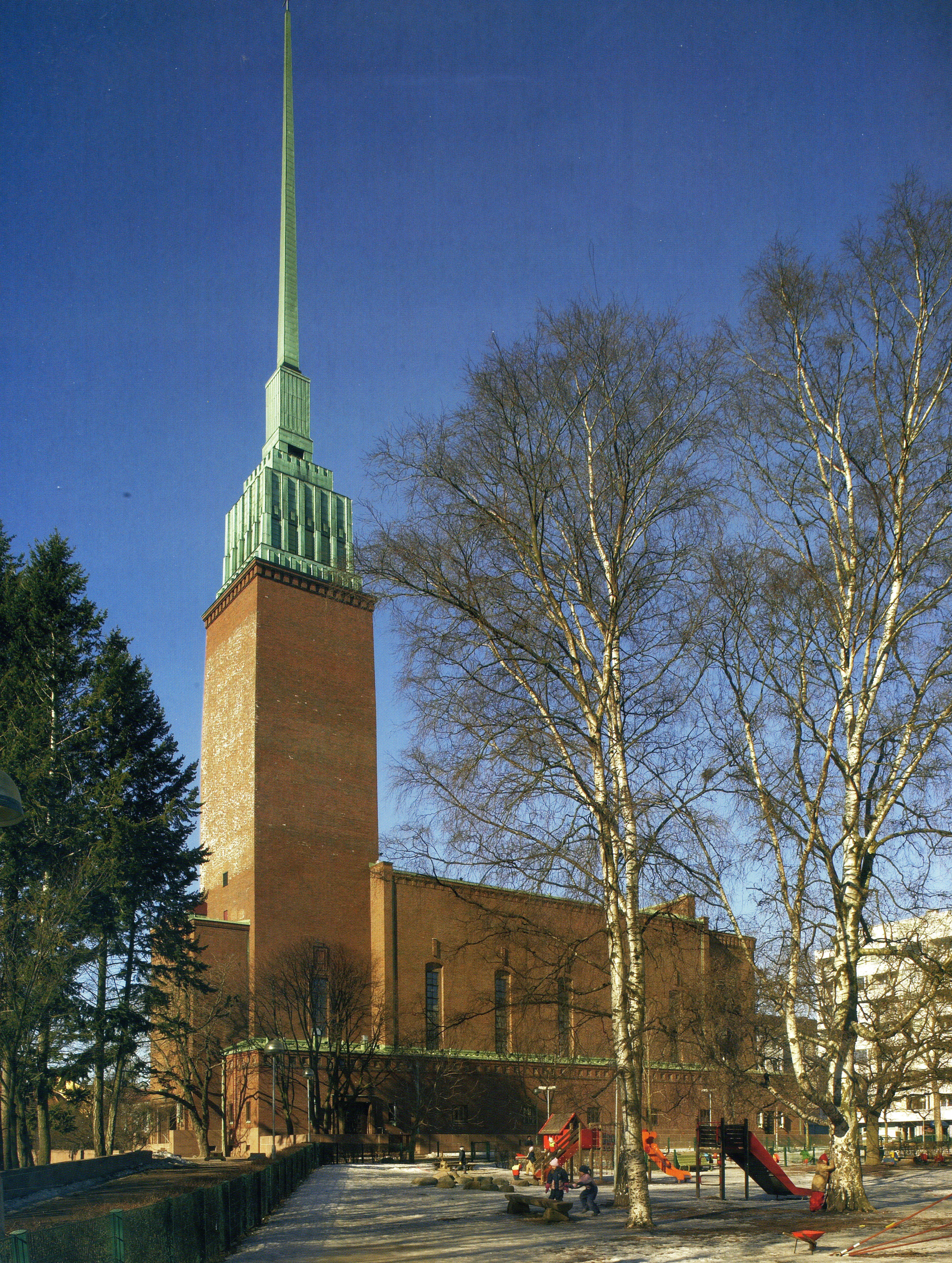
Église Mikael Agricola, rénovation, Helsinki 2004
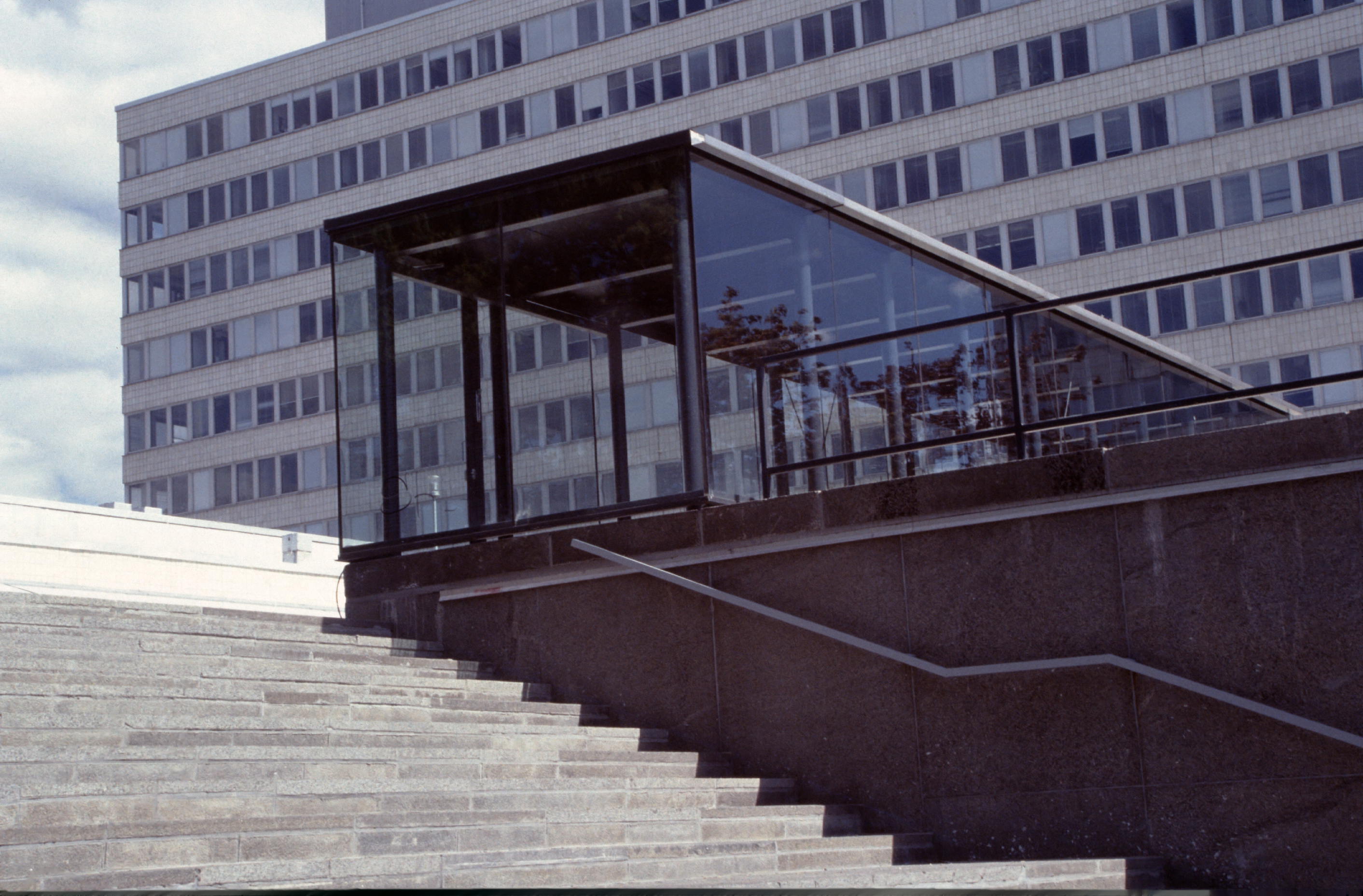
Bureaux municipaux du Kallio rénovation, Helsinki 2004

- École de Mikkola, Vantaa, 2005
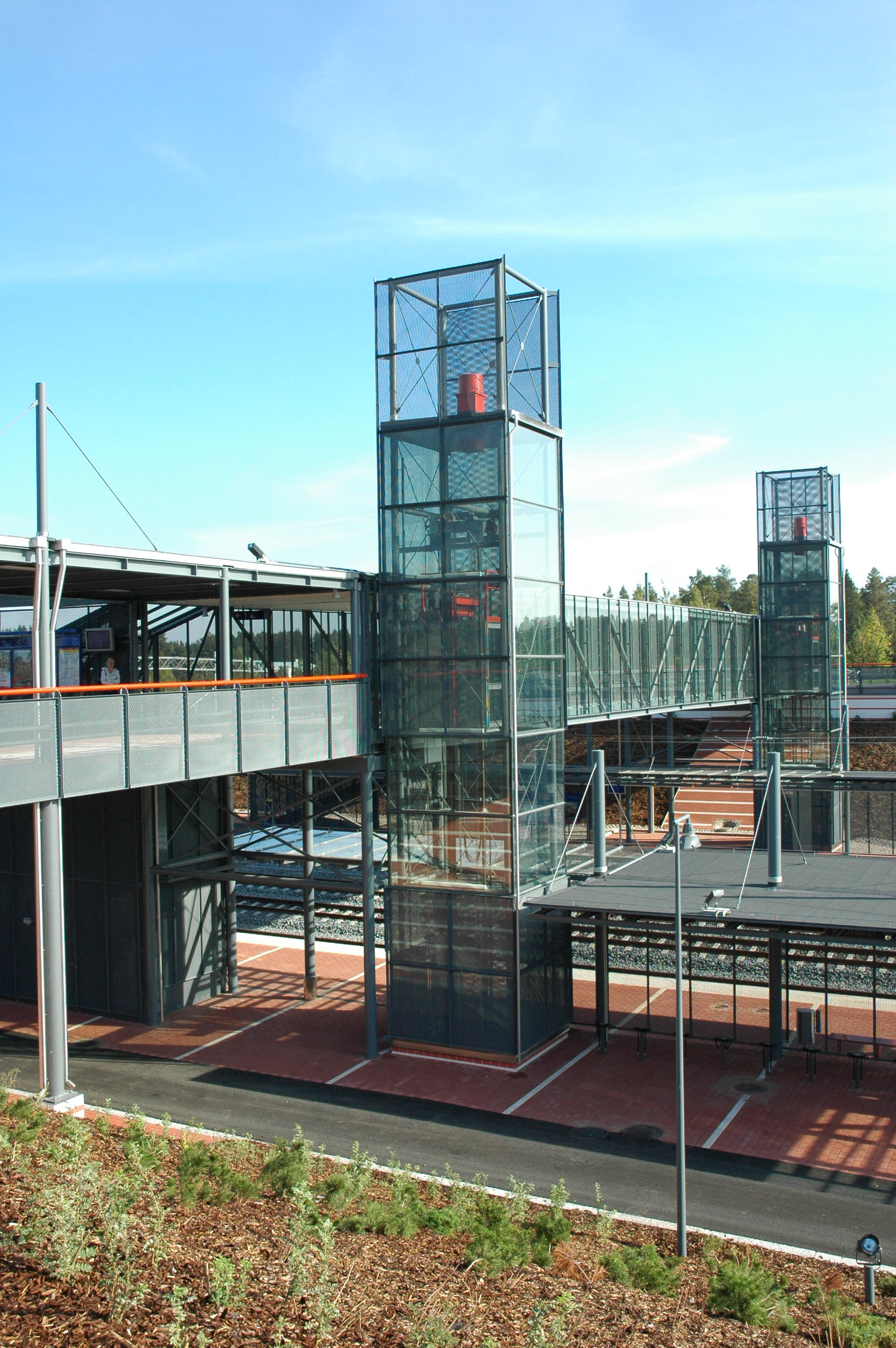
Gare de Mäntsälä, 2006
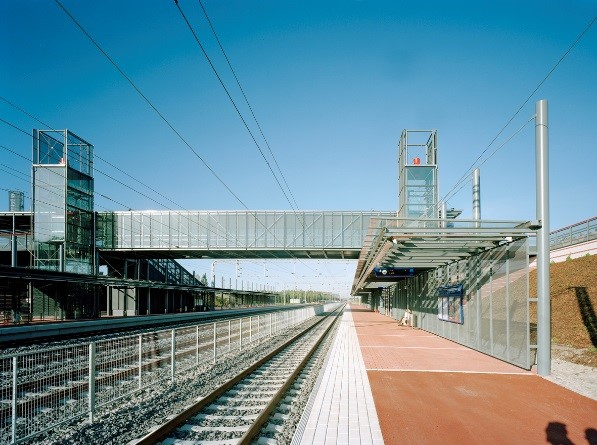
Gare d'Haarajoki, Järvenpää, 2006
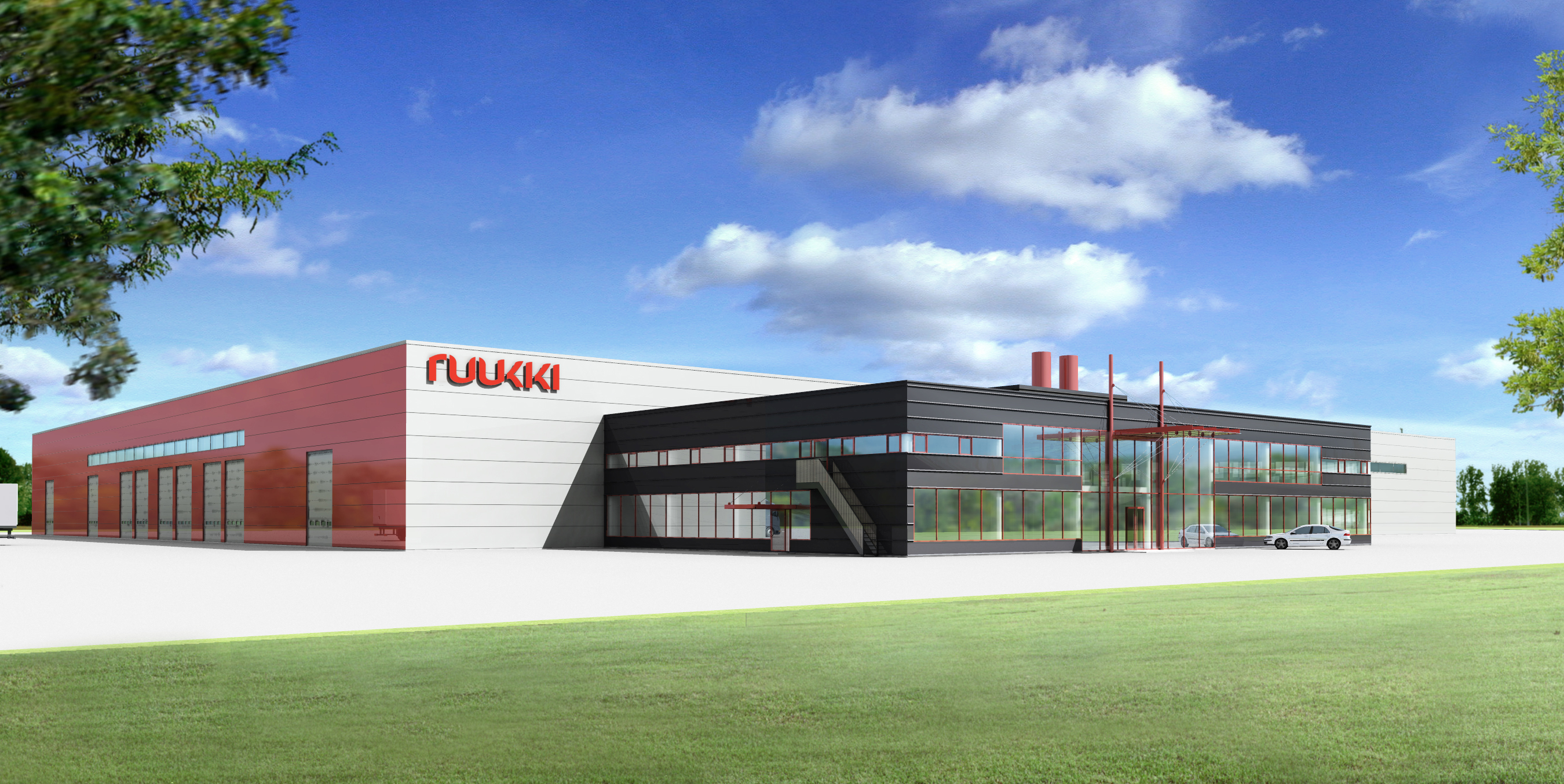
Ruukki Factory, Bolintin Deal, Romania 2008
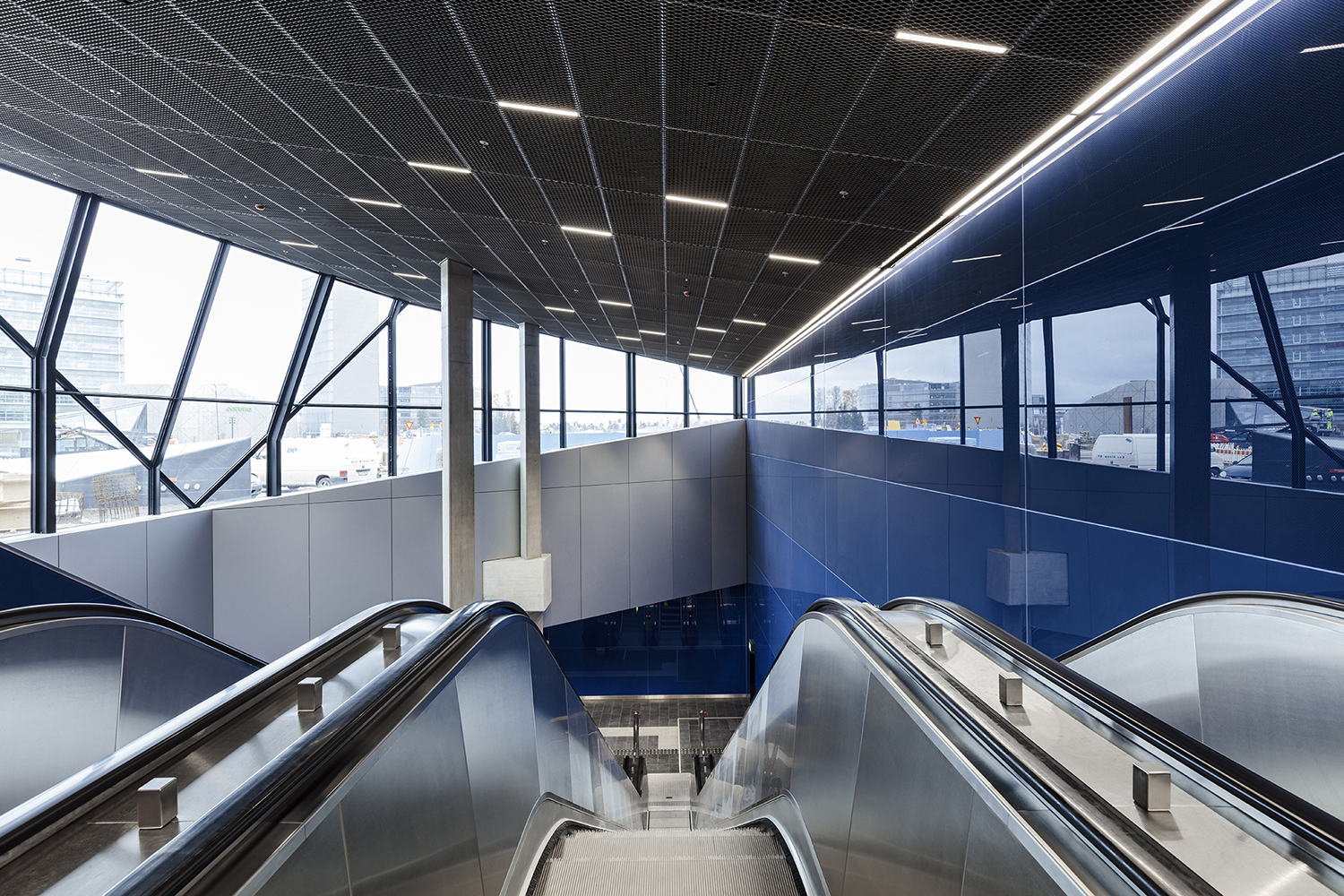
(Station de Keilaniemi, Espoo (ALA+ESA) 2009-2017
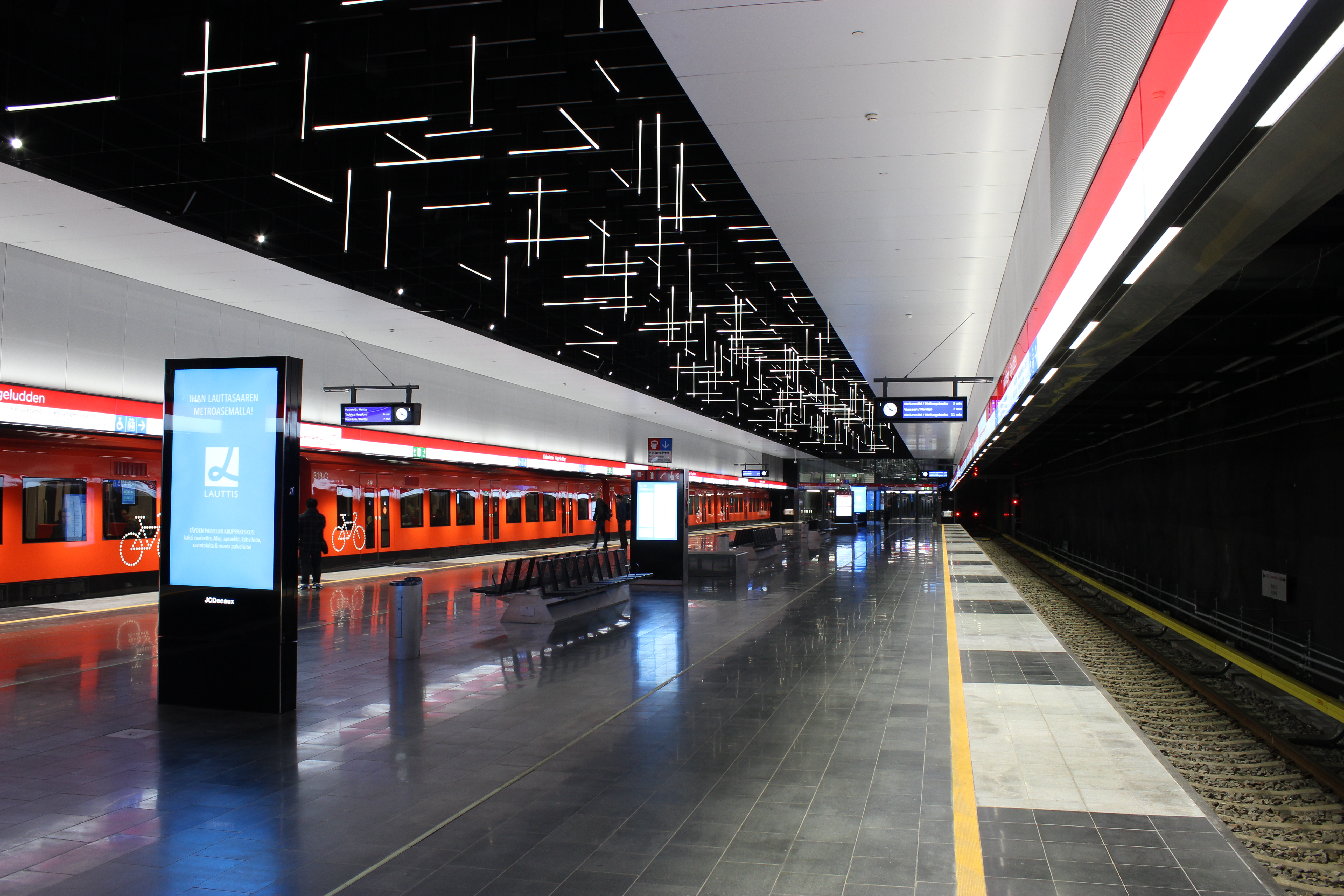
Station de Keilaniemi, Espoo (ALA+ESA) 2009-2017
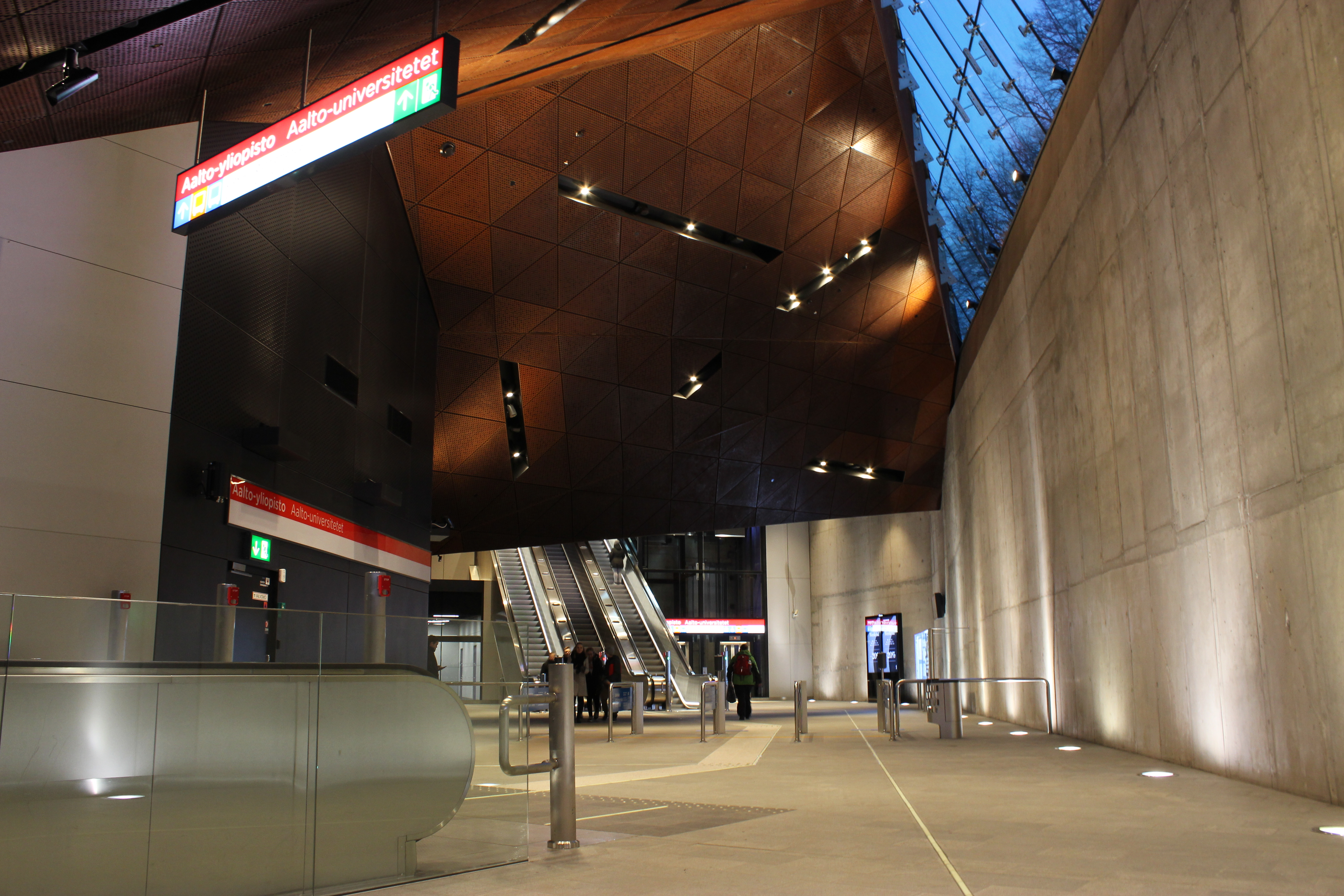
Université Aalto (ALA+ESA), 2009-2017
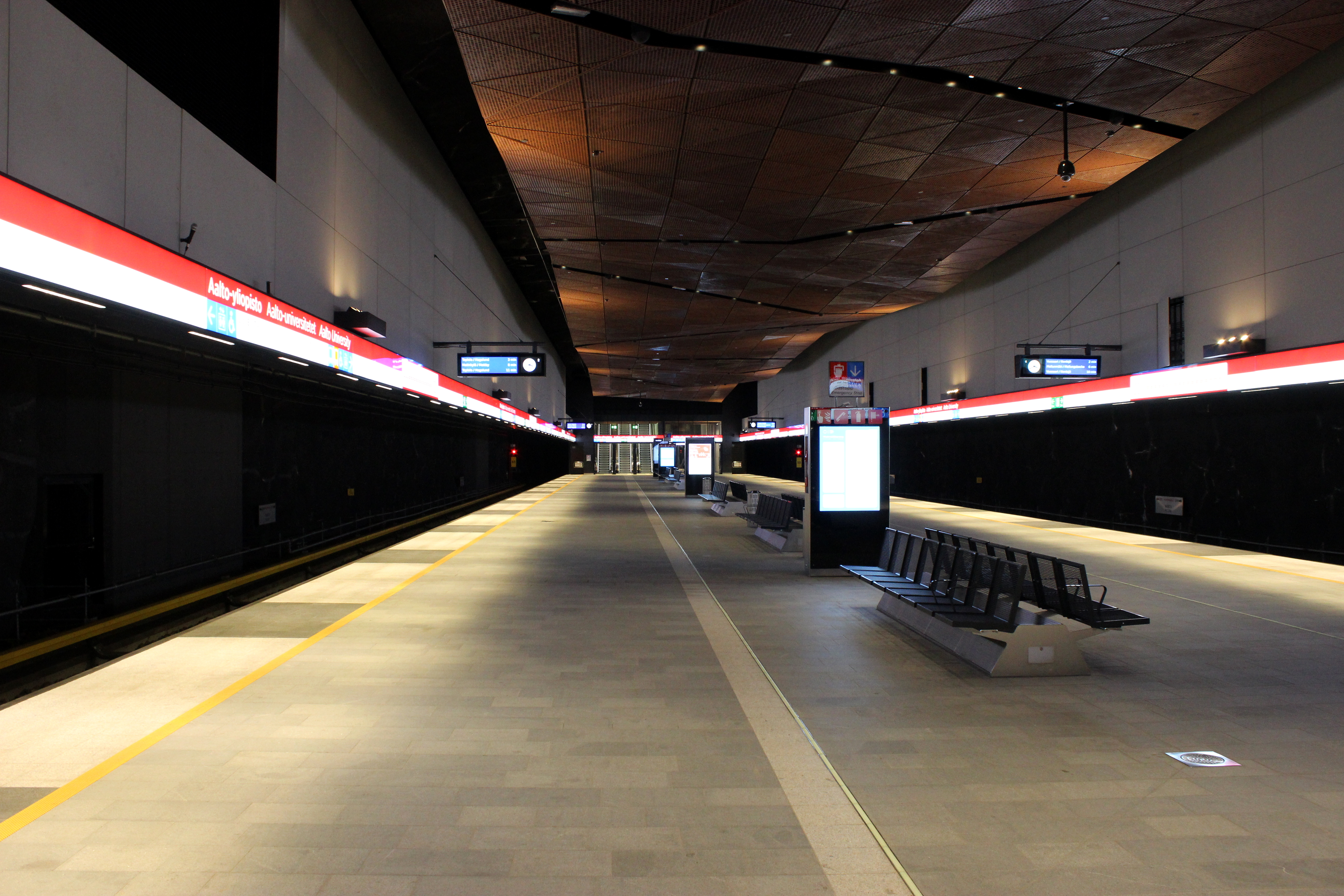
Université Aalto, Espoo (ALA+ESA) 2009-2017

- Rénovation de l'église de Leppävaara, Espoo, 2007
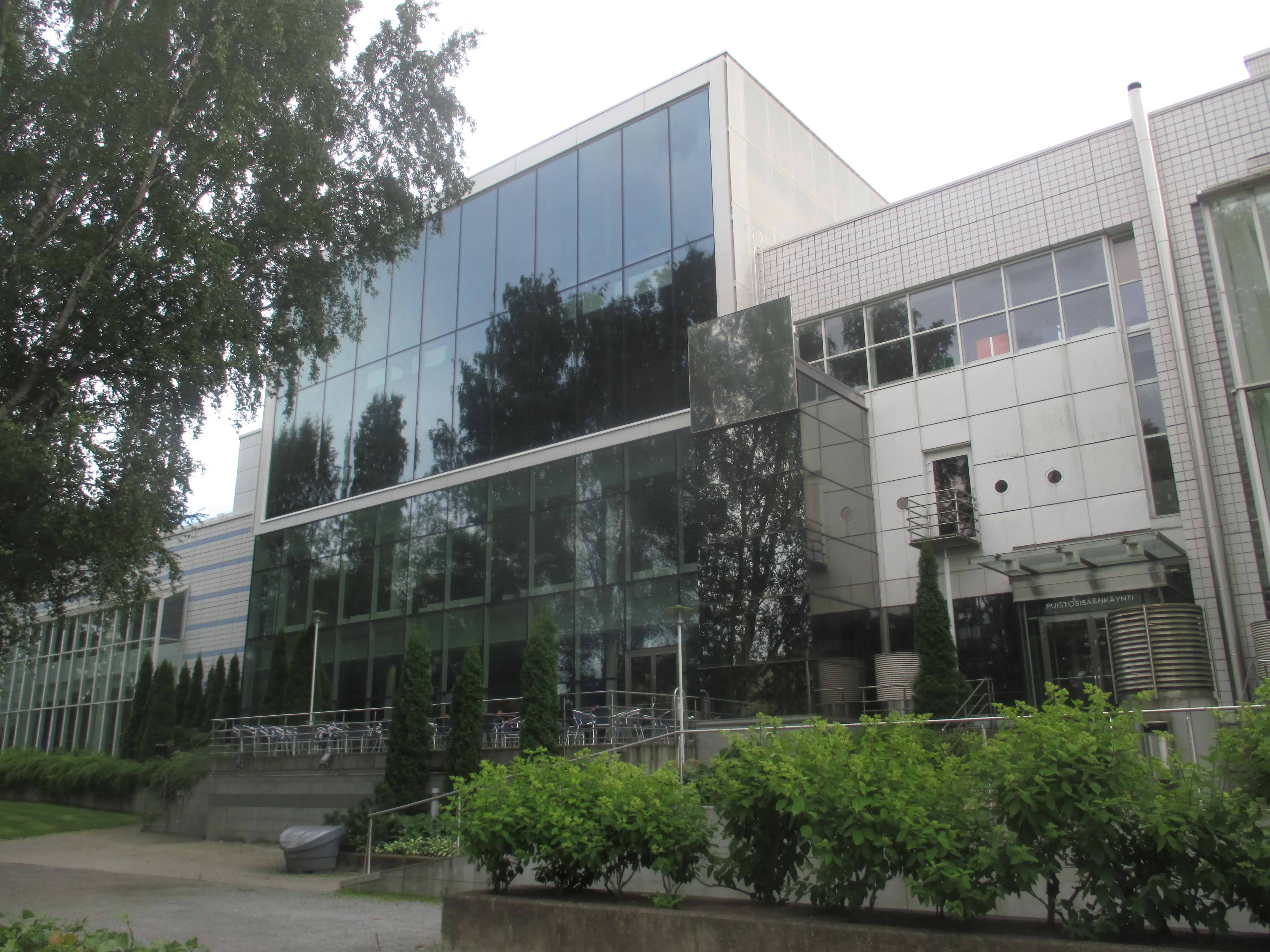
Transformation et extension de la Maison de Tampere, 2015-2017
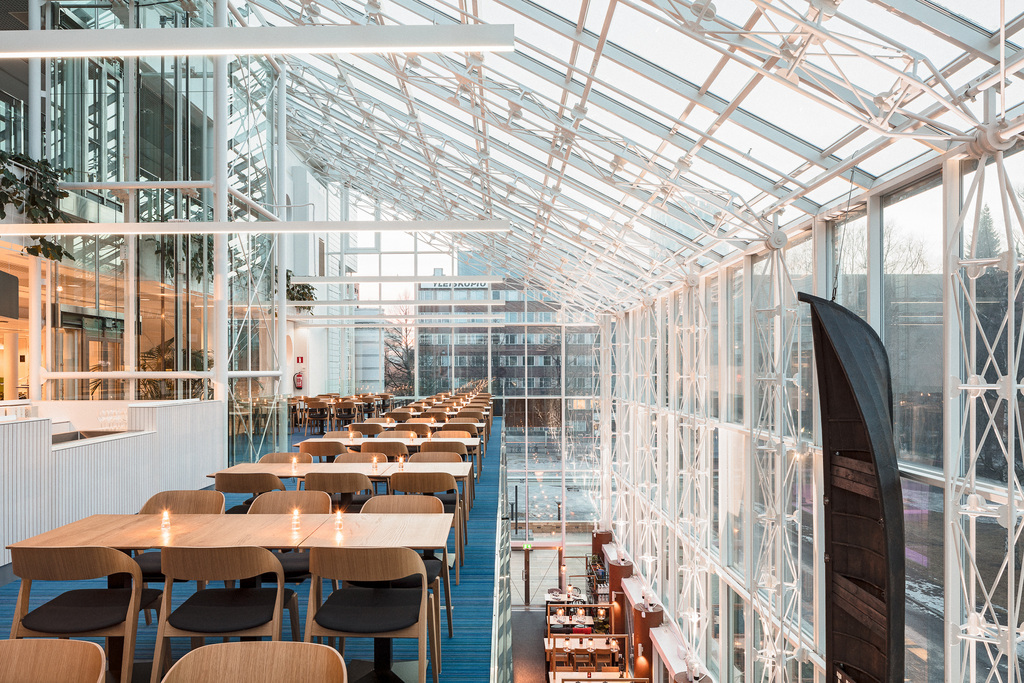
Maison Tampere, modifications et agrandissement, 2017
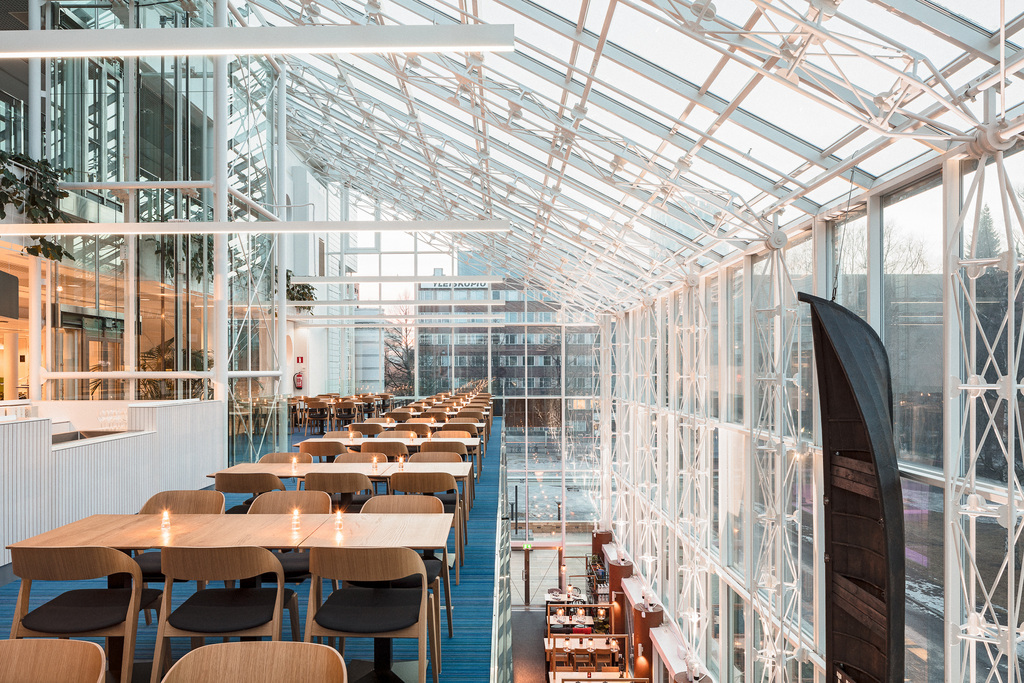
Maison Tampere, modifications et agrandissement, 2017
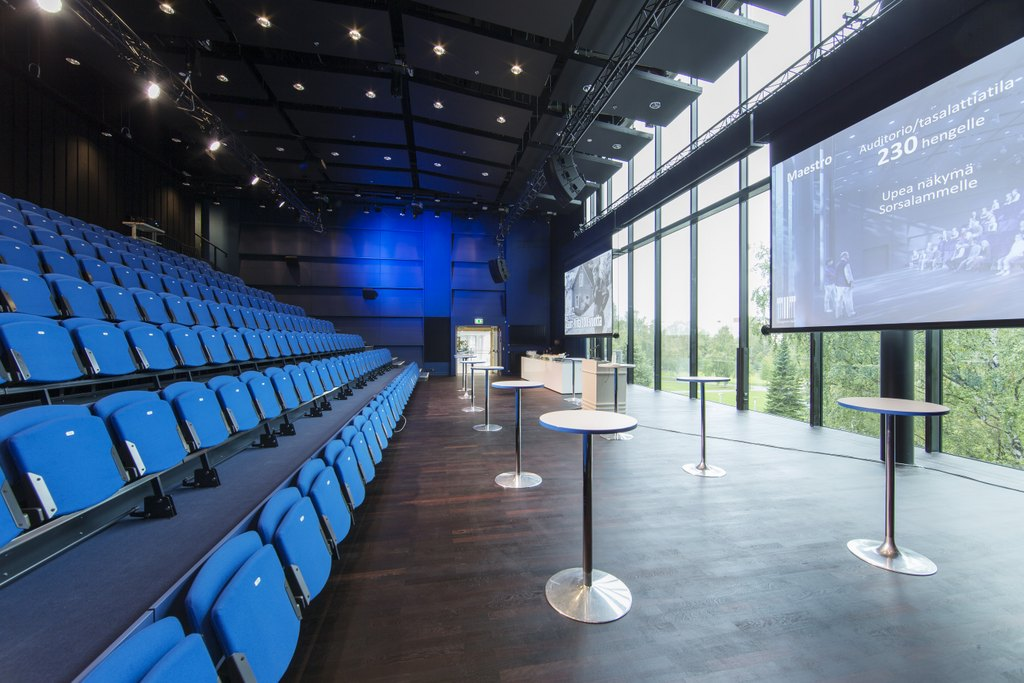
Maison Tampere, modifications et agrandissement, 2017
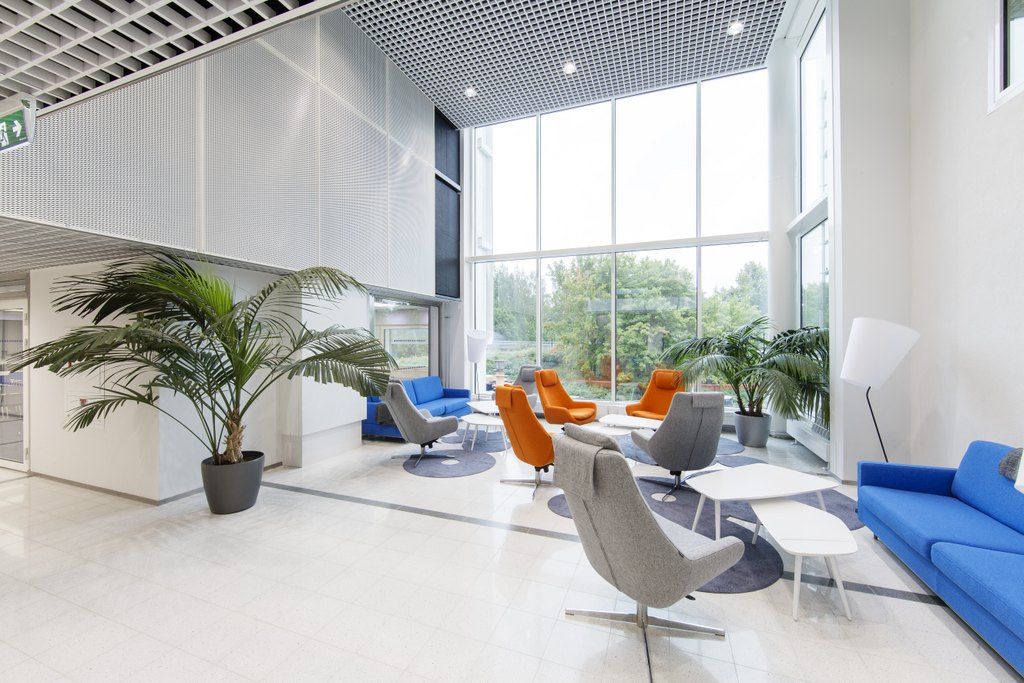
Maison Tampere, modifications et agrandissement, 2017
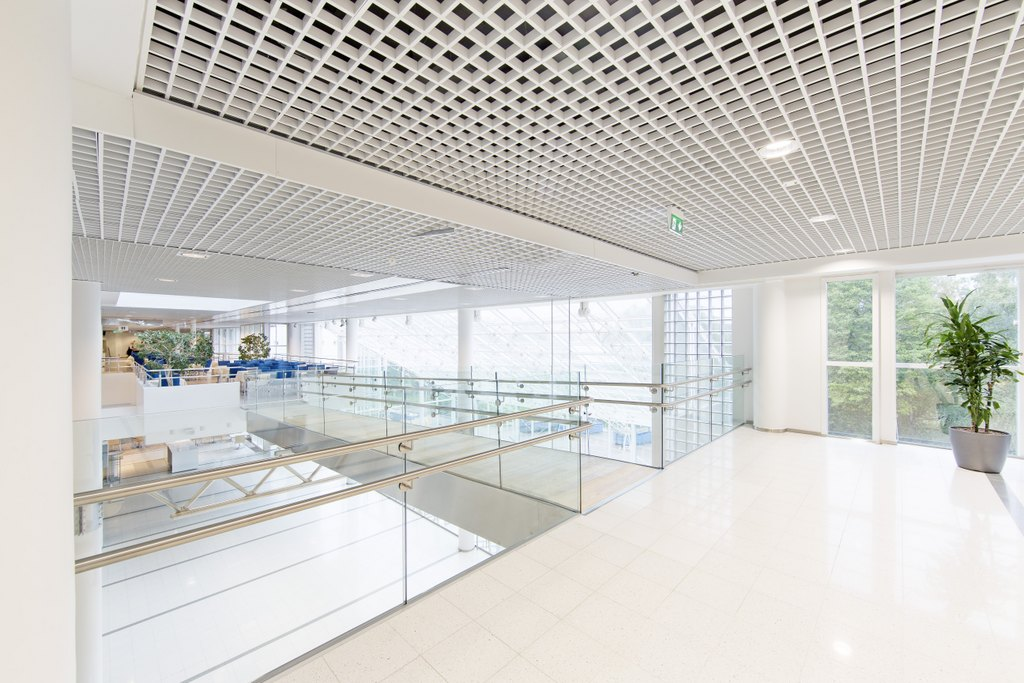
Maison Tampere, modifications et agrandissement, 2017
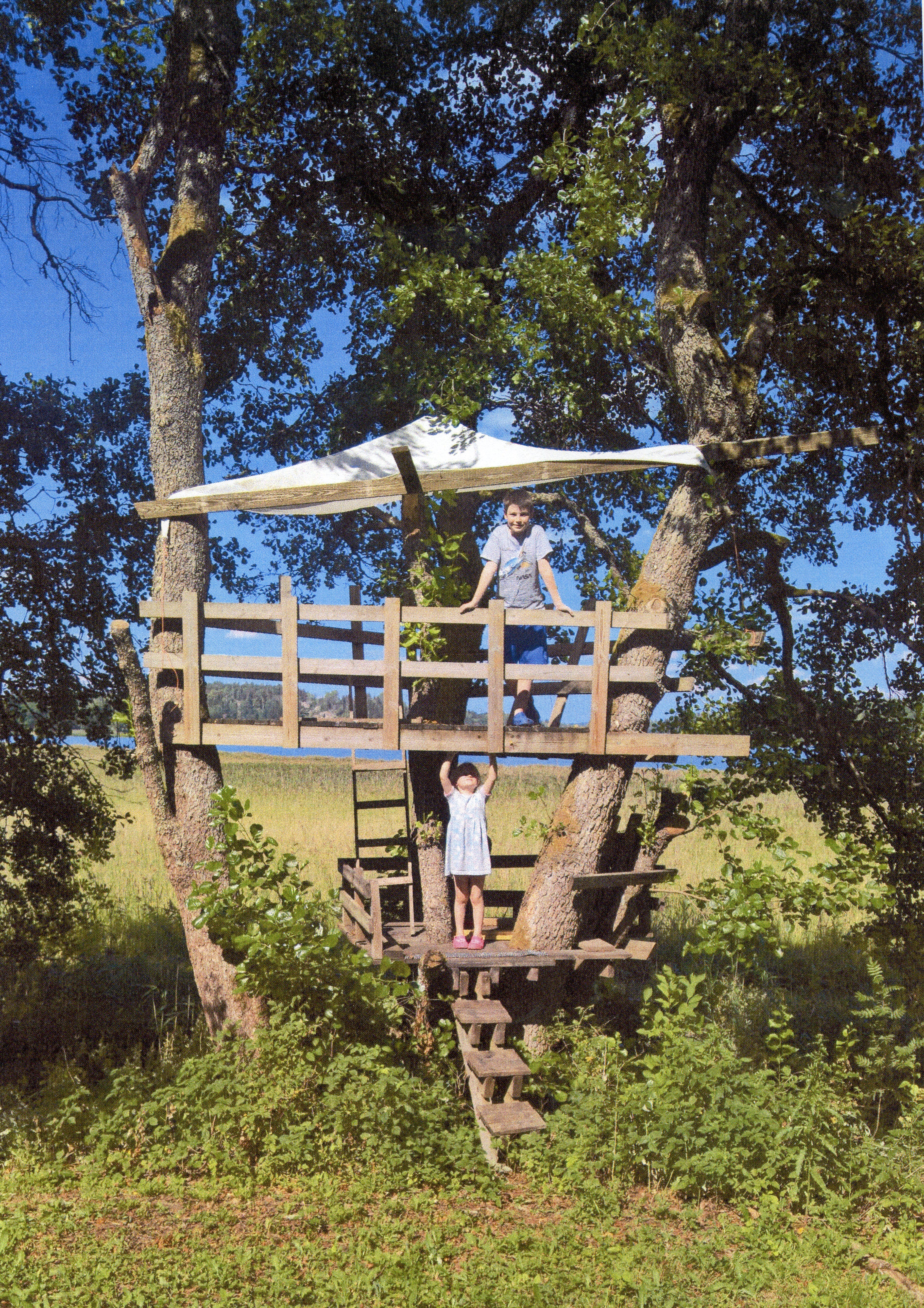
Tree House, Björköholmen, Parainen 2011-

### Avec le cabinet d'architecte ALA
- Station d'Otaniemi, Université Aalto, Espoo, 2017
- Station de Keilaniemi, Espoo, 2017

### Avec Sakari Aartelo
- Église de Rautavaara, 1982
- Pont Hansasilta de l'Itäkeskus , Helsinki, 1984
- Jardin botanique et serres de l'université de Joensuu, 1985
- Station de recherche forestière, Kannus, 1985
- Maison de quartier de Kurkimäki, Helsinki, 1989
- Maison de Tampere, 1990
- Immeuble de bureaux Rautio, Espoo, 1990
- Triangle de Viikki du cimetière de Malmi, Helsinki, 1990 avec Leena Iisakkila

## Écrits
- Carlo Bassi 1772-1840, AtlasArt 2023
- Healing Architecture, China Electric Power Press, China 2021
- Architecture and Materials, China Electric Power Press, China 2021

- Helsingin metron opastusjärjestelmän suunnitteluohje, HKL	2008

- Esa Piironen, Small Houses in Finland, Helsinki, Rakennustieto Oy, 2004 (ISBN 9789516827516)

- Monografie: Esa Piironen, Architect, China Architecture and Building Press , 2003
- Katettu katu, HKR/Katuosasto 	2001
- Teräs julkisessa rakentamisessa , TRY, Rakennustieto Oy, Helsinki, avec Risto Saarni, 1998
- Kaupunkirata Helsinki-Huopalahti-Leppävaara, asemasuunnittelun ohjeet, Ratahallintokeskus, Helsinki	1997
- Tikkurilan joukkoliikennepysäkki, Vantaa, C5:1996	1996
- Helsingin keskustan terminaalien matkustajaninformaation kehittäminen, HKL et.al., Helsinki, 1995
- Helsinki Vantaan lentoaseman opastesuunnittelun perusteet, Helsinki, avec Viisikko Oy, 1994
- VR, Opastusjärjestelrnä, Helsinki	1982
- Kurkimäen korttelitalo, Esisuunnitelma, HKR, Helsinki, A+P, 1980
- Ympäristön havaitsemisesta ja sen mittaamisesta, TKK, Espoo, 1978
- G4, imago, Helsinki, 1977
- Helsingin metron opastus- ja informaatiojärjestelmä, yleissuunnitelma, G4	1975
- Metro/USA, Helsingin kaupungin metrotoimisto, 1974
- Arkkitehtuuriopas Turku, Arkkitehti-lehti, 1972
- Helsingin metron opastus- ja informaatiojärjestelmä, G4, 1972
- Kadun kalusteet, Suomen rakennustaiteen museo, Helsinki, G4, 1970
- Helsingin metron opastus- ja informaatiojärjestelmätutkimus, G4, 1970
- Tutkimus seutu- ja yleiskaavamerkinnöistä, SAFA Asemakaava- ja standardisoimislaitos, Helsinki, 1970

## Éditions
- (en) Esa Piironen, Fang Hai, Dongfang Tan, Thoughts on Architecture, China Electric Power Press, 2018, 353 p. (ISBN 9787519812416)
- (en) Esa Piironen, Fang Hai, Dongfang Tan, On Architecture, China Electric Power Press, 2014

- (en) Esa Piironen (ed.), Steel Visions, Helsinki,, Teräsrakenneyhdistys r.y. et Avain Publishers, 2006 (ISBN 978-9525524352)

- (en) Esa Piironen (ed.), Steel Images, Helsinki,, Teräsrakenneyhdistys r.y. et Rakennustieto Oy, 2001, 143 p. (ISBN 978-9516826328)

- (fi) Esa Piironen, (ed,), Ulkomainonta kaupunkikuvassa, Helsinki, FEPE Finland (Fédération Européenne de la publicité extérieure), 1983, 32 p. (ISBN 9519942645)

- (fi + en) Paula Kivinen, Pekka Korvenmaa, Esa Piironen, Lars Sonck 1870-1956 : arkkitehti = architect, Helsinki, Fennica, coll. « monographies du Musée de l'architecture finlandaise », 1981 (ISBN 9519229124)

- (fi) Esa Piironen (ed.), Suomalaisia kytkettyjä pientaloja : Ark I, Espoo, TKK, 1980, 107 p. (ISBN 9517518668)

- (fi) Le Corbusier (trad. Pauliina Nurminen, préf. Esa Piironen), Uutta arkkitehtuuria kohti [« Vers une architecture »], Espoo, TKK & Avain, 1979, 230 p. (ISBN 9789525524062)

- Matalaenergiataloja, TKK, Espoo, 1978
- Ympäristöpsykologia 5, TKK, Espoo, 1978
- Ympäristöpsykologia 4, TKK, Espoo, 1977
- Suomalaisia yhdenperheentaloja, TKK, Espoo, 1977
- Sports and Leisure, Helsinki, 1977
- Ympäristöpsykologia 3, TKK, Espoo, 1976
- Suomalaisia loma-asuntoja ja saunoja, TKK, Espoo, 1976
- Ympäristöpsykologia 2, TKK, Espoo, 1975
- Lastentalon suunnittelun perusteet, TKK, Espoo, 1974
- Loma-asunnon suunnittelun perusteet, TKK, Espoo, 1974
- Ympäristöpsykologia 1, TKK, Espoo, 1974
- (fi + en) Esa Piironen, (ed,), TKK/A/100 : Helsingin teknillinen korkeakoulu, Arkkitehtiosasto 1872-1972 = Helsinki University of technology, Department of architecture 1872-1972, Espoo, 1974 (ISBN 9517502109)

- Metroasemien sisustuskomponentit, G4 et al, Helsinki, 1974
- Erik Bryggman 1891-1955, Turku, 1967
- Taidetapahtuma 1, Turku 1966

## Galerie

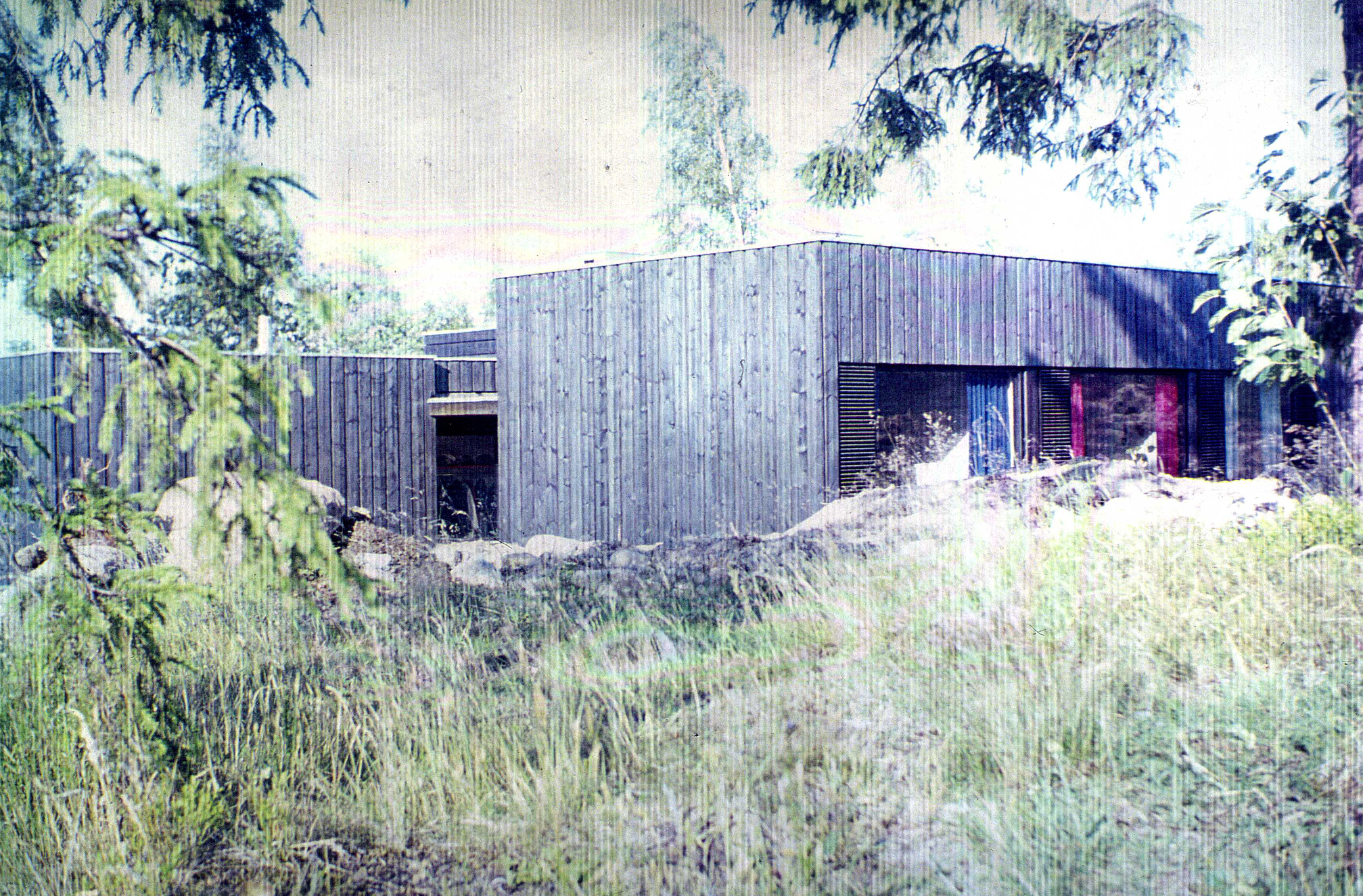
Maison, Söörmarkku, P+P, 1966
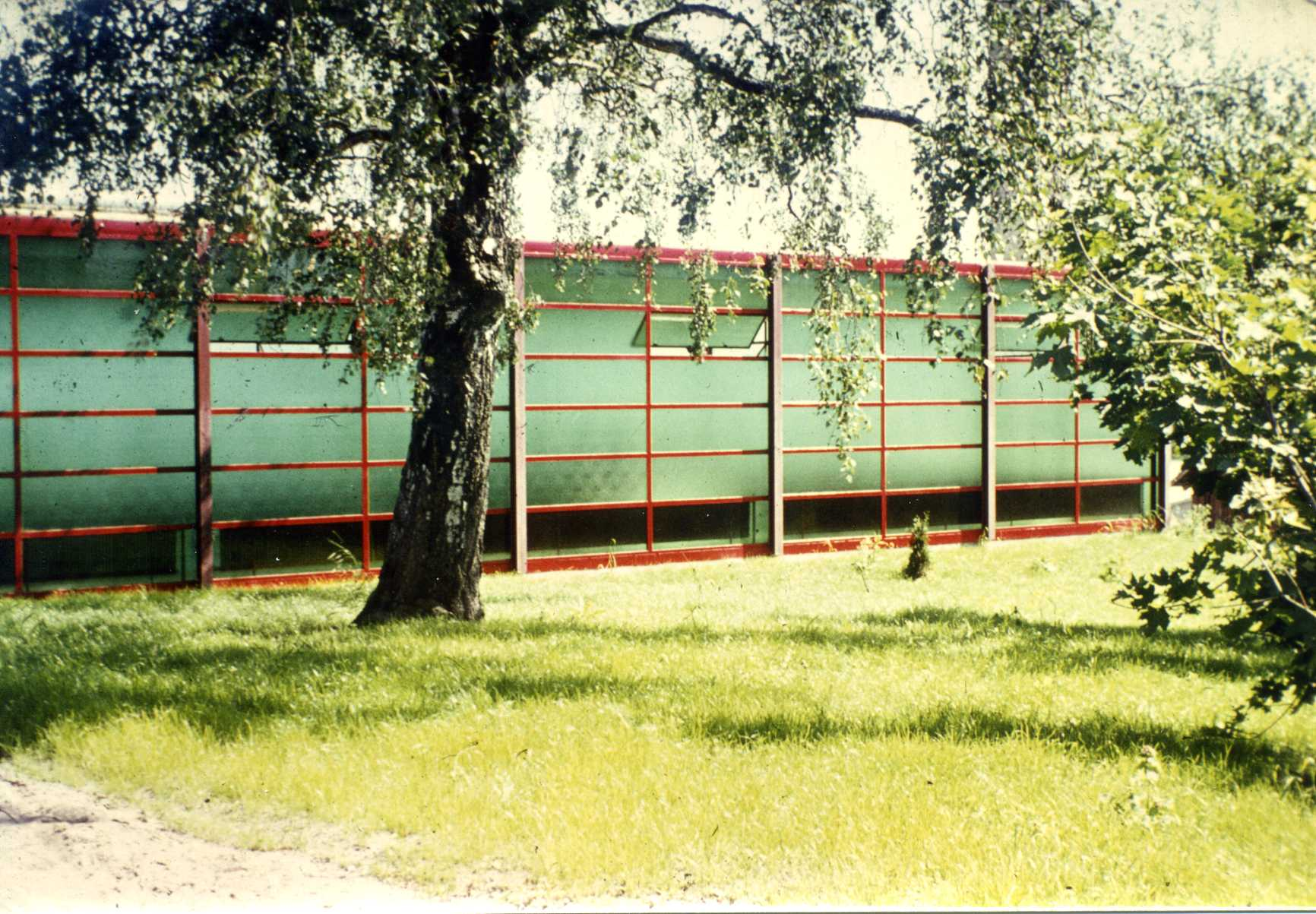
Piscine privée, Turku P+P, 1967
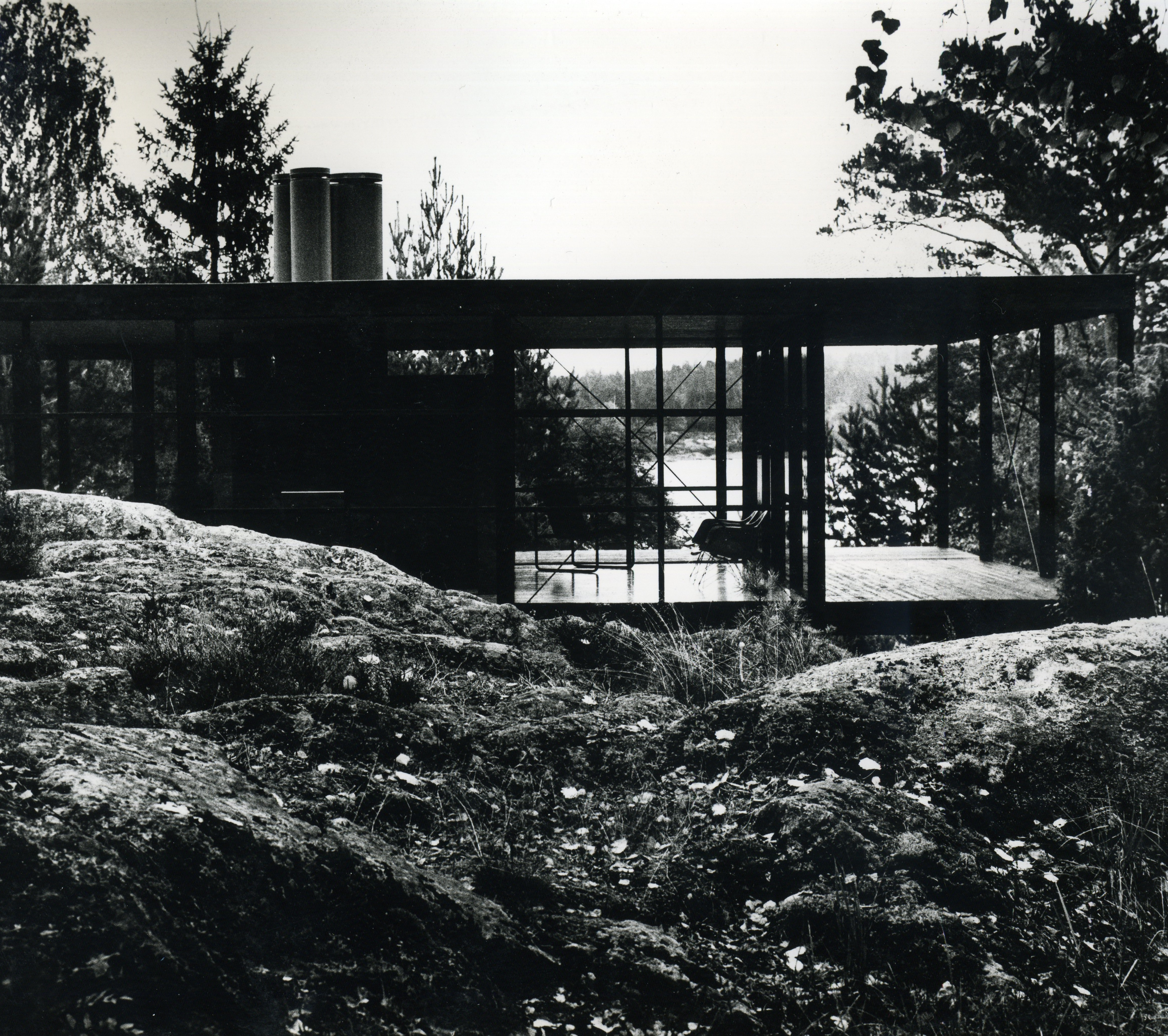
Villa Suojaranta, Merimasku, 1968
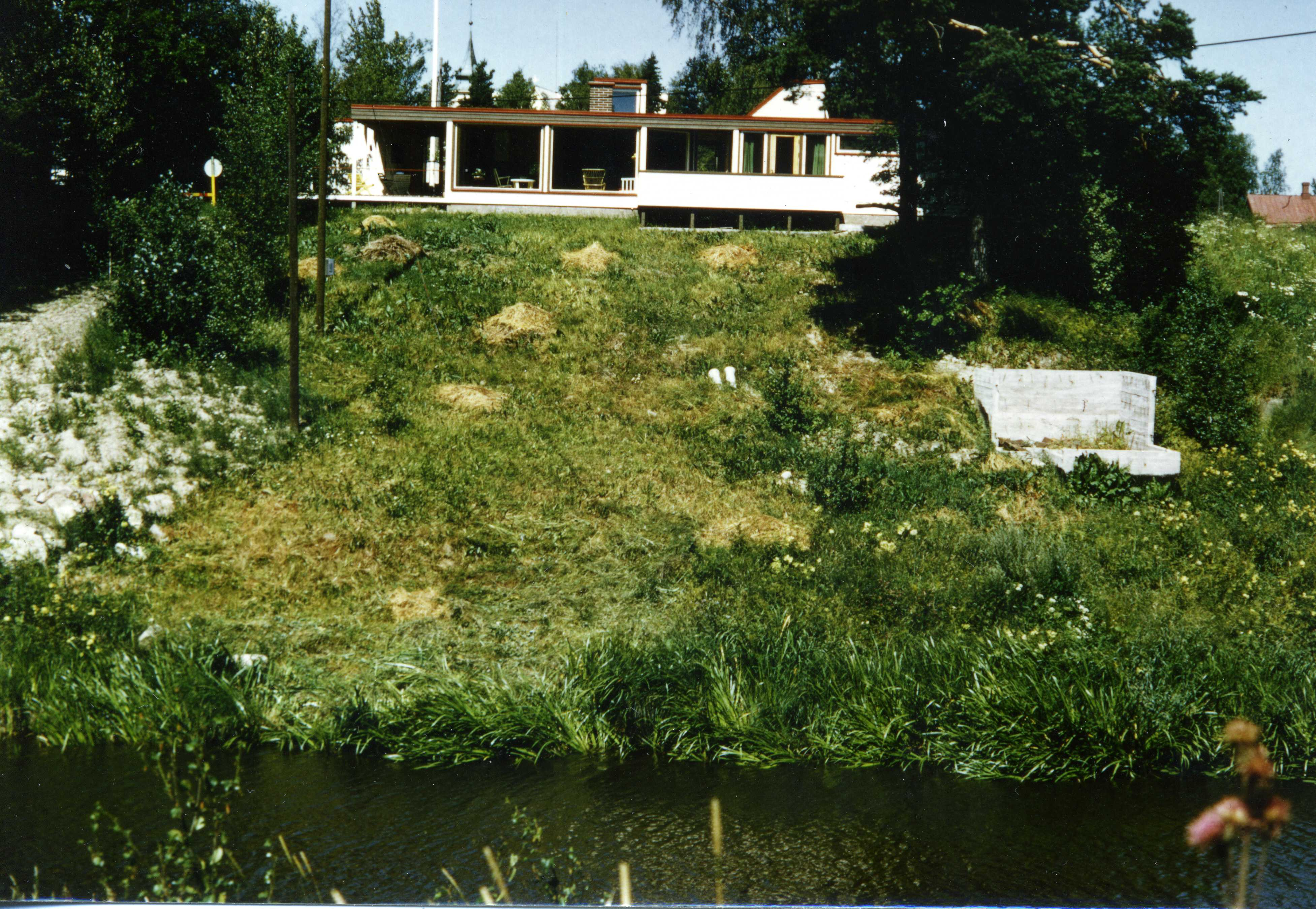
Villa Vainiola, Aura, 1970
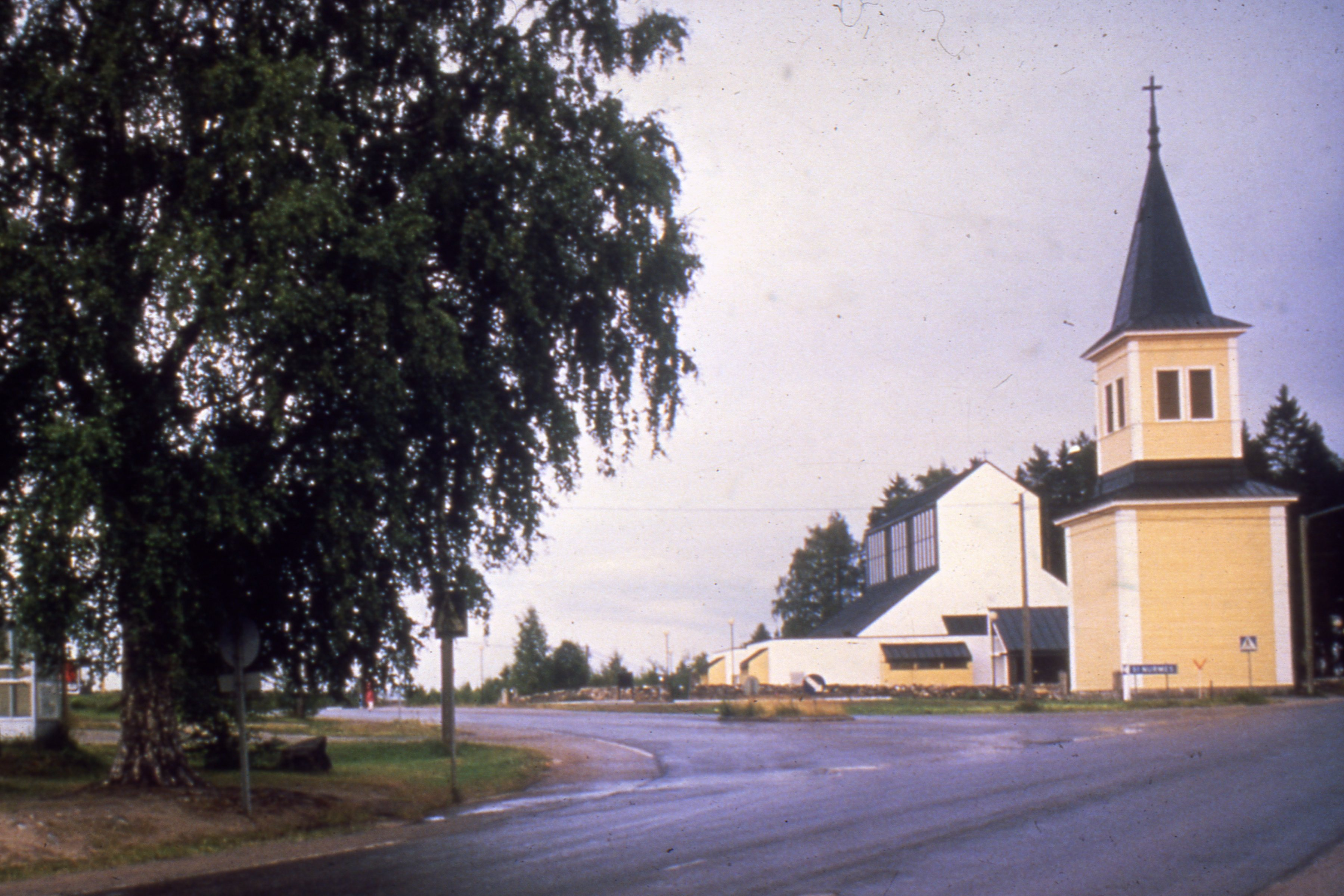
Église de Rautavaara, A+P, 1982
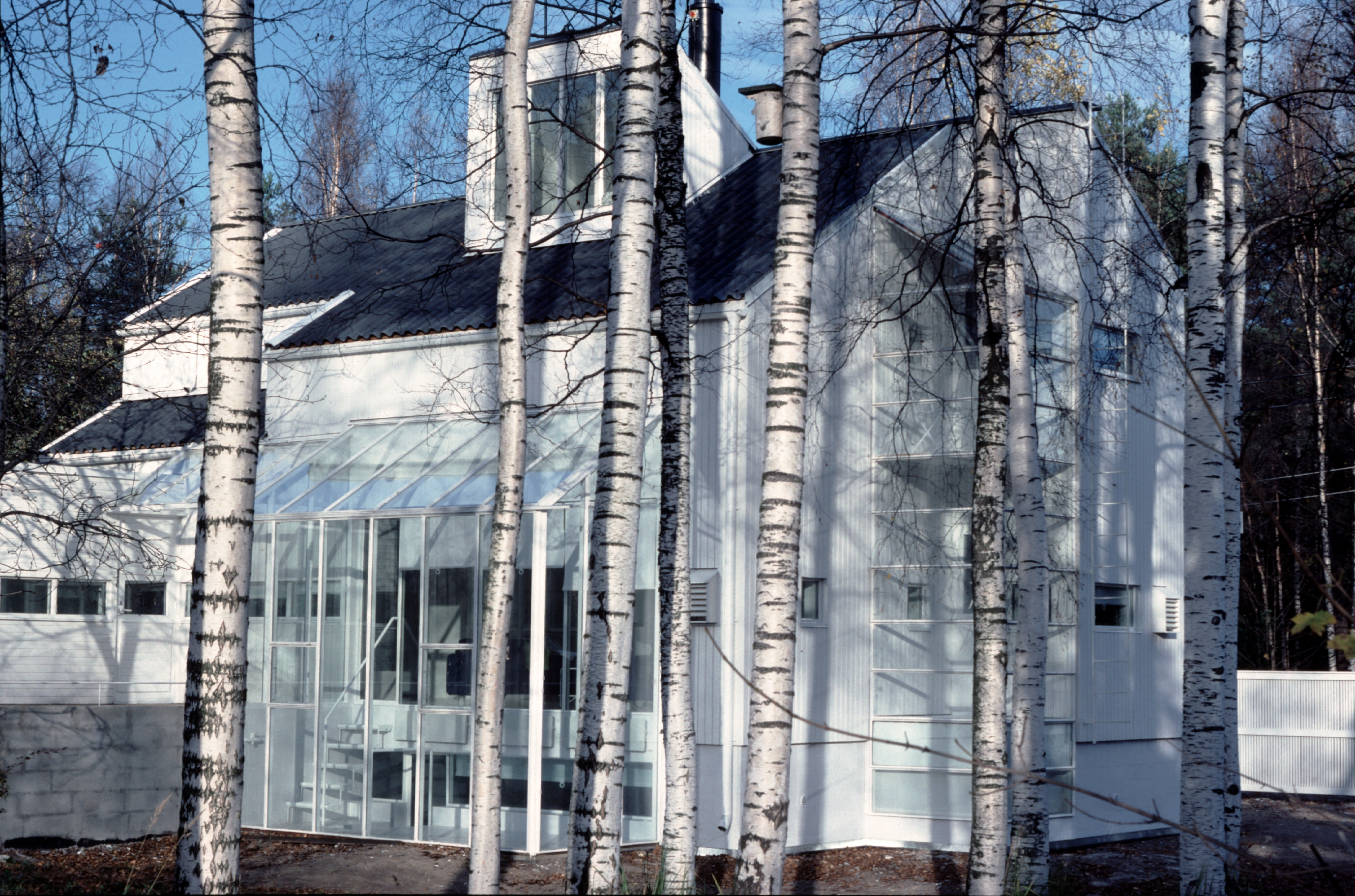
Habitation, Koivikko, Helsinki, 1985
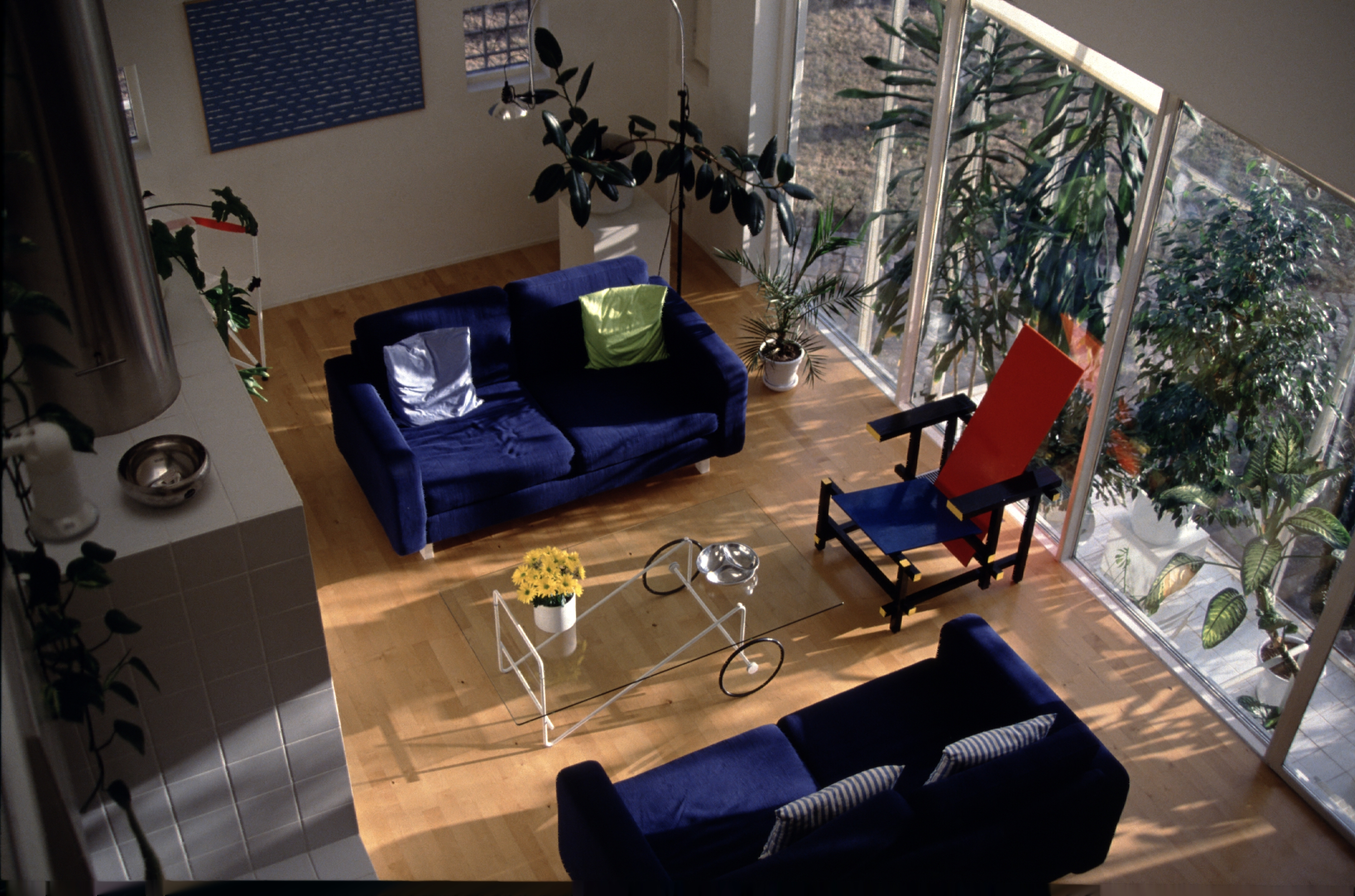
Habitation, Koivikko, Helsinki, 1985
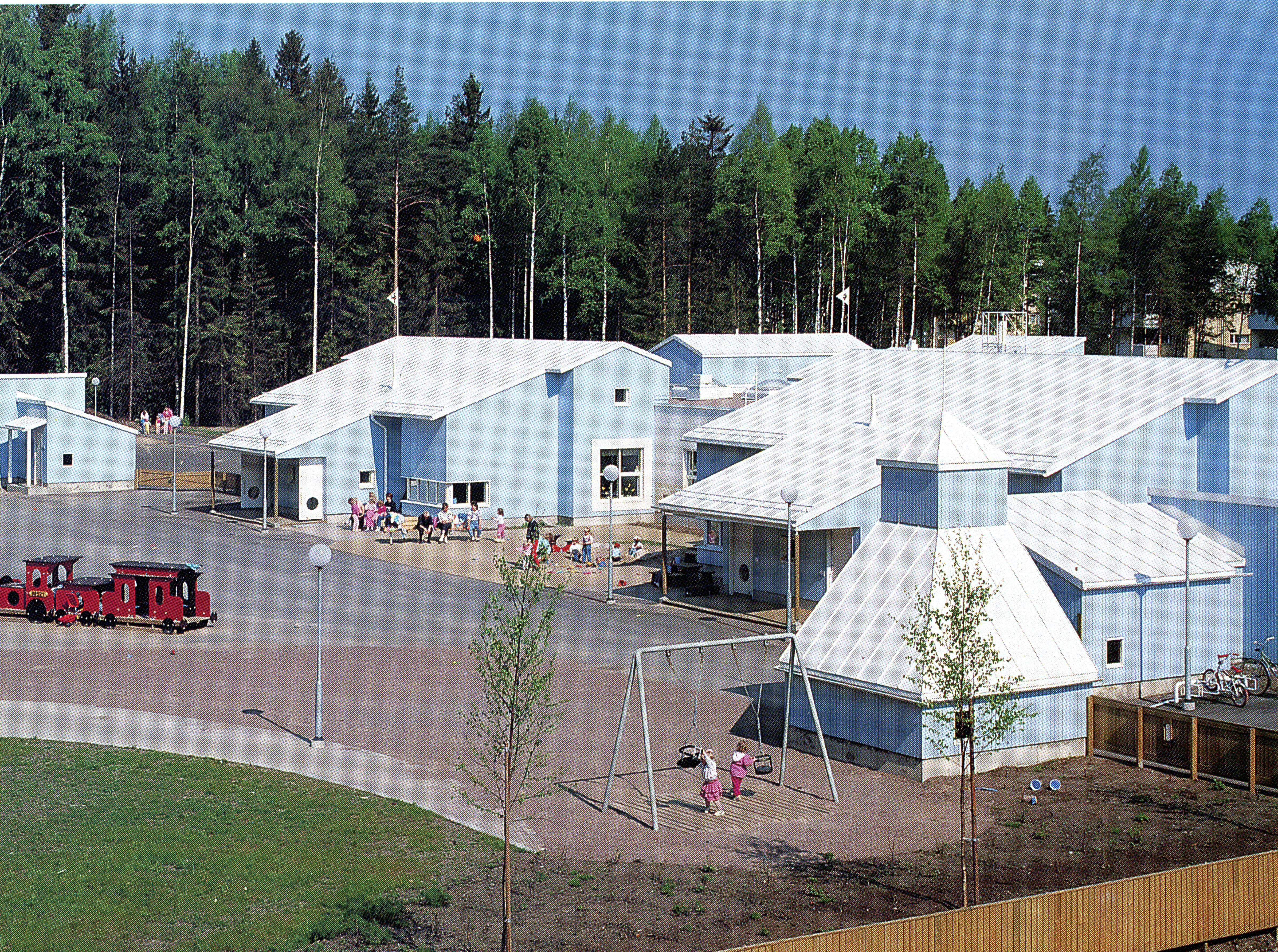
Maison polyvalente de Kurkimäki, Helsinki, A+P, 1989
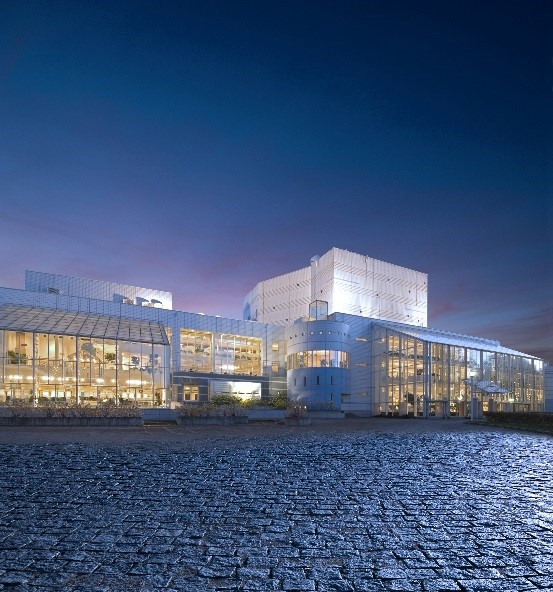
Maison de Tampere, A+P, 1990
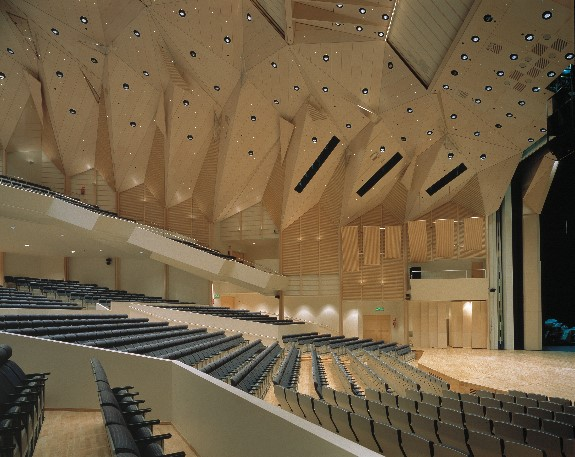
Maison de Tampere, A+P, 1990
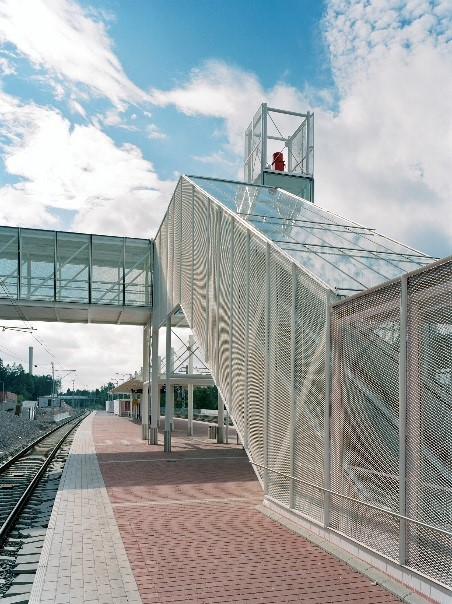
Gare de Koivukylä, Vantaa 2004
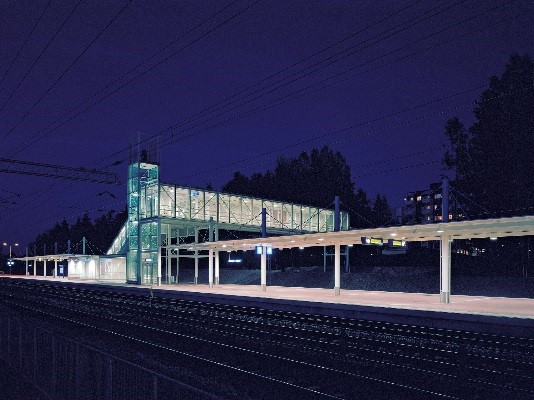
Gare de Koivukylä, Vantaa 2004
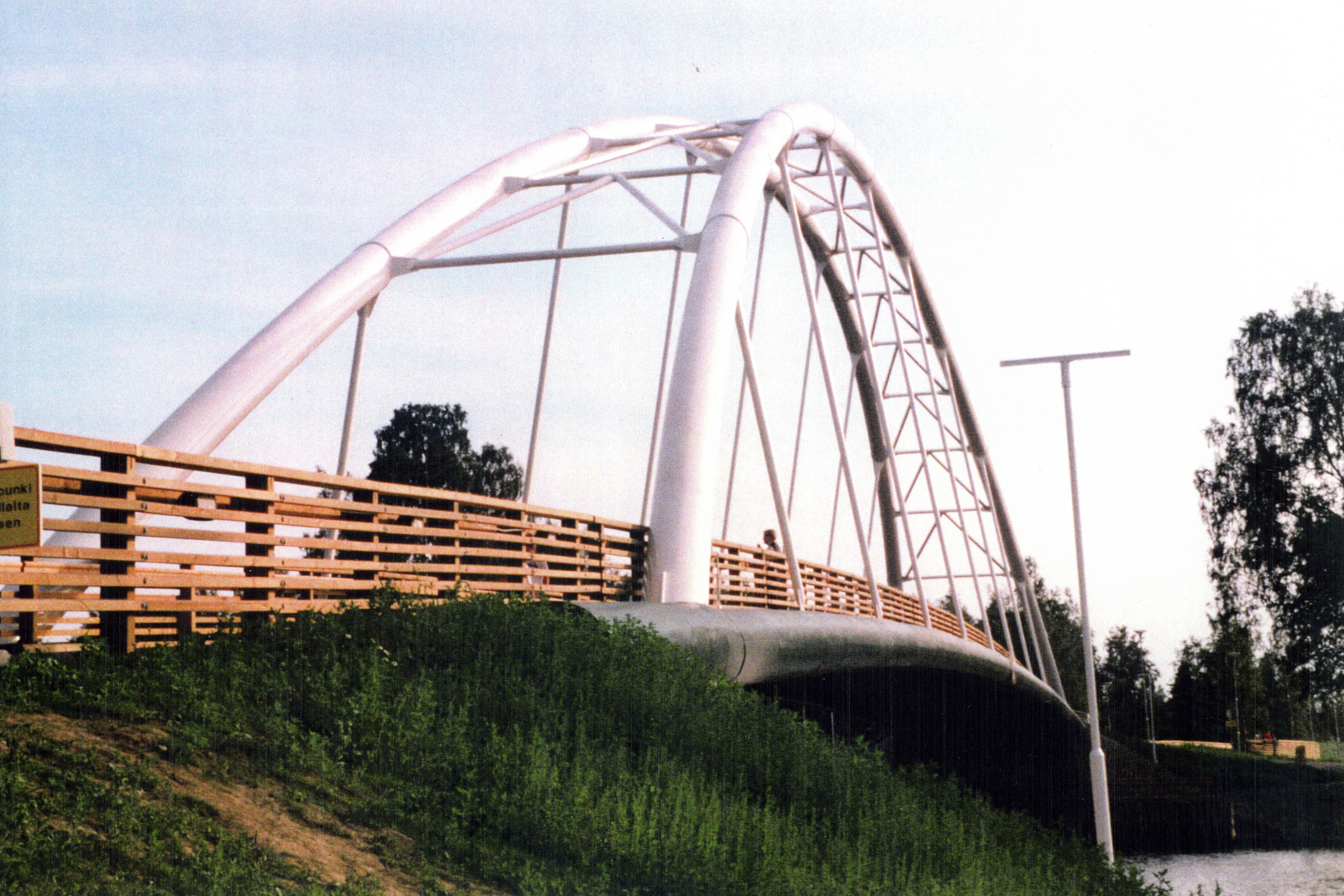
Pont piétonnier de Pormestari, Pori 2001
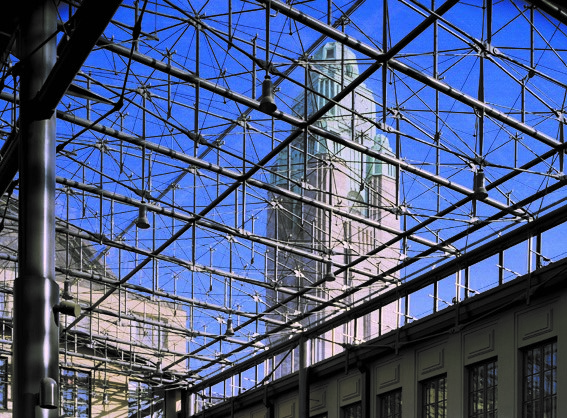
Gare centrale d'Helsinki, couverture des quais, 2001
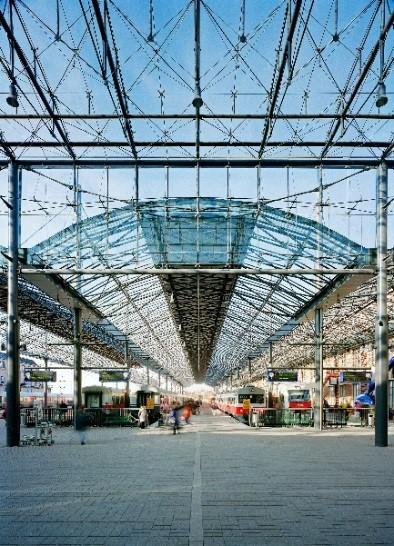
Gare centrale d'Helsinki, couverture des quais 2001
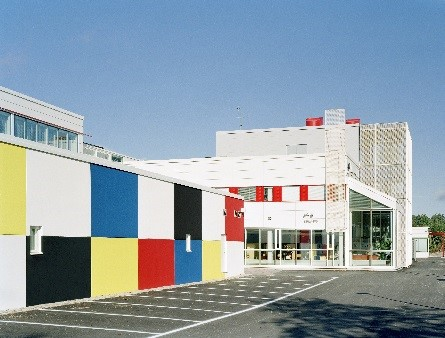
École de Mikkola (fi), 2005
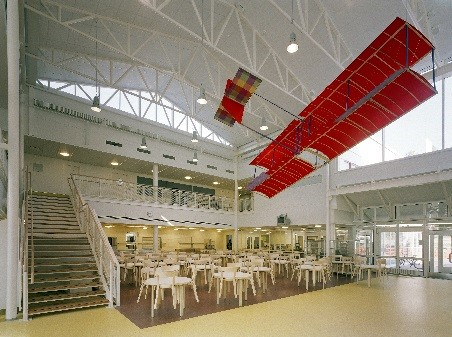
École de Mikkola, Vantaa, 2005